# Heidekräuter
Die Heidekräuter (Erica), auch Heiden oder Eriken genannt, sind eine Pflanzengattung innerhalb der Familie der Heidekrautgewächse (Ericaceae). Von den 830 bis 860 Arten sind die Mehrheit in Südafrika beheimatet, nur wenige Arten strahlen aus bis nach Europa und Vorderasien.
Umgangssprachlich werden viele Zwergsträucher der Heidelandschaft „Heidekraut“ genannt, ohne dass sie im strengen Sinne zu den Heidekräutern (Erica) gehören. Dies gilt auch für die eng verwandte Besenheide (Calluna vulgaris), die in Europa oft die bestandsprägende Pflanzenart einer Heidelandschaft ist. Manche heidekrautartigen Pflanzen wurden früher lateinisch Genesta oder Genestula genannt.

## Beschreibung

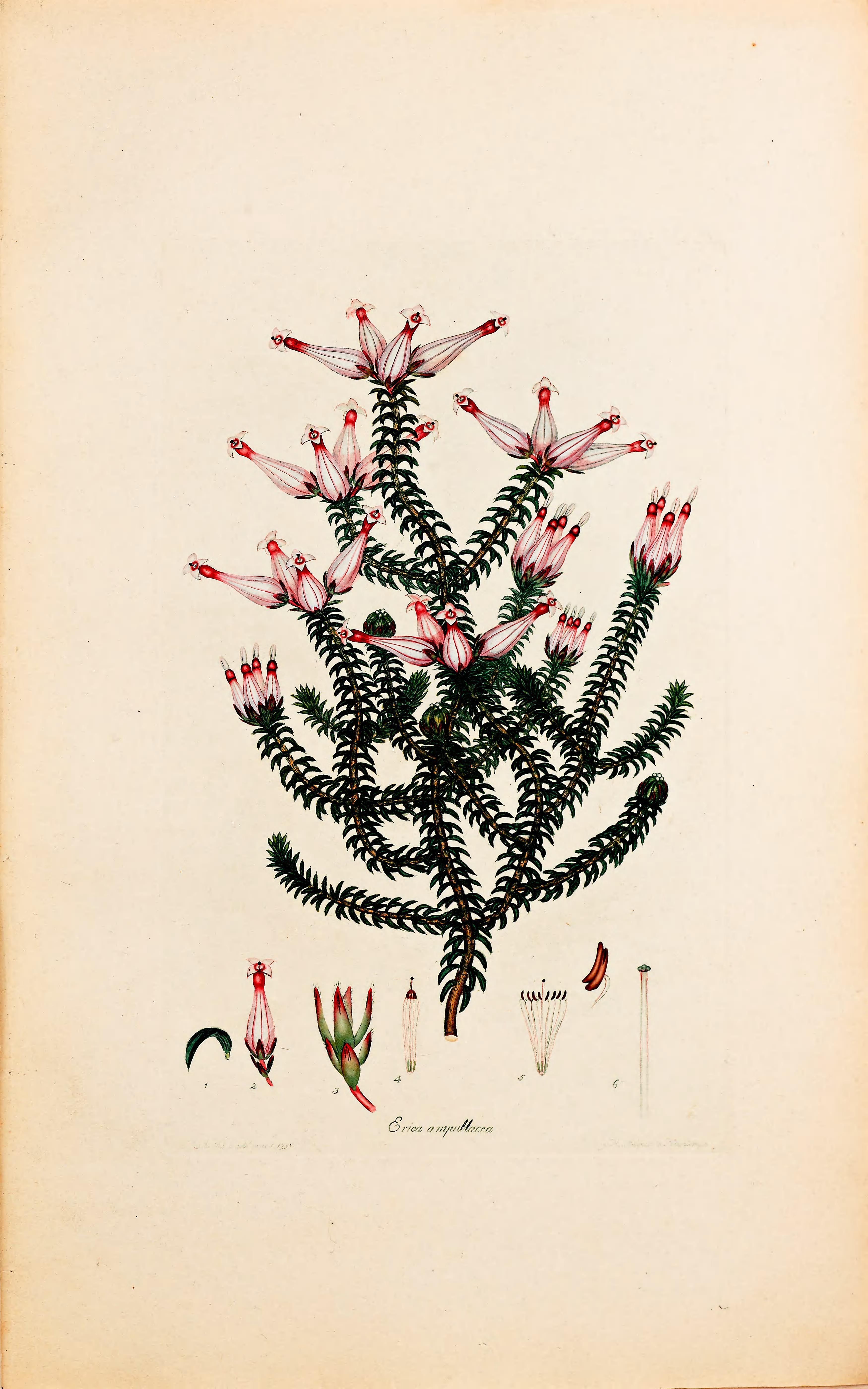
Illustration aus Curtis von Erica ampullacea

Wappen von Göhl (Holstein)

### Vegetative Merkmale
Heidekraut-Arten sind immergrüne Halbsträucher, Sträucher oder seltener Bäume, die Wuchshöhen von bis zu zehn Metern erreichen. Die Zweige sind selbständig aufrecht, ausgebreitet oder kriechend. Die Rinde ist kahl oder behaart. Das Mark ist gleichmäßig. Knospenschuppen können fehlen.
Die Blätter stehen in Wirteln, selten gegenständig oder verstreut. Sie sind in Blattstiel und Blattspreite gegliedert. Die ledrigen Blattspreiten besitzen einen bewimperten, stacheligen oder glatten Rand.

### Generative Merkmale
10 bis 30 Blüten sind in end- oder seitenständigen doldigen, traubigen oder rispigen Blütenständen angeordnet. Über jedem Tragblatt befinden sich jeweils meist zwei, selten drei Vorblätter, die selten mit der Sprossachse verwachsen sind (recauleszent).
Die zwittrigen Blüten sind radiärsymmetrisch und meist vier- oder selten fünfzählig mit doppelter Blütenhülle. Die meist vier (ein bis fünf) freien Kelchblätter sind klein und tragblattartig bis groß und farbig. Die Kelchblätter sind kürzer als die Kronblätter. Die meist vier oder selten fünf haltbaren Kronblätter sind auf der Hälfte ihrer Länge bis fast vollständig glockenförmig bis röhrig verwachsen.
Es sind meist zwei Kreise mit je vier oder fünf Staubblättern vorhanden, die die Blütenkrone überragen können. Die geraden bis s-förmigen, meist kahlen Staubfäden weisen im Querschnitt abgeflachte bis zylindrische Sporne entweder am äußersten Ende der Staubfäden oder rückseitig auf den Staubbeuteln auf. Die Staubbeutel besitzen keine Anhängsel und öffnen sich mit Poren. Selten bilden die Pollen Monaden.
Die meist vier, selten ein bis acht Fruchtblätter sind zu einem oberständigen Fruchtknoten verwachsen, der pseudo-zehnkammerig ist, mit meist mehr als einer Samenanlage je Fruchtblatt. Der leicht bis selten stark verdickte, becherförmige, gerade oder zurückgebogene Griffel ist deutlich länger als der Fruchtknoten, selten fehlt er fast ganz oder ist hinfällig. Narbenlappen können ganz fehlen bis gut entwickelt sein. Der Griffel kann die Blütenkrone überragen.
Die Kapselfrüchte wirken steinfruchtartig, sind ellipsoid und öffnen sich längs entlang der Außenwände fachspaltig = lokulizid oder gar nicht und enthalten etwa zehn Samen.
Die Samen sind ellipsoid bis verkehrt-eiförmig und nicht geflügelt oder geschwänzt. Die Samenschale (Testa) ist netzartig oder feingrubig.

### Chromosomensätze
Die Chromosomengrundzahl beträgt meist x = 12, selten x = 18.

## Systematik und Verbreitung
Die Gattung Erica wurde 1753 durch Carl von Linné aufgestellt. Der Gattungsname Erica ist vom altgriechischen Wort ereiko für brechen abgeleitet und bezieht sich auf die zerbrechlichen Zweige. Es gibt eine Vermutung, dass Erica vom altgriechischen Wort ereike für „Heide“ abgeleitet sein könnte.
Nach Kron et al. 2002 bildet, entsprechend molekulargenetischer Untersuchungen, die Gattung Erica gemeinsam mit den monotypischen Gattungen Daboecia und Calluna die Tribus Ericeae in der Unterfamilie der Ericoideae innerhalb der Familie der Ericaceae. Die innere Systematik der Gattung ist unzureichend erforscht und gilt als offen.
Rund 90 % der Erica-Arten sind im südlichen Afrika beheimatet. Das Zentrum der Artenvielfalt ist Südafrika. Die anderen Arten finden sich im restlichen Afrika, Madagaskar, der südwestlichen Arabischen Halbinsel, dem Mittleren Osten oder in Europa. Sie finden sich von Meereshöhe bis in die afroalpine Höhenstufe.

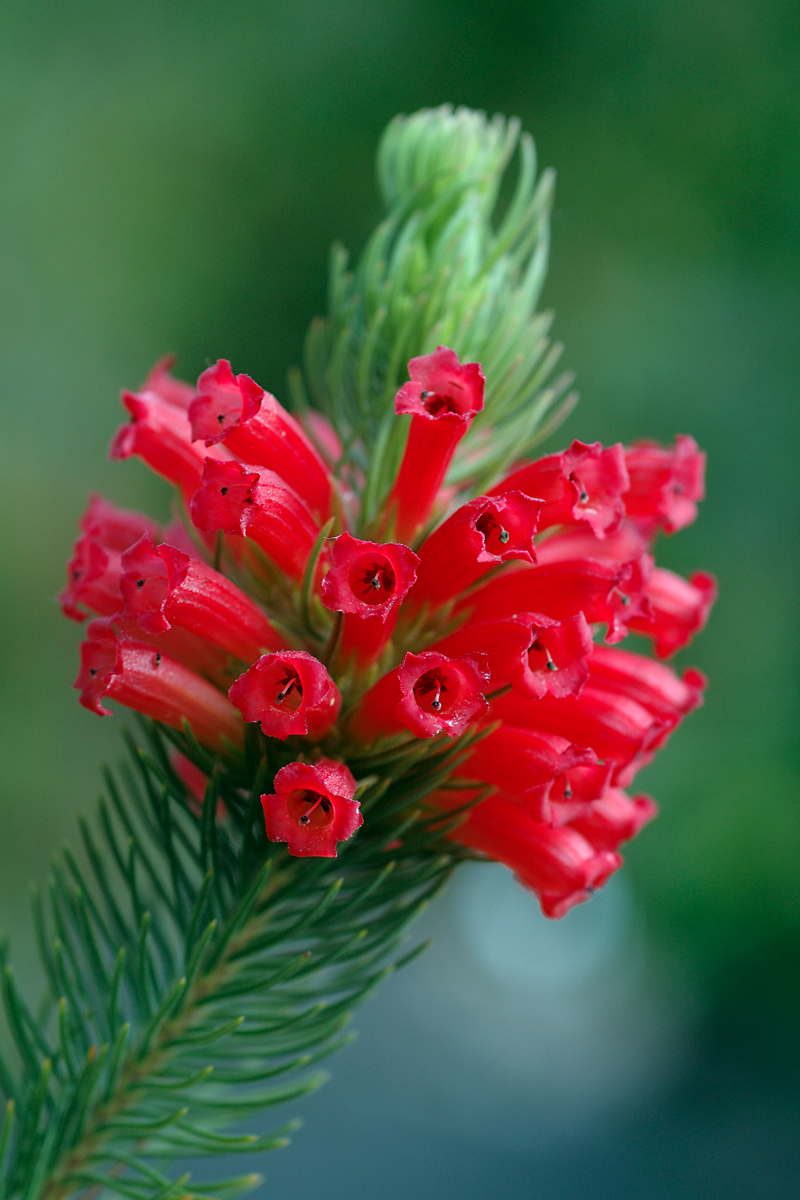
Zweig mit Blättern und Blüten von Erica abietina

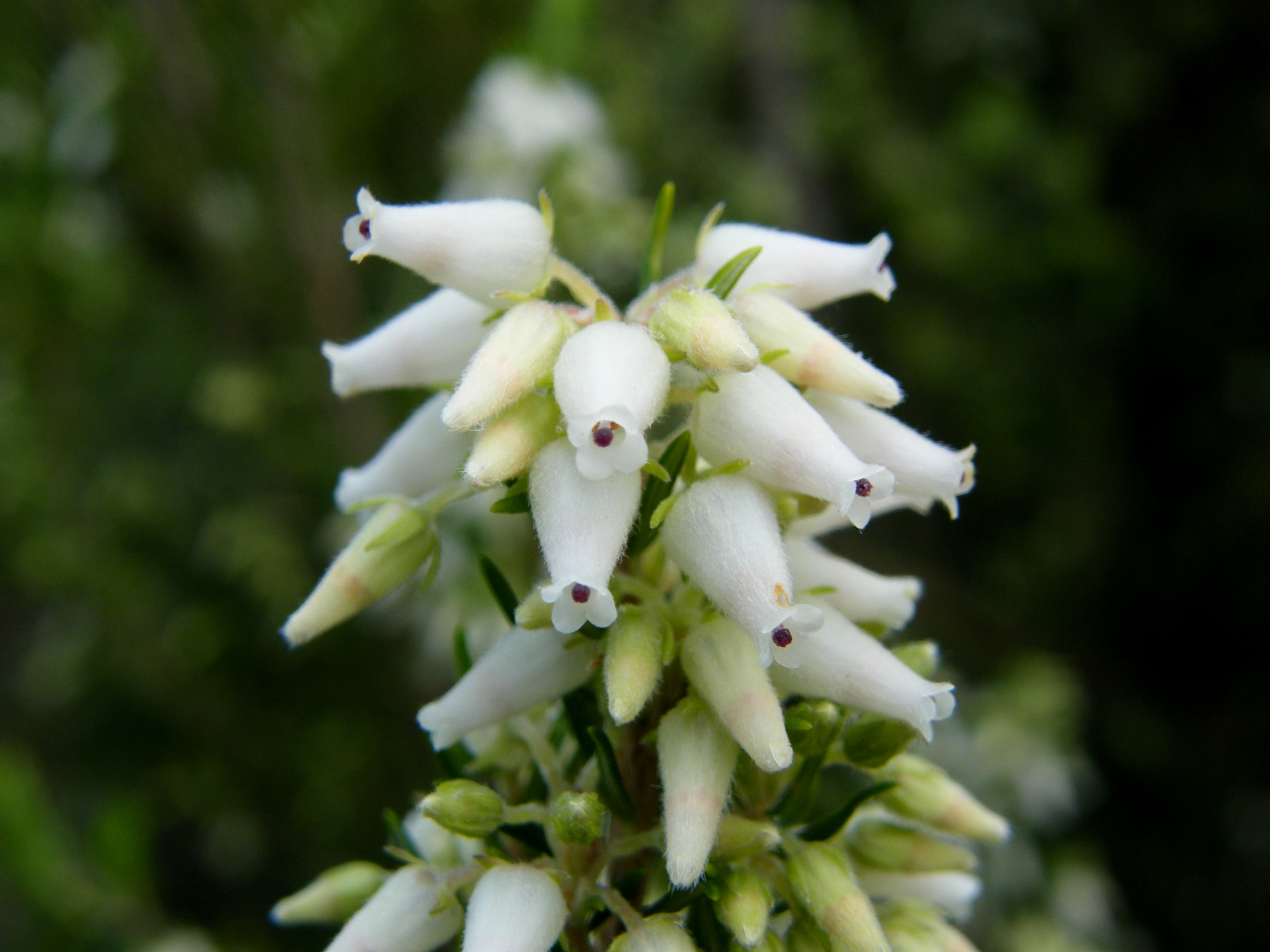
Erica afra

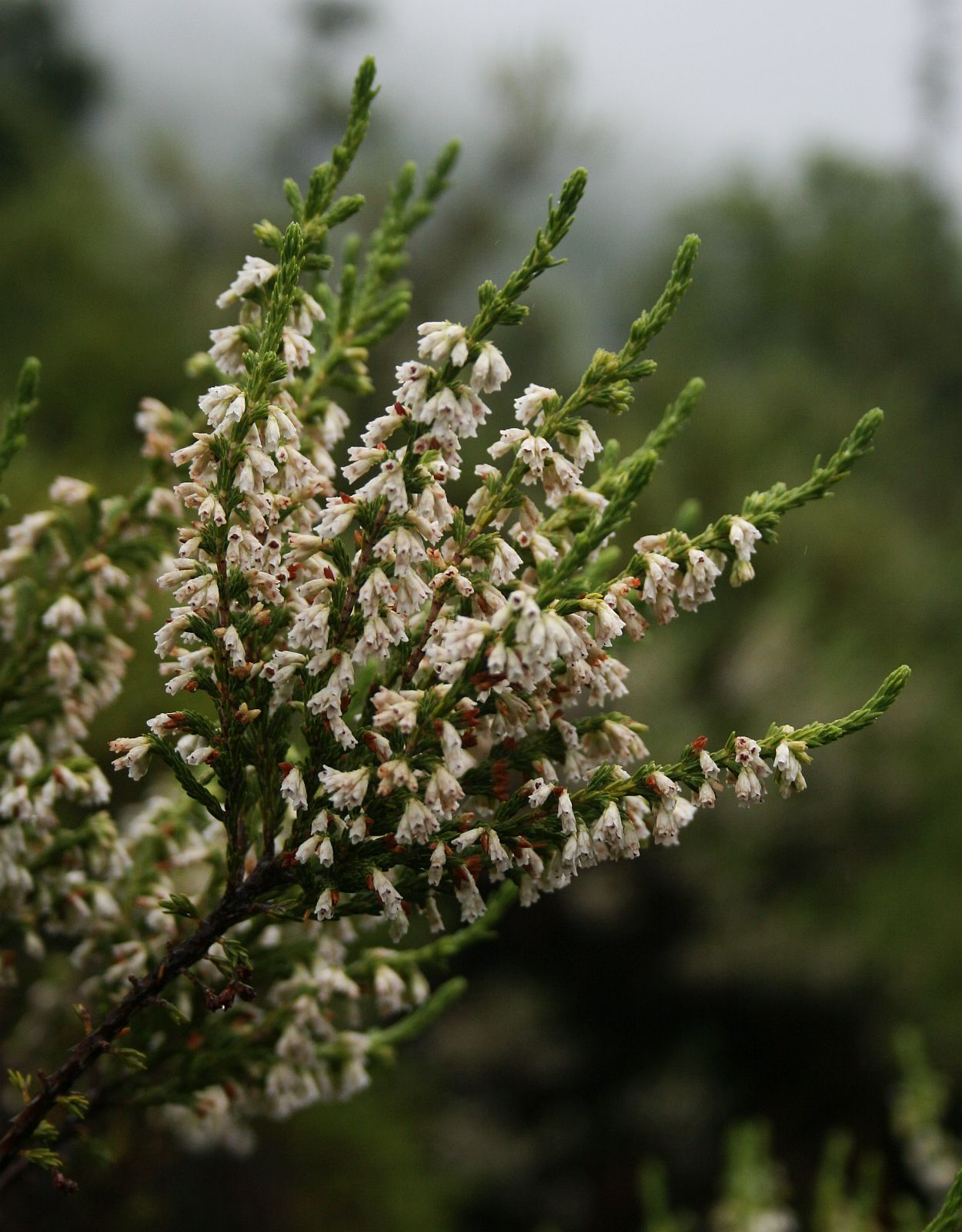
Erica afrorum

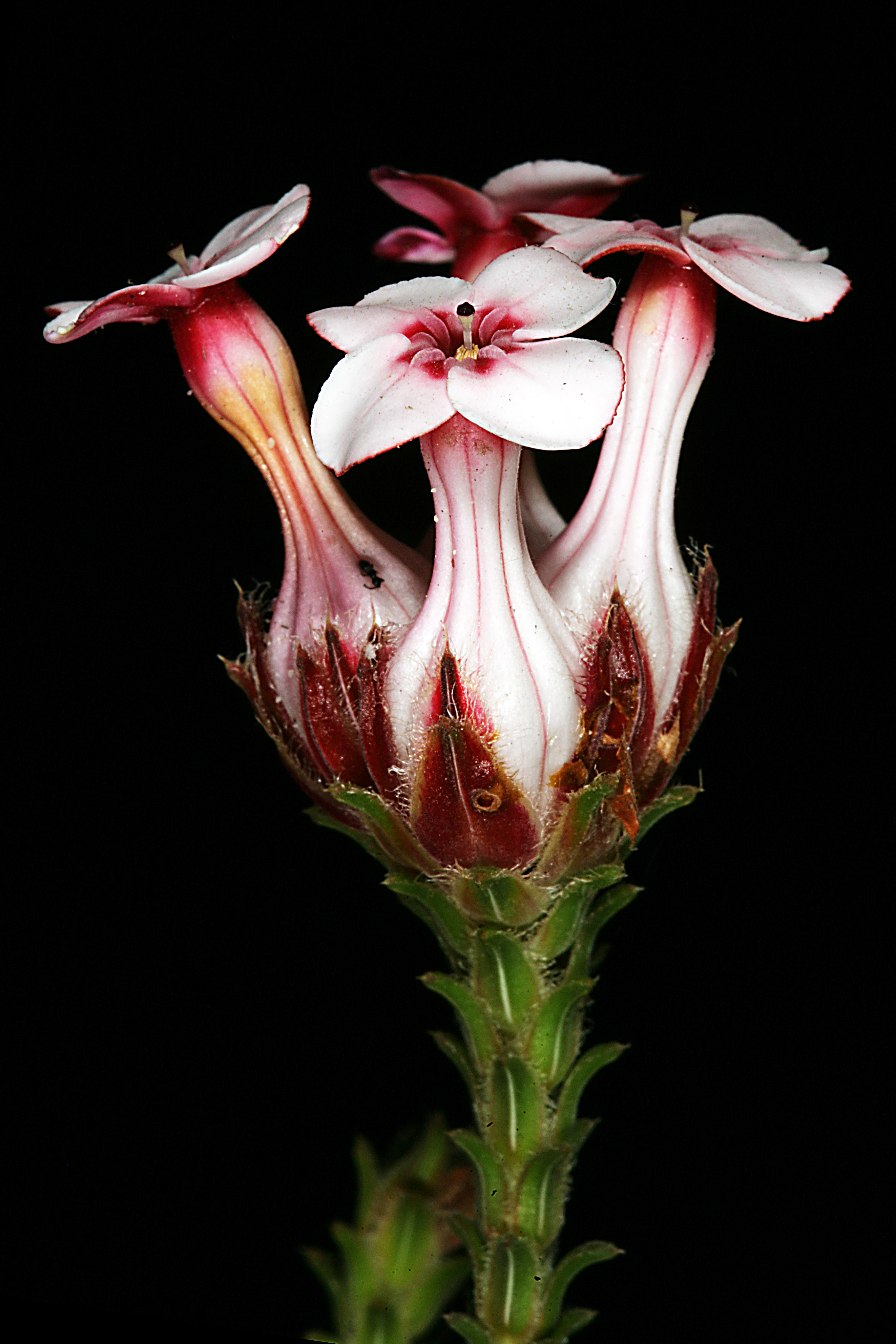
Zweig mit Blütenstand von Erica ampullacea

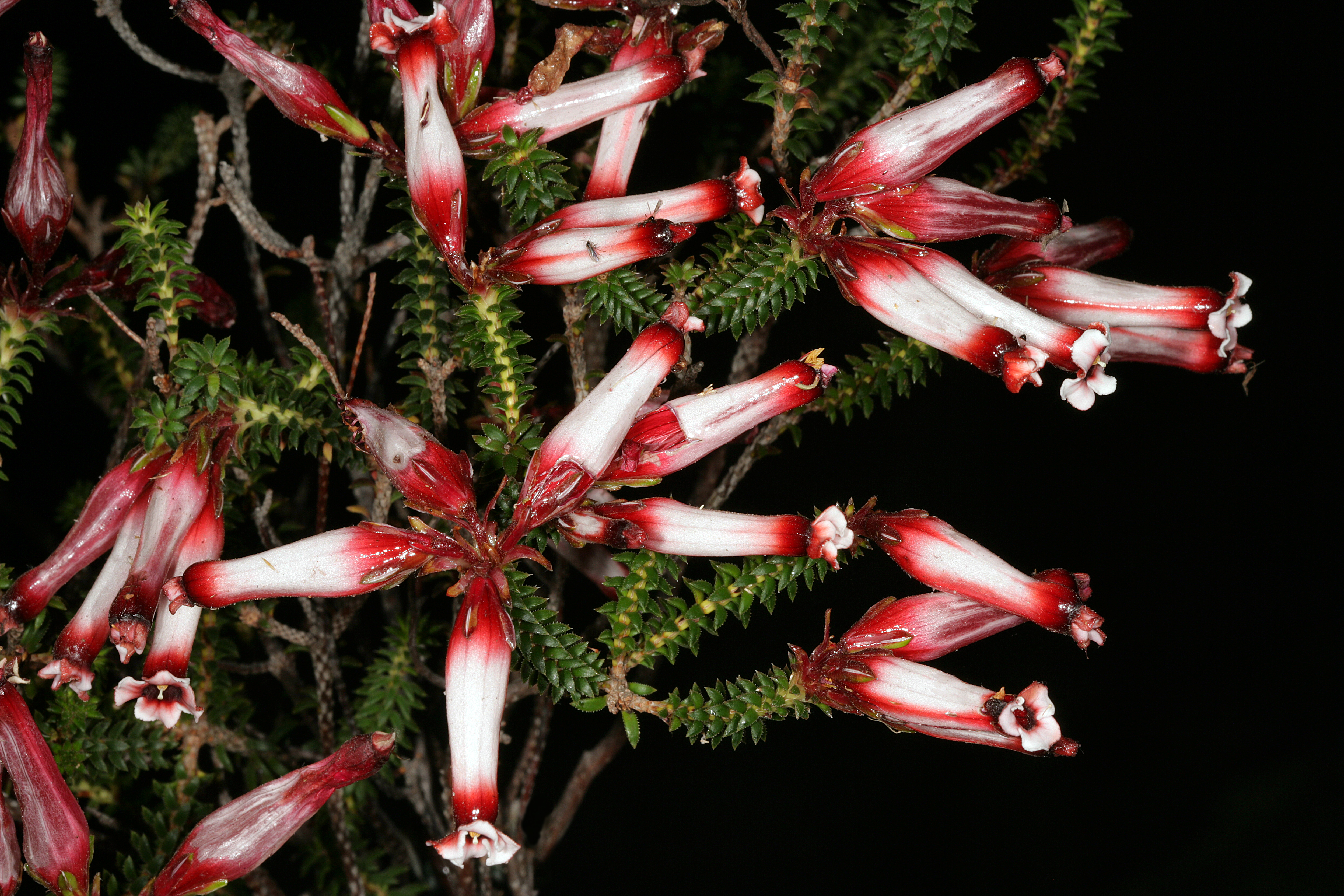
Erica aristata

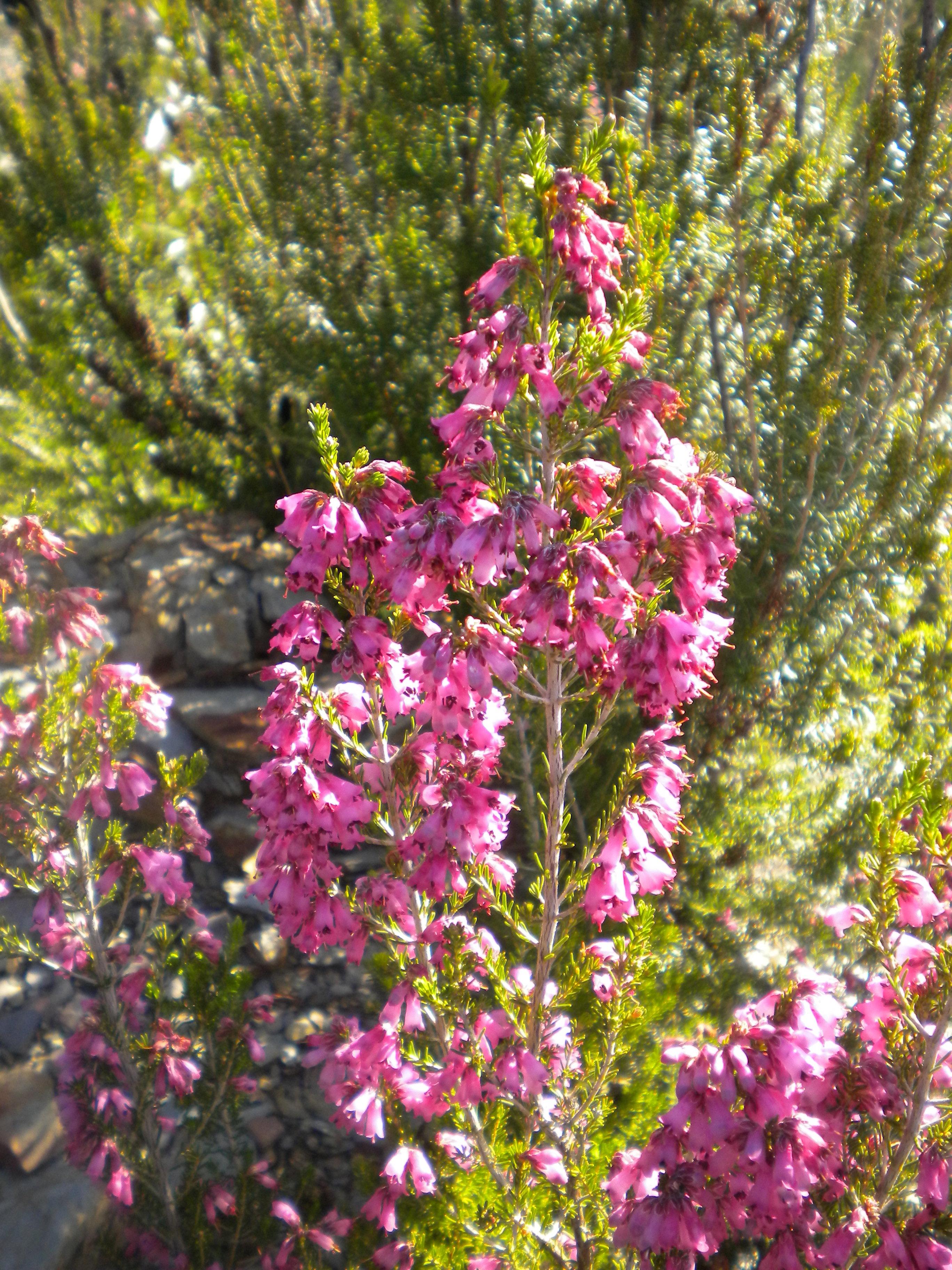
Erica australis

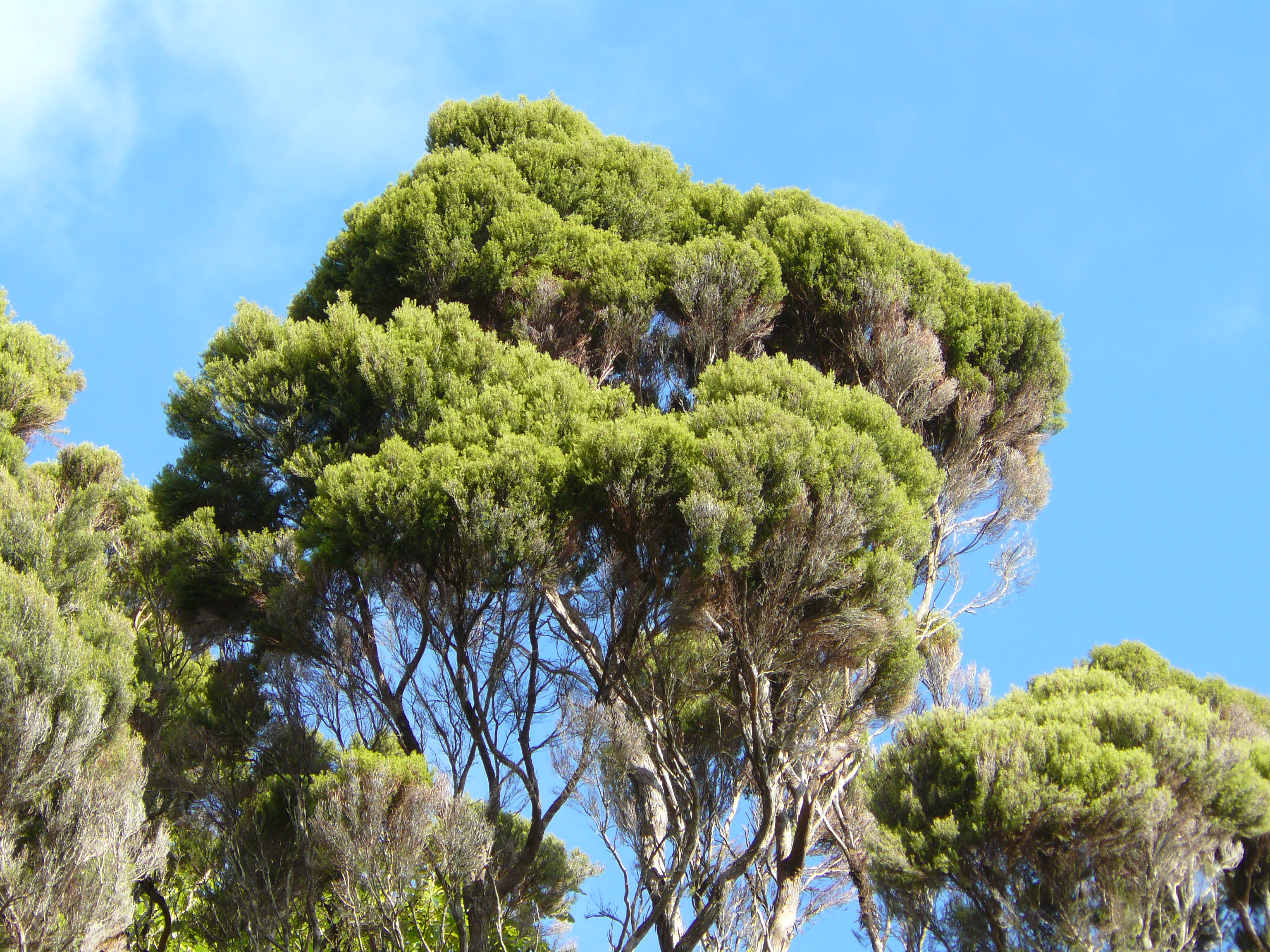
Erica azorica auf São Miguel, Azoren

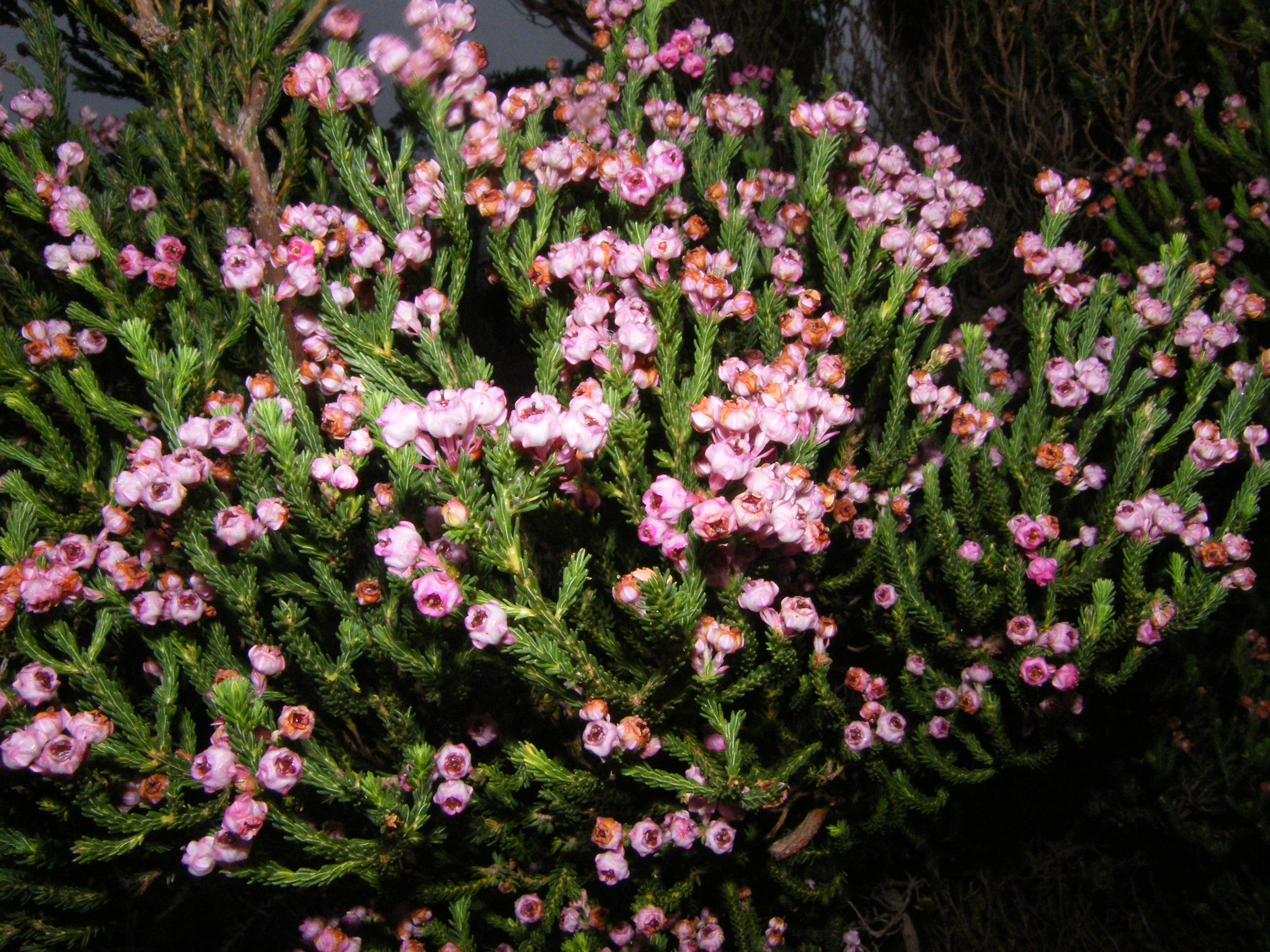
Erica baccans

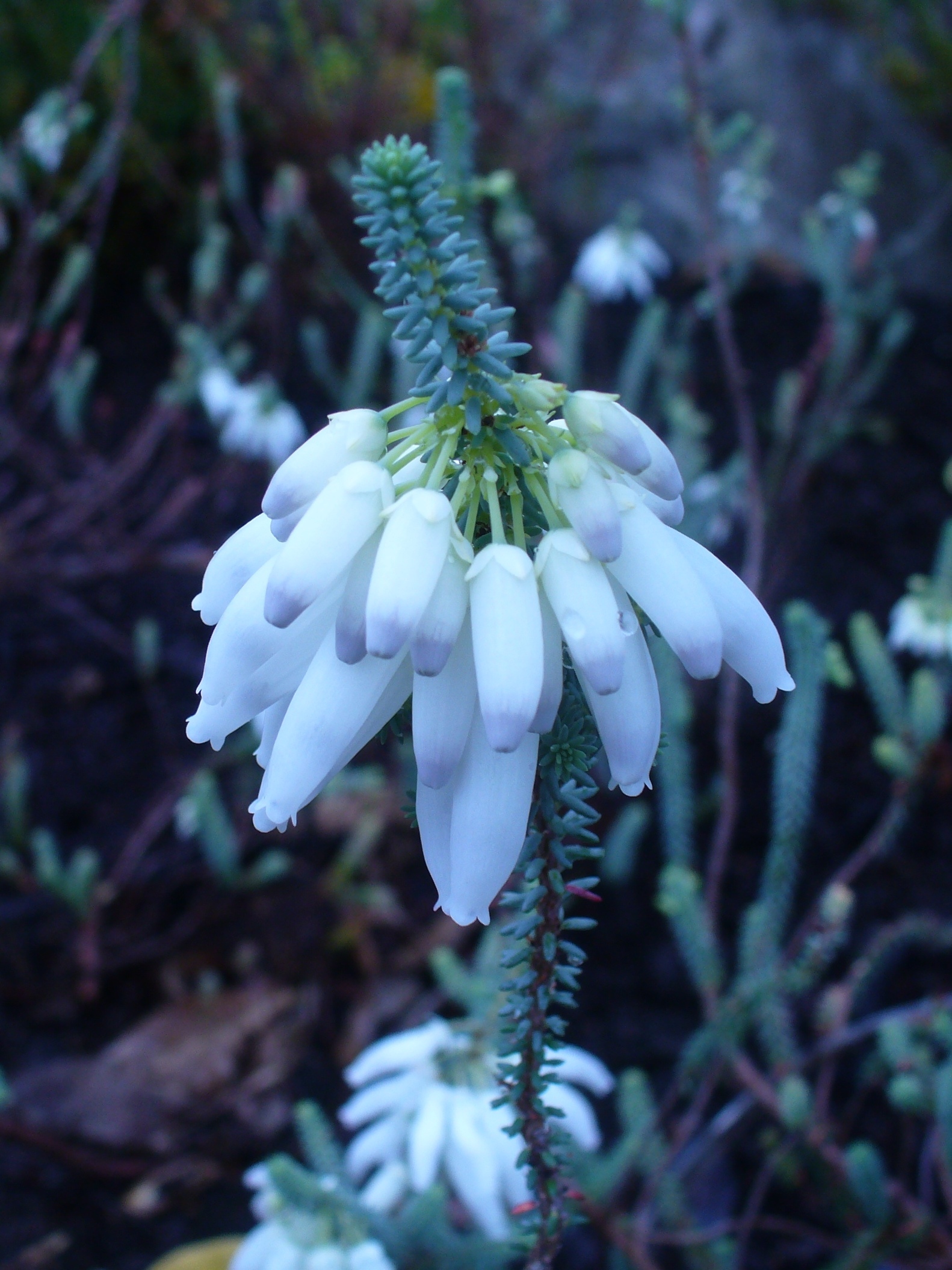
Erica baueri subsp. baueri

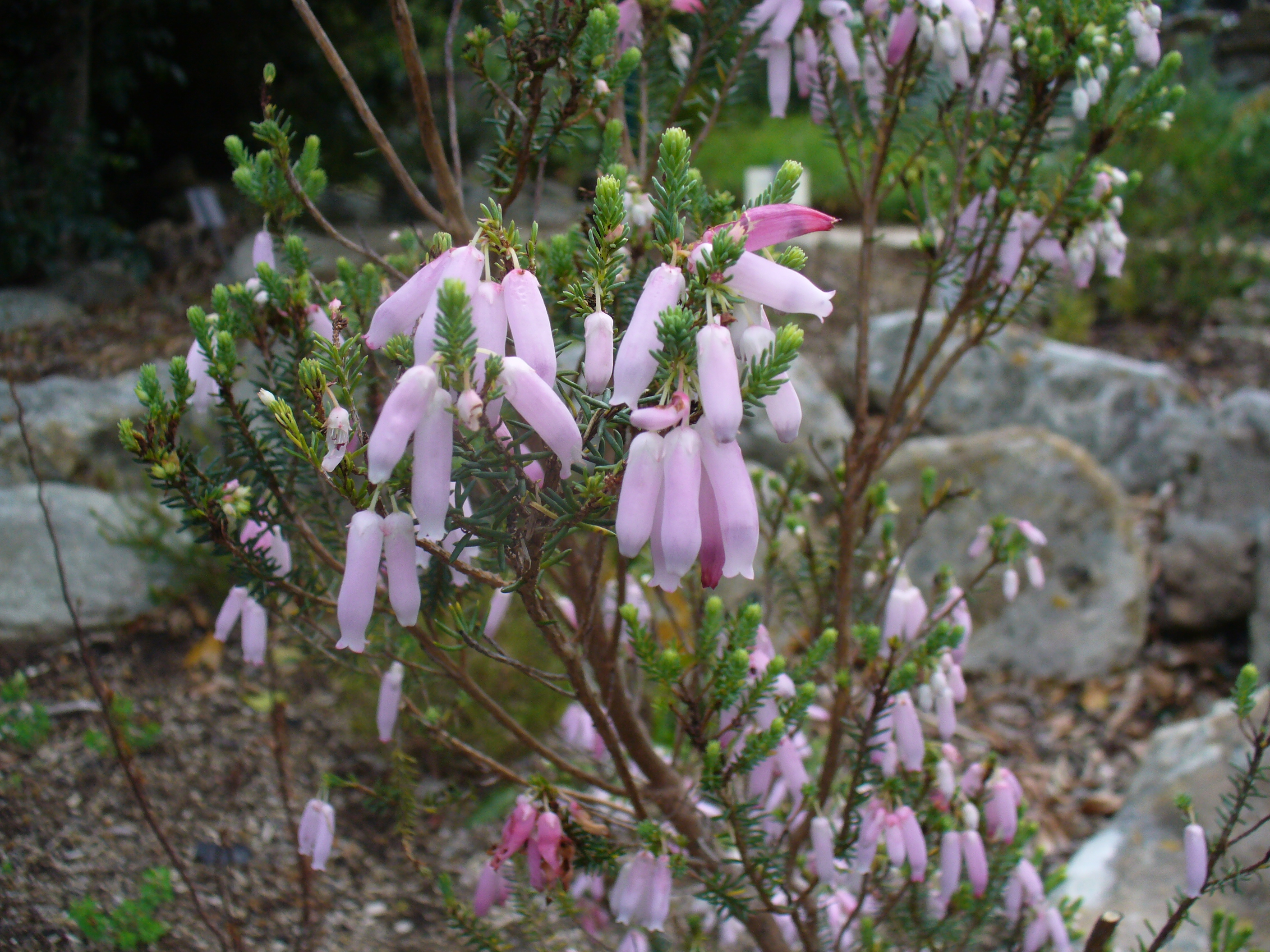
Erica baueri subsp. gouriquae

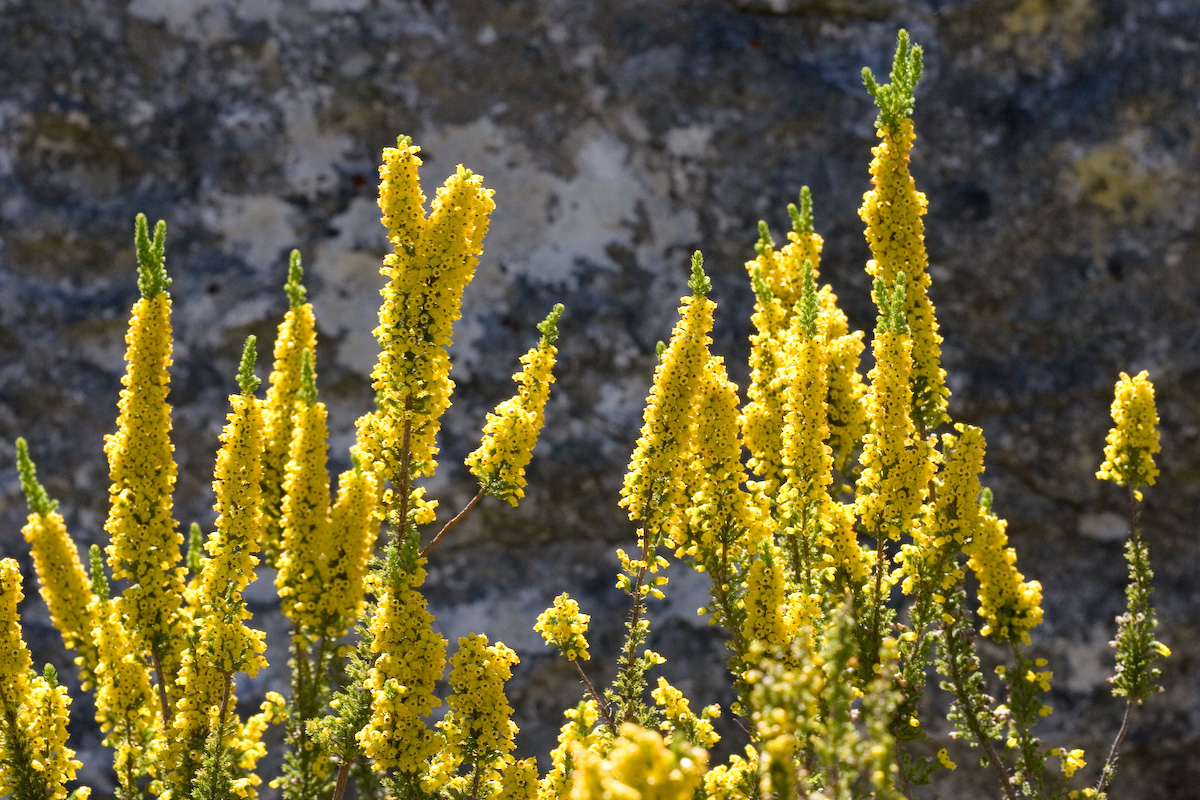
Erica blandfordia

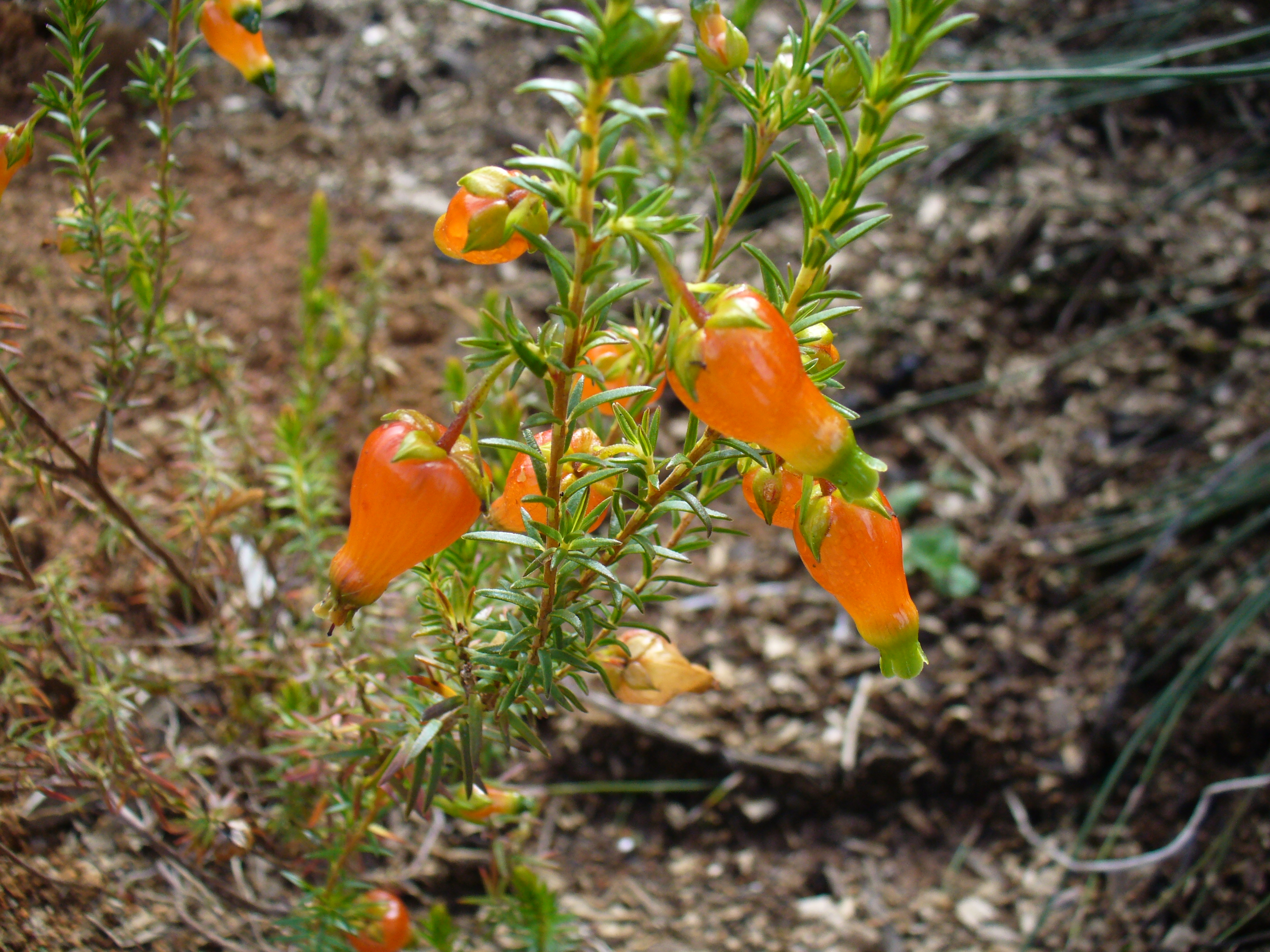
Erica blenna var. grandiflora

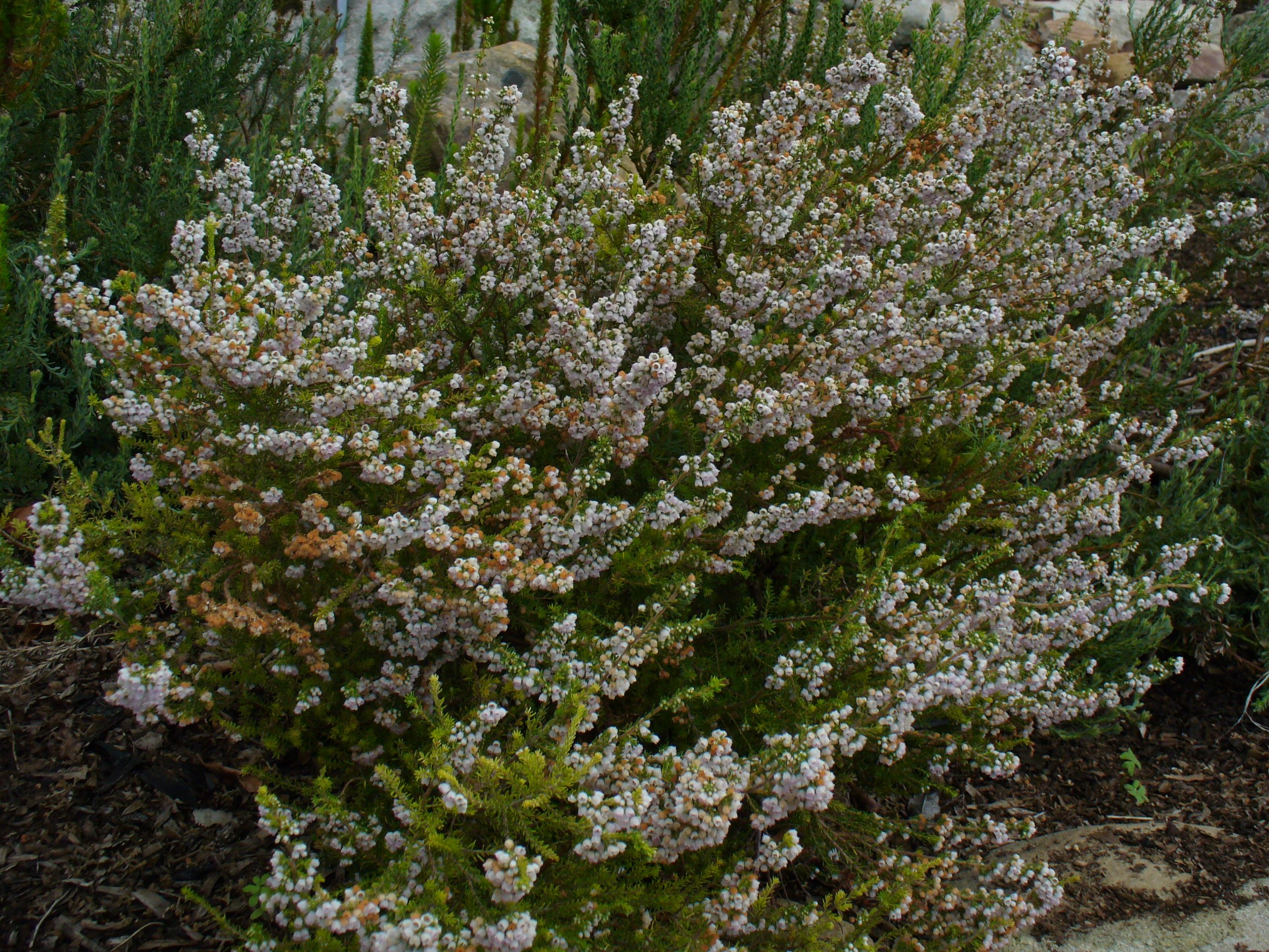
Erica bolusiae

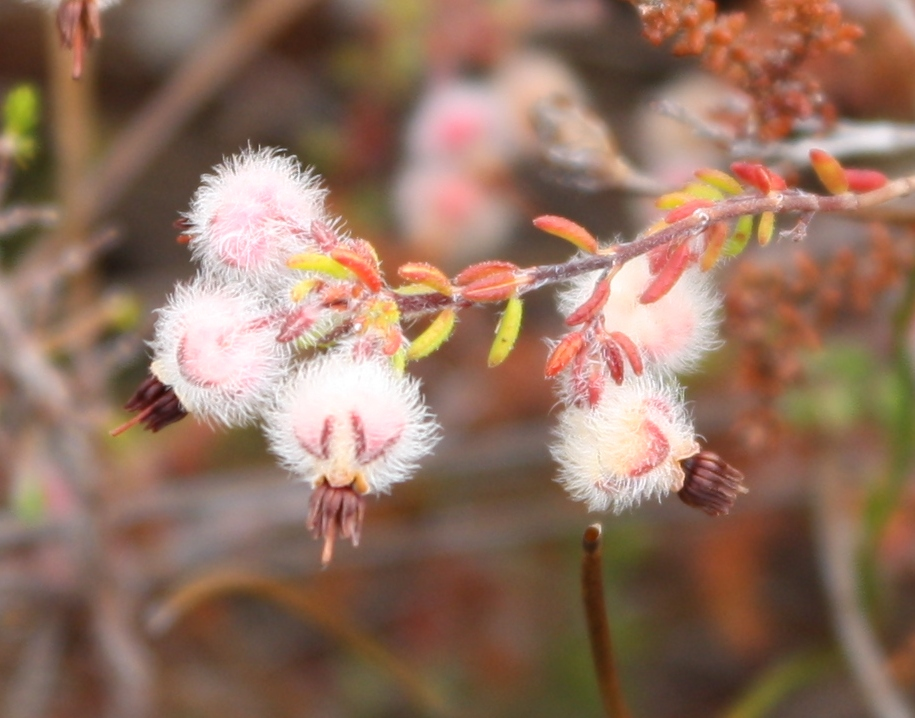
Erica bruniades

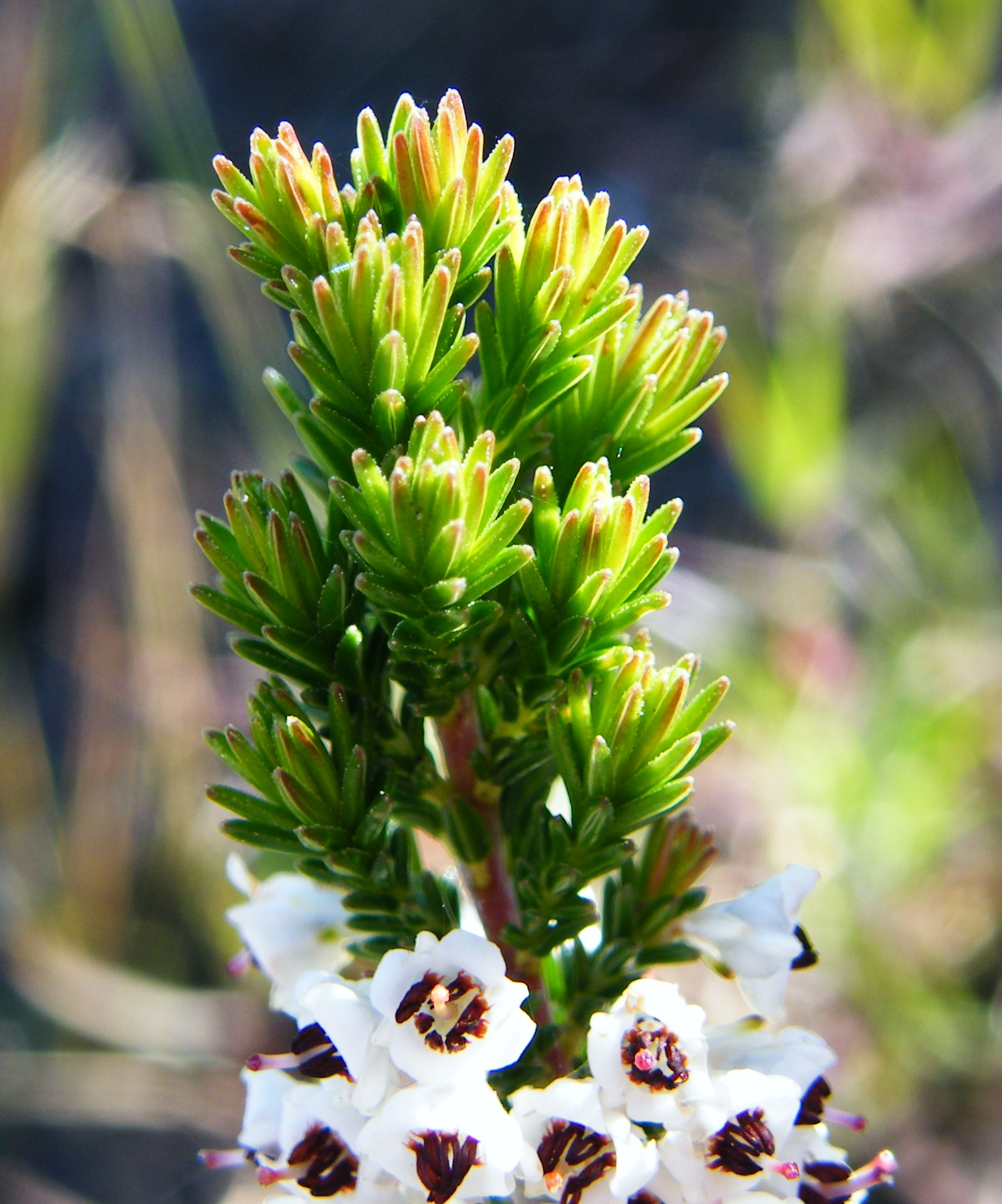
Erica calycina

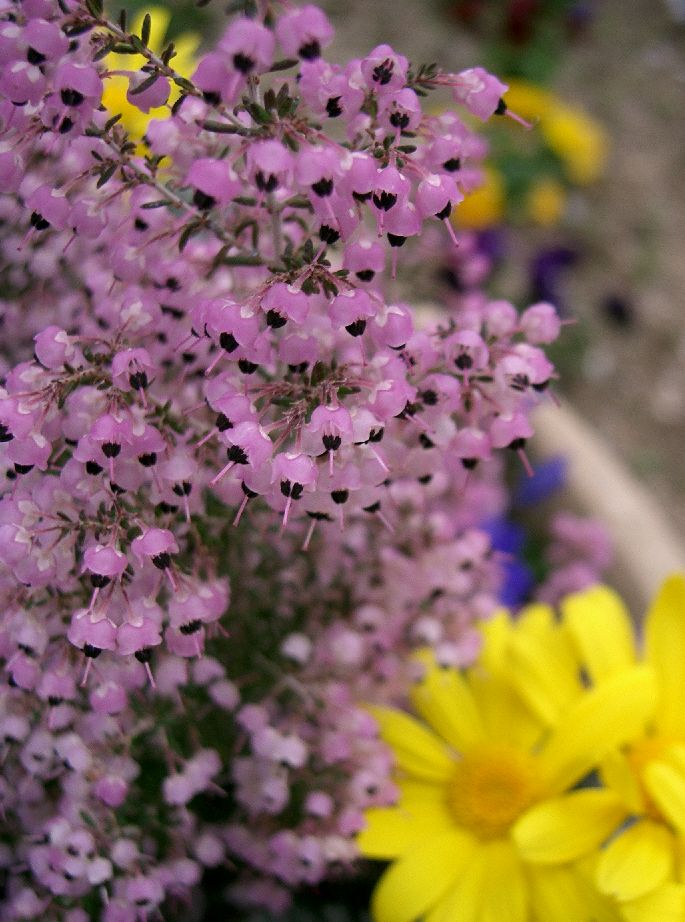
Erica canaliculata

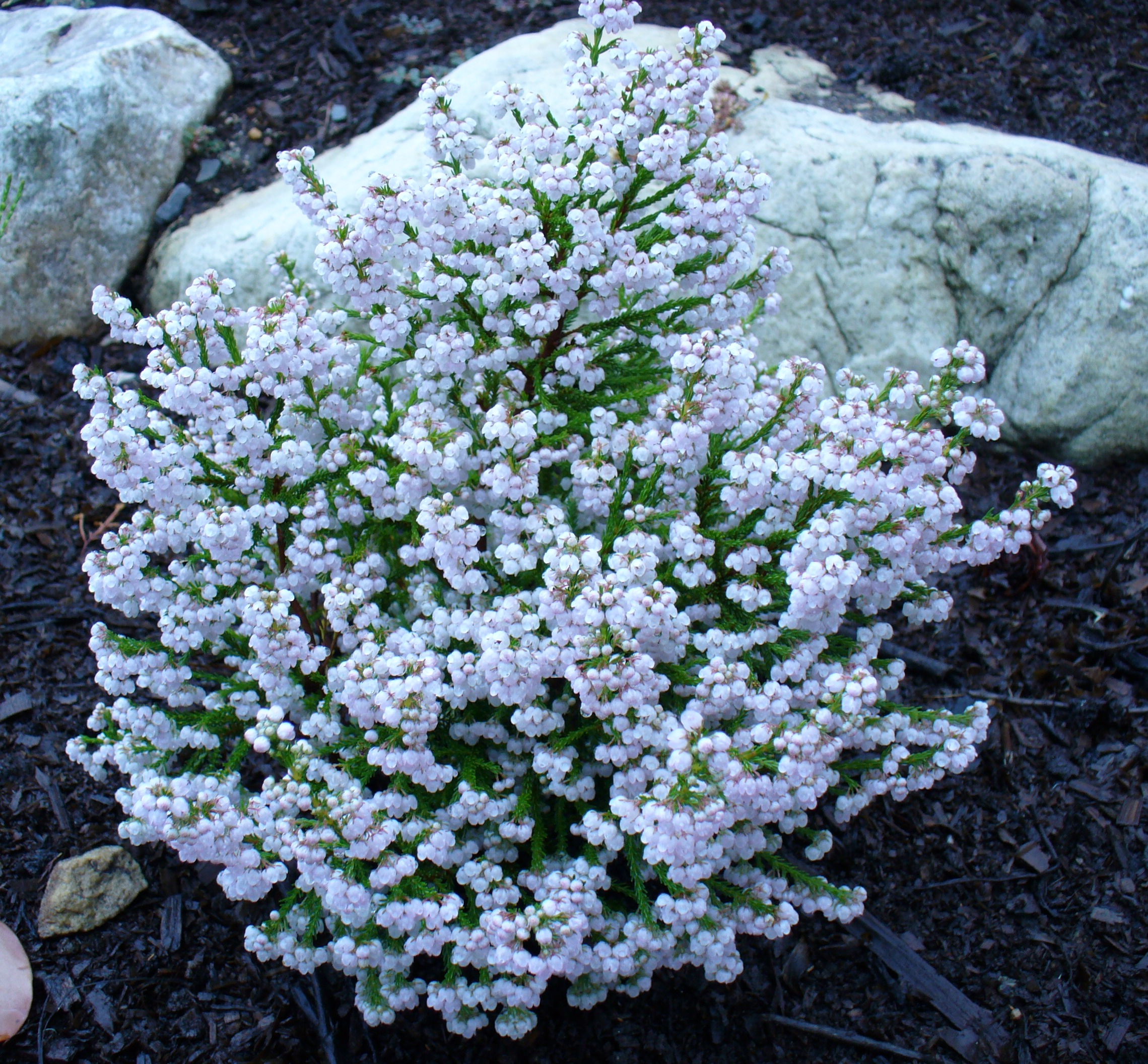
Erica capensis

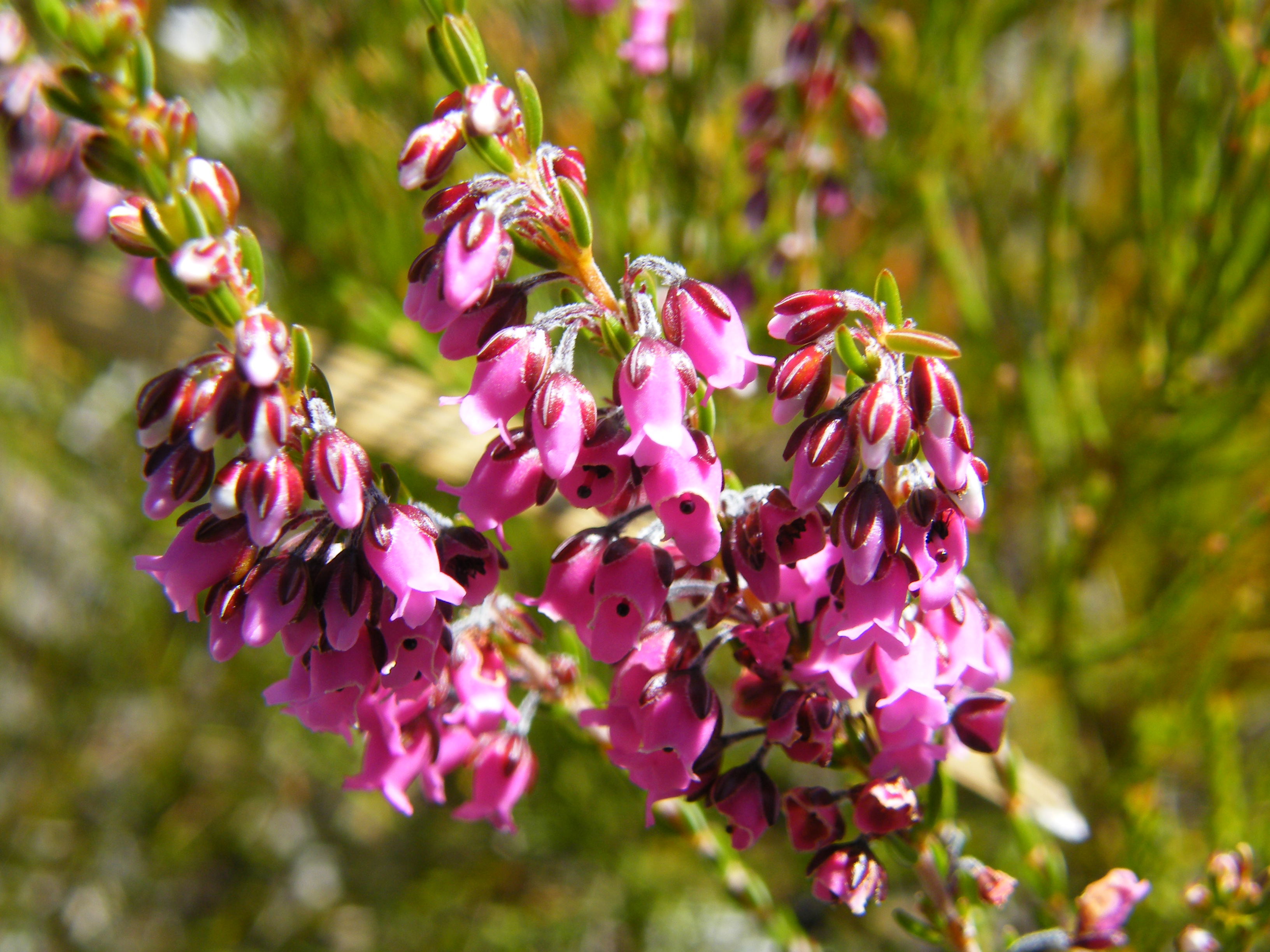
Erica carduifolia

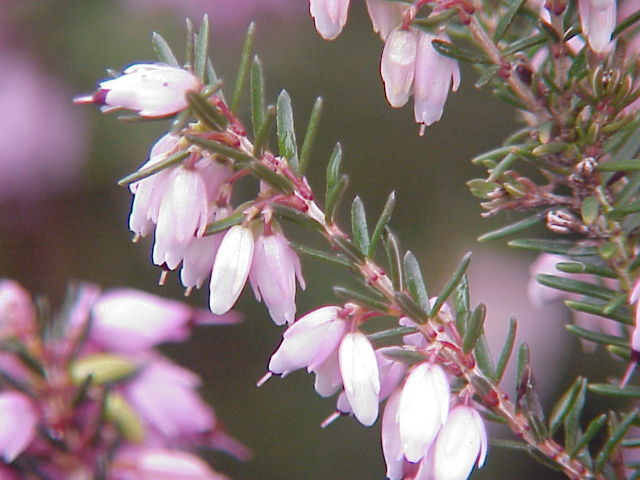
Erica carnea

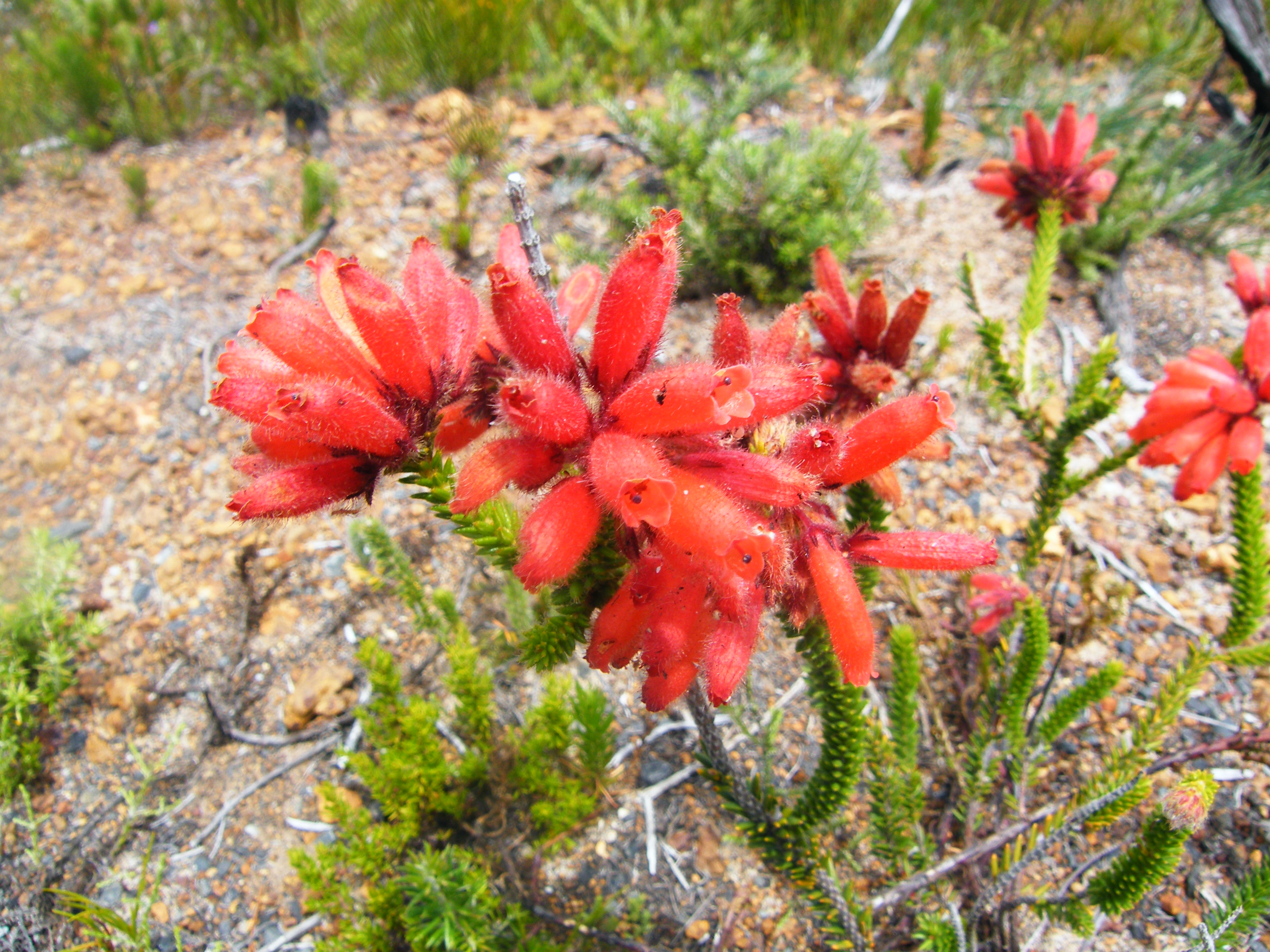
Erica cerinthoides

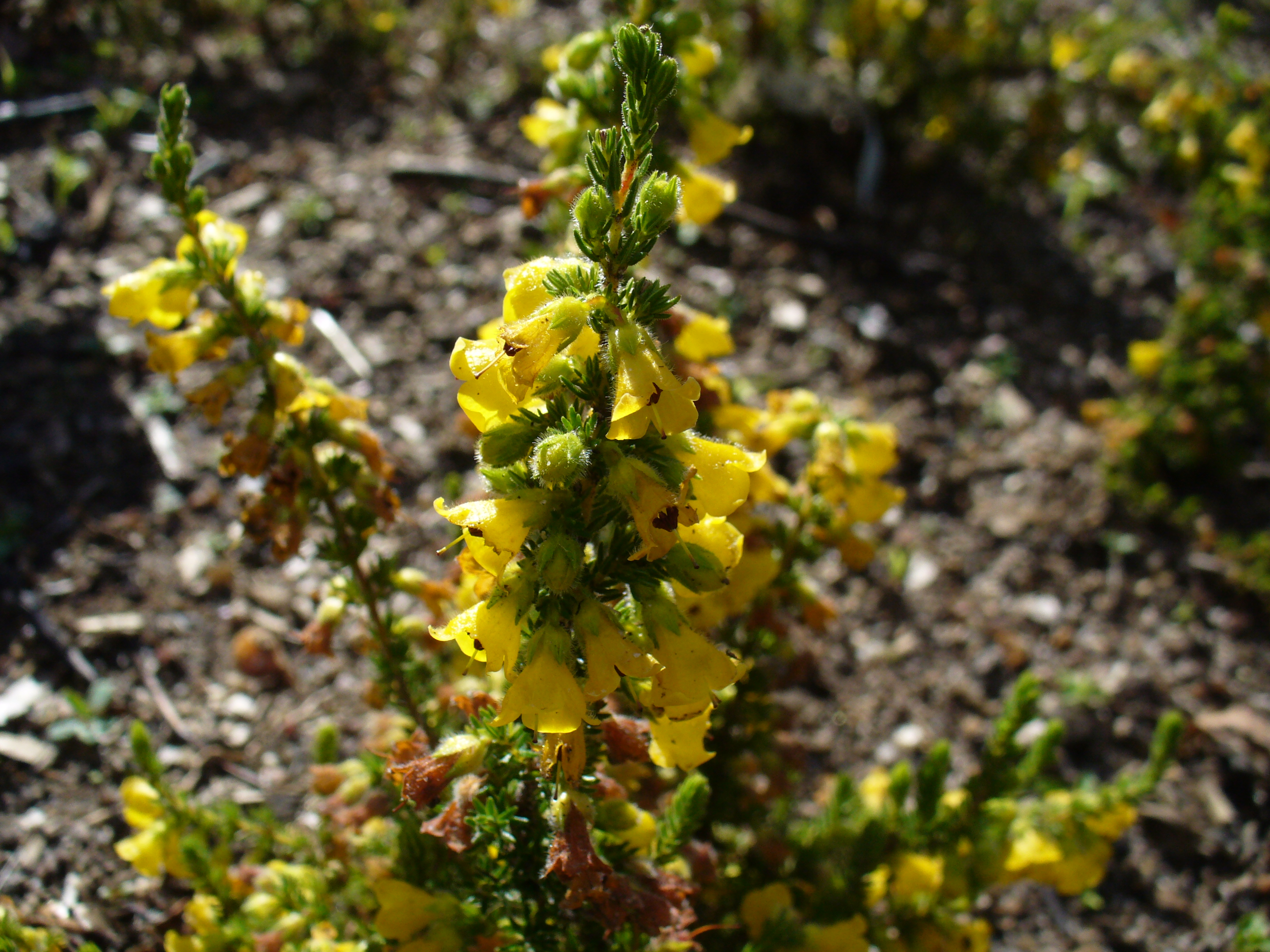
Erica chrysocodon

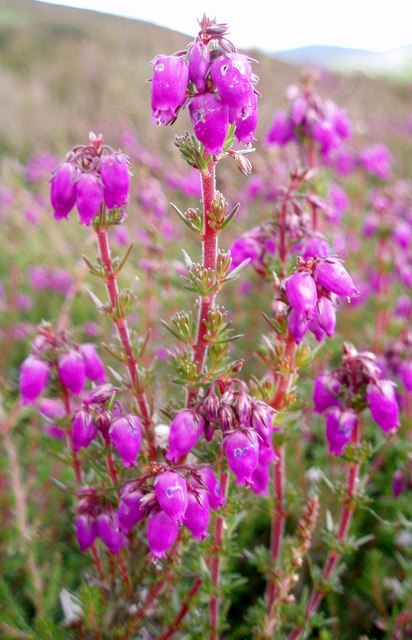
Atlantische Grauheide (Erica cinerea)

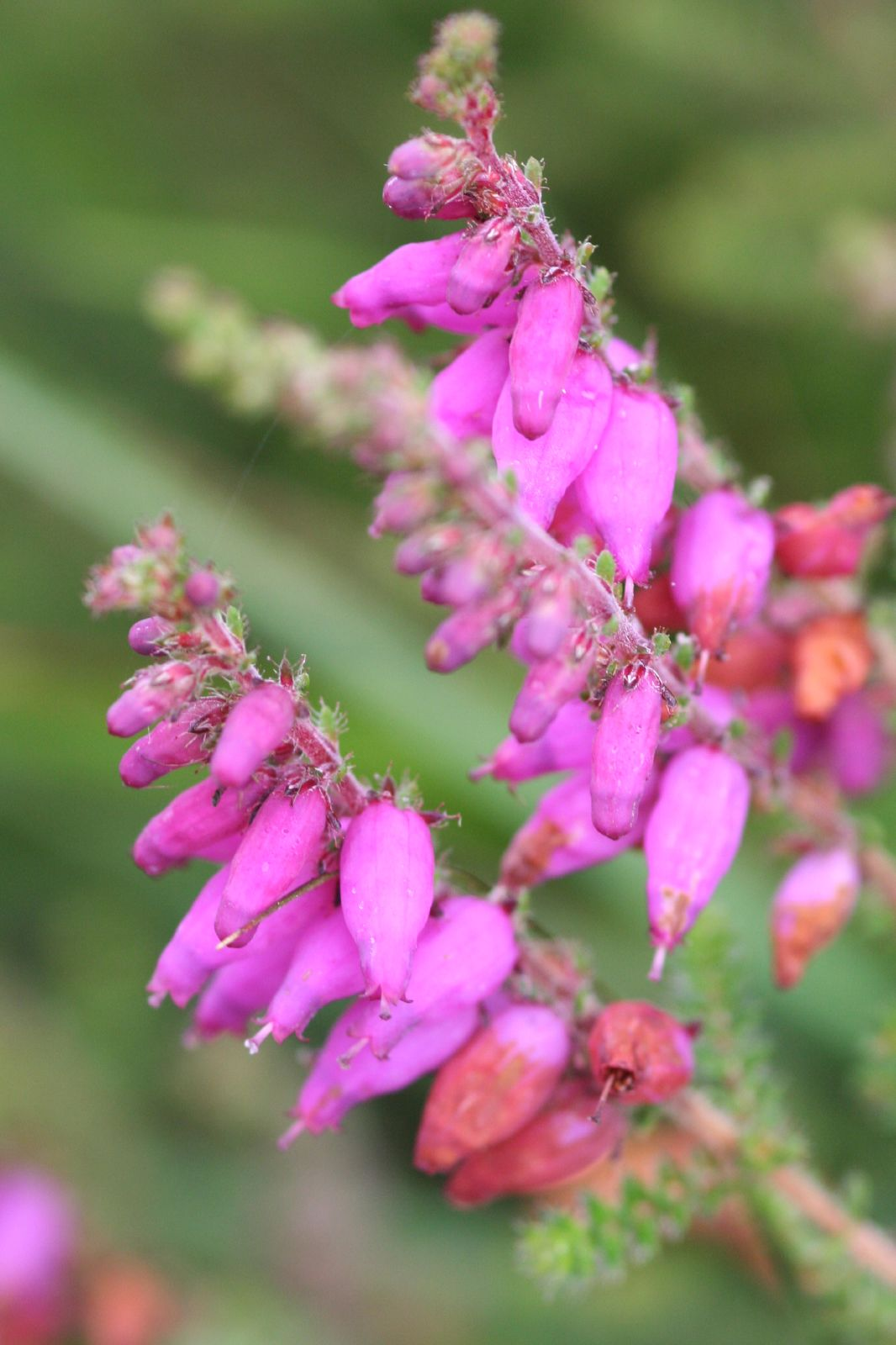
Erica ciliaris

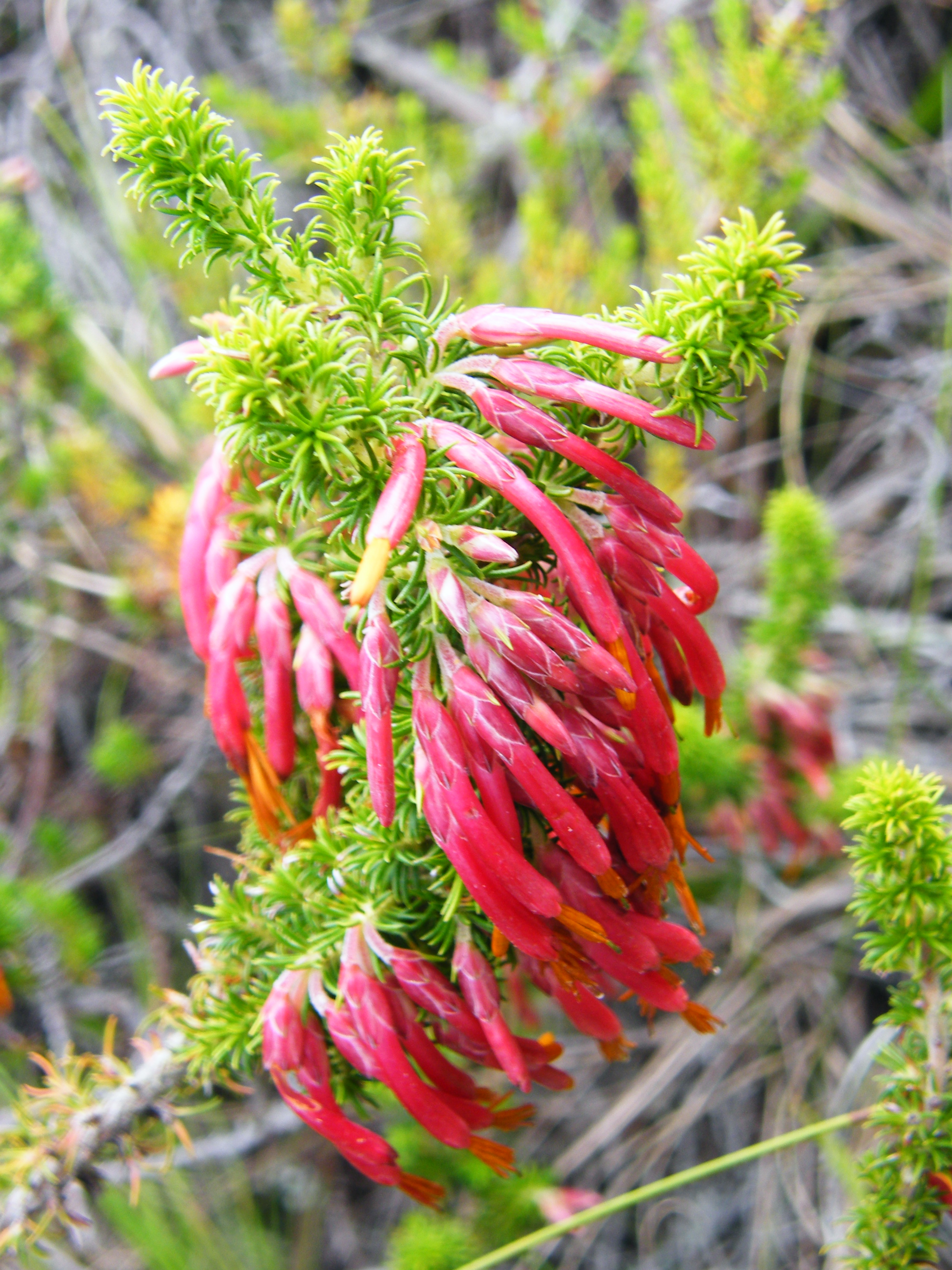
Erica coccinea

Es gibt 830 bis 860 Erica-Arten:

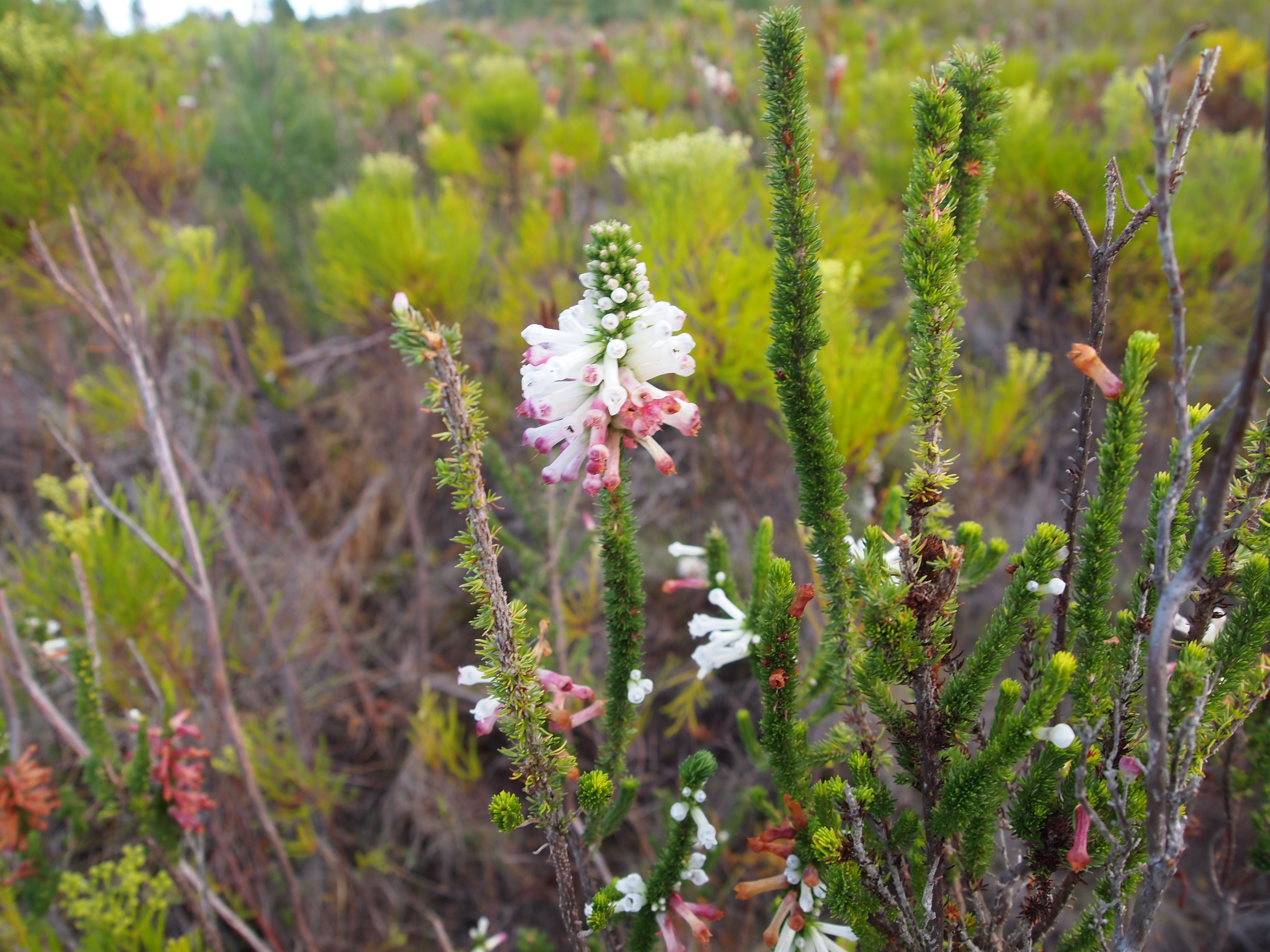
Erica colorans

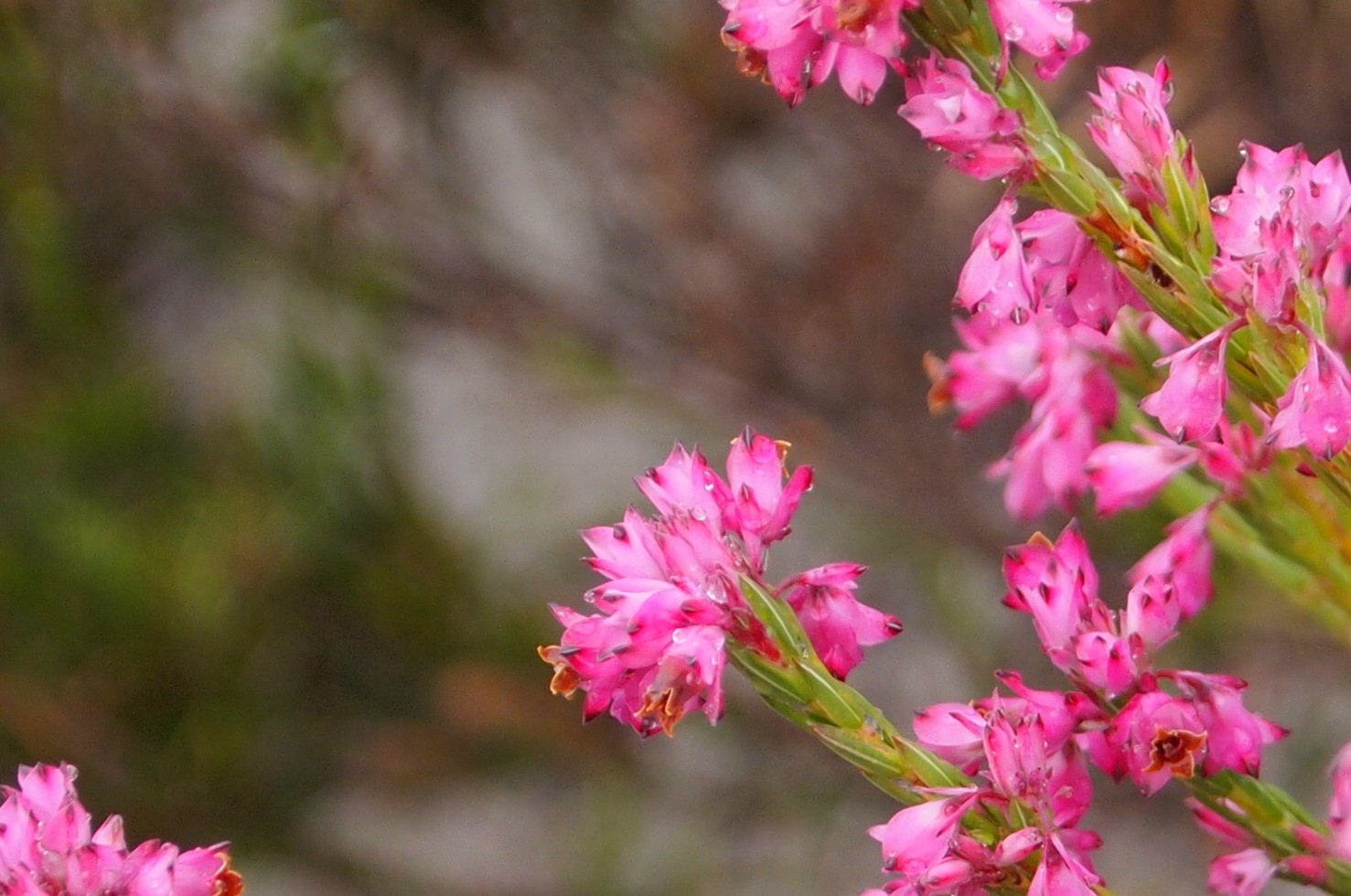
Erica corifolia

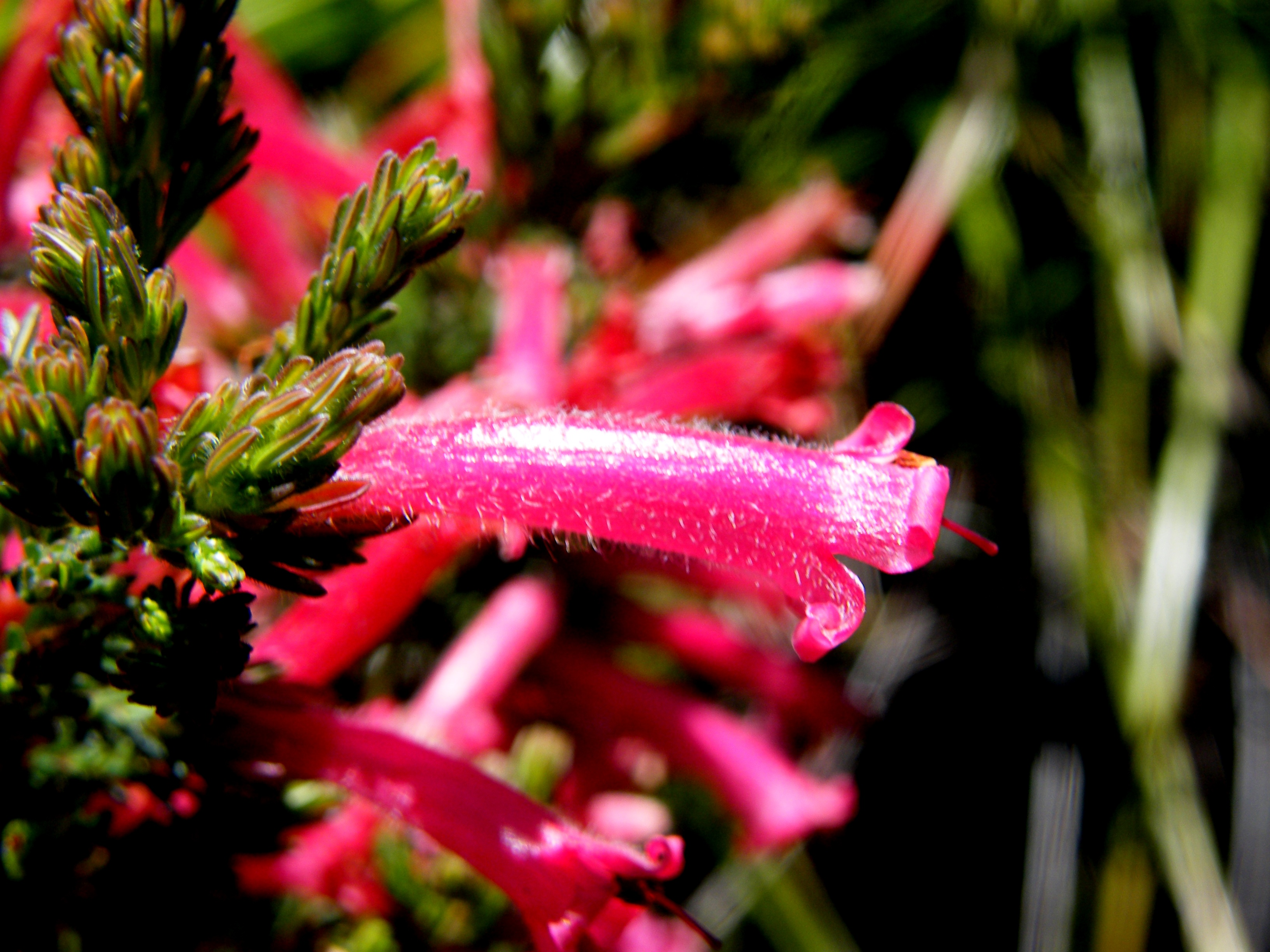
Erica curviflora

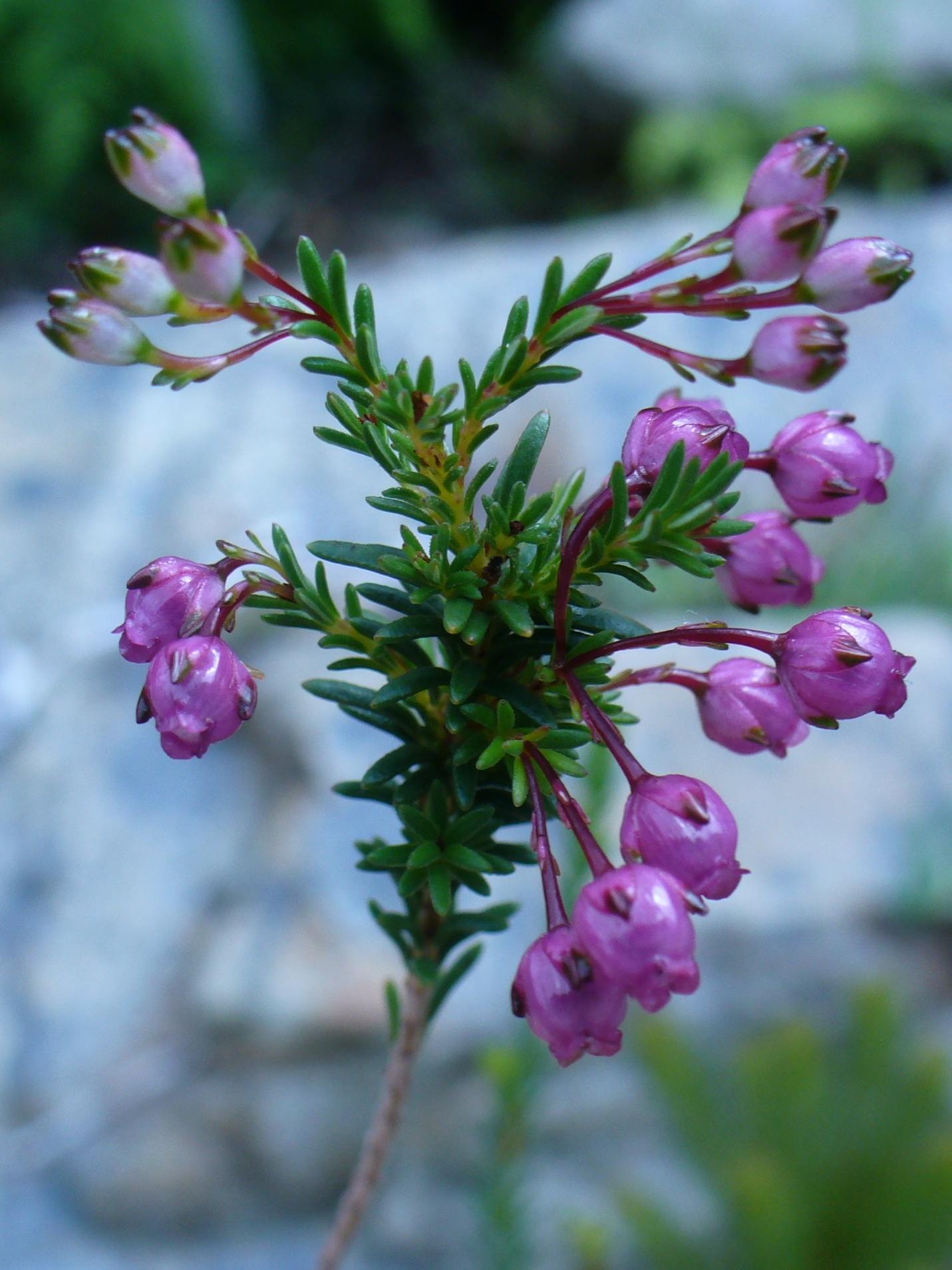
Erica ferrea

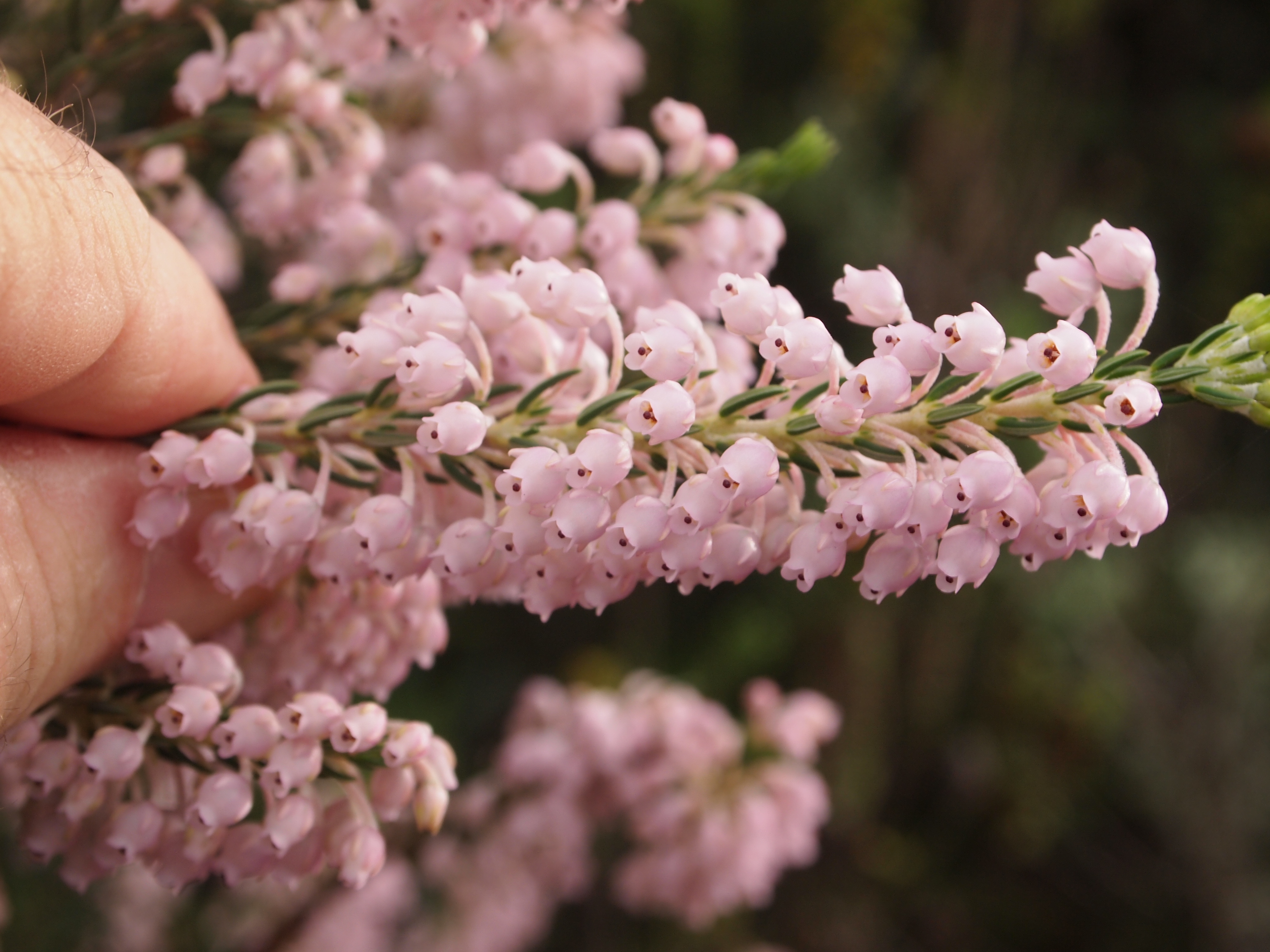
Erica filipendula

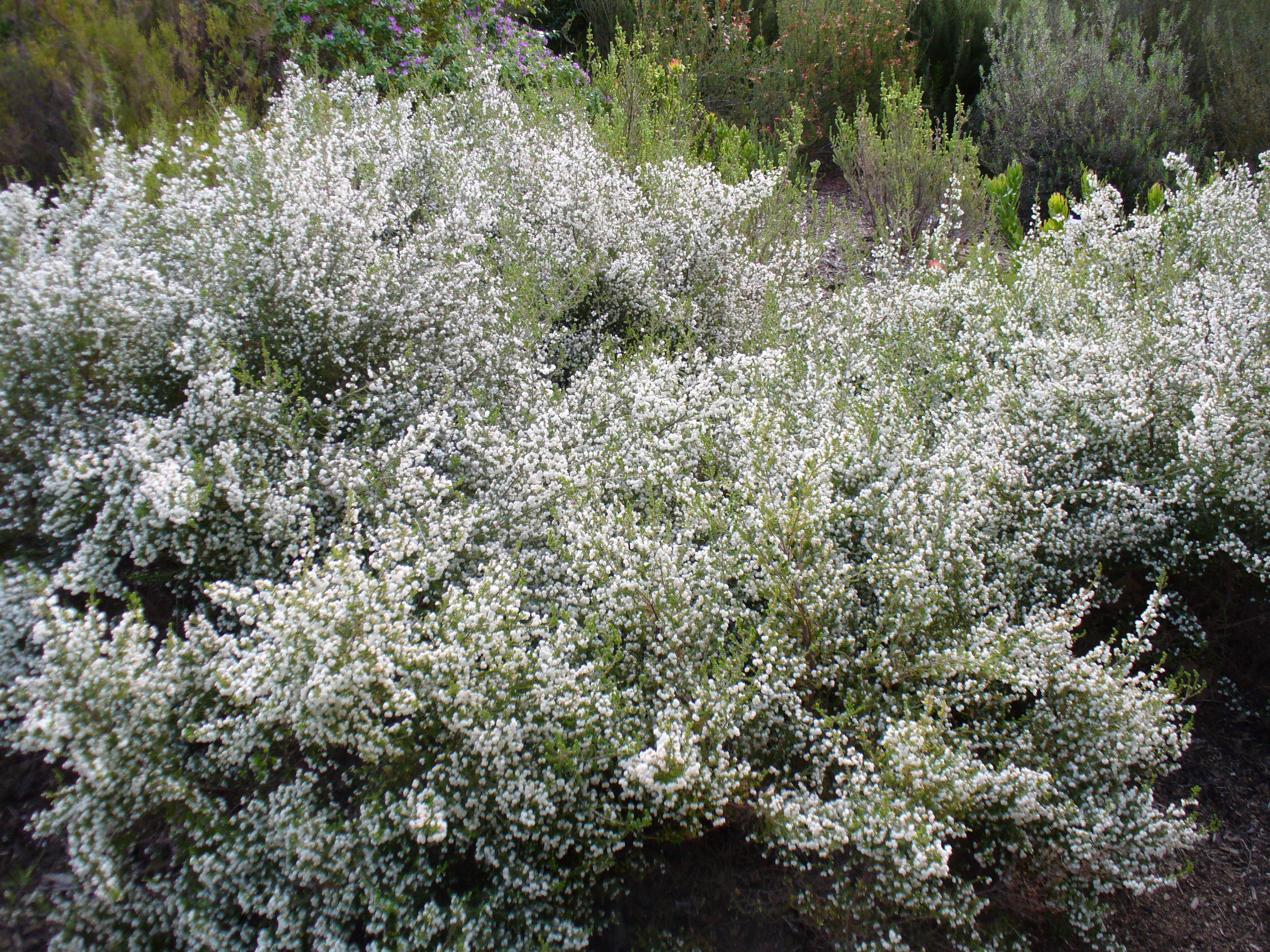
Erica formosa

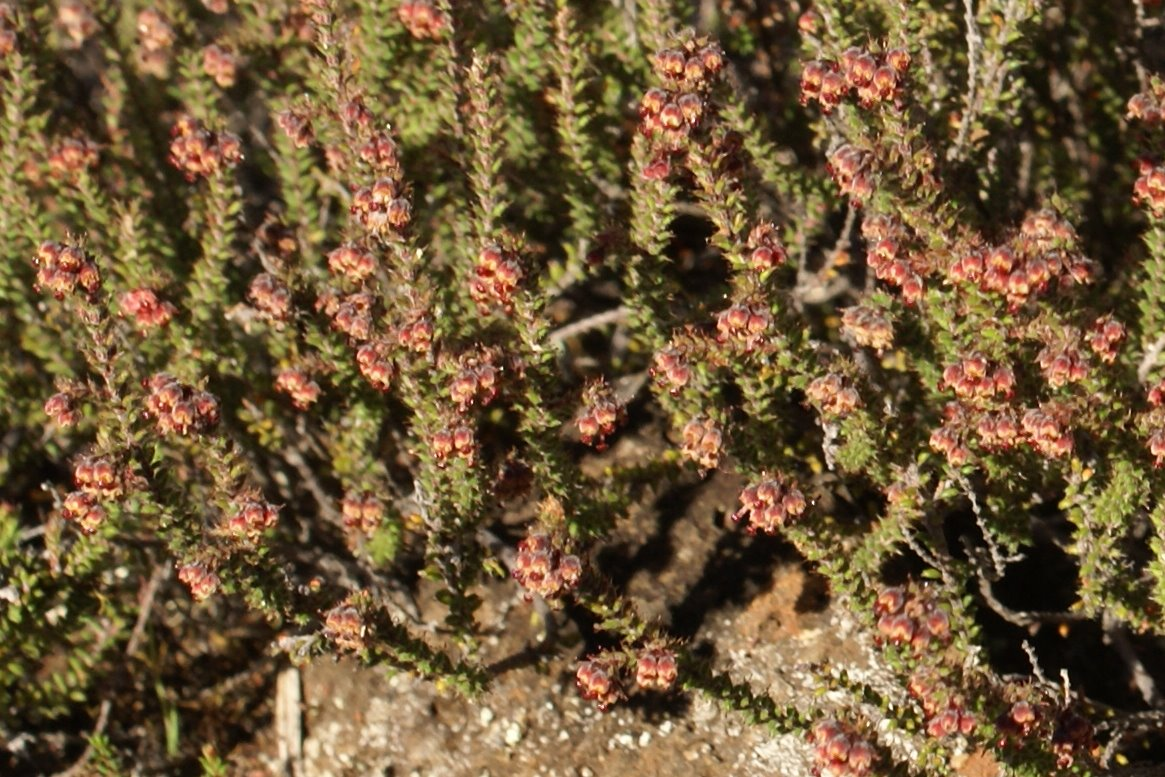
Erica galioides

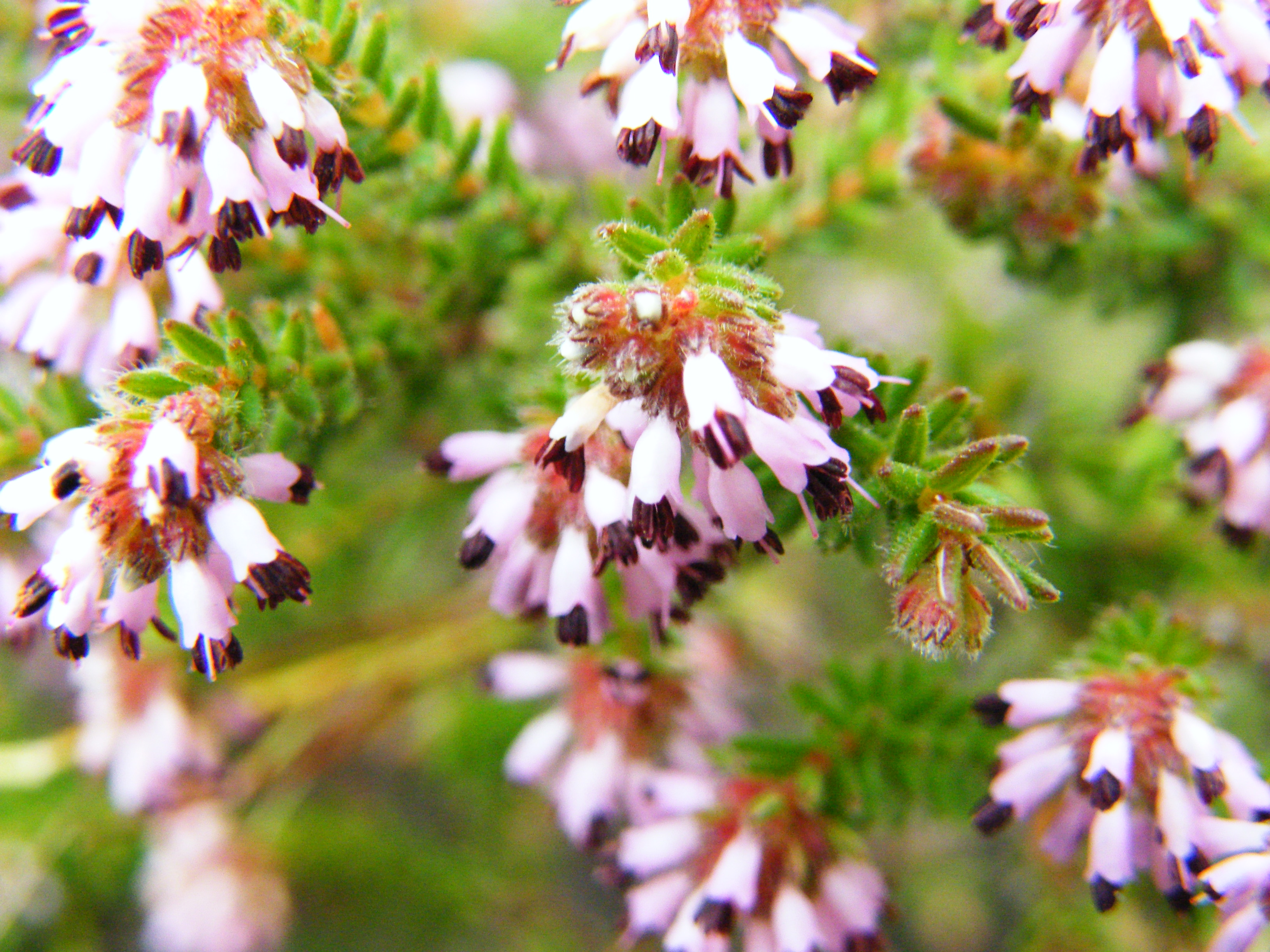
Erica glabella

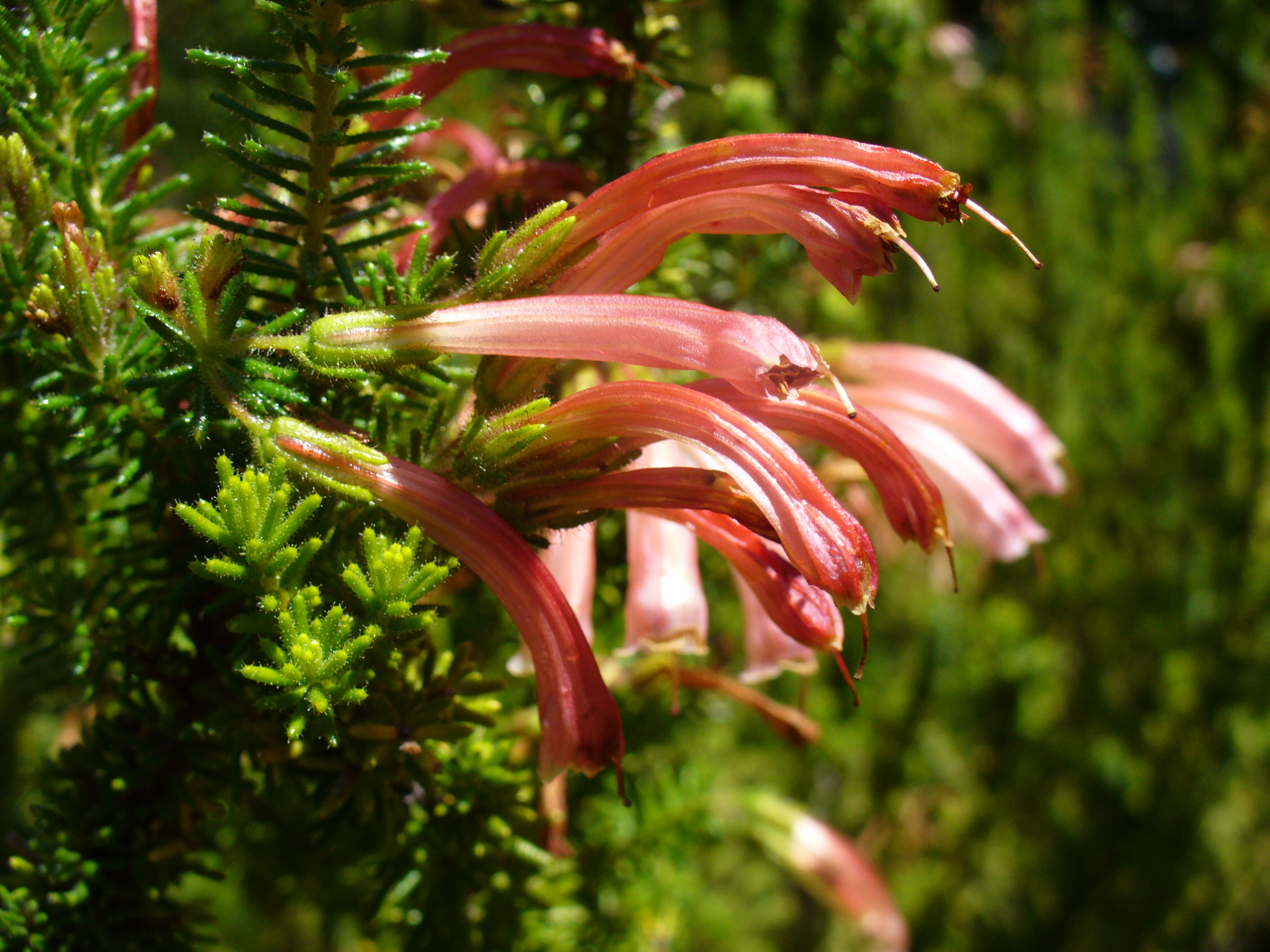
Erica glandulosa

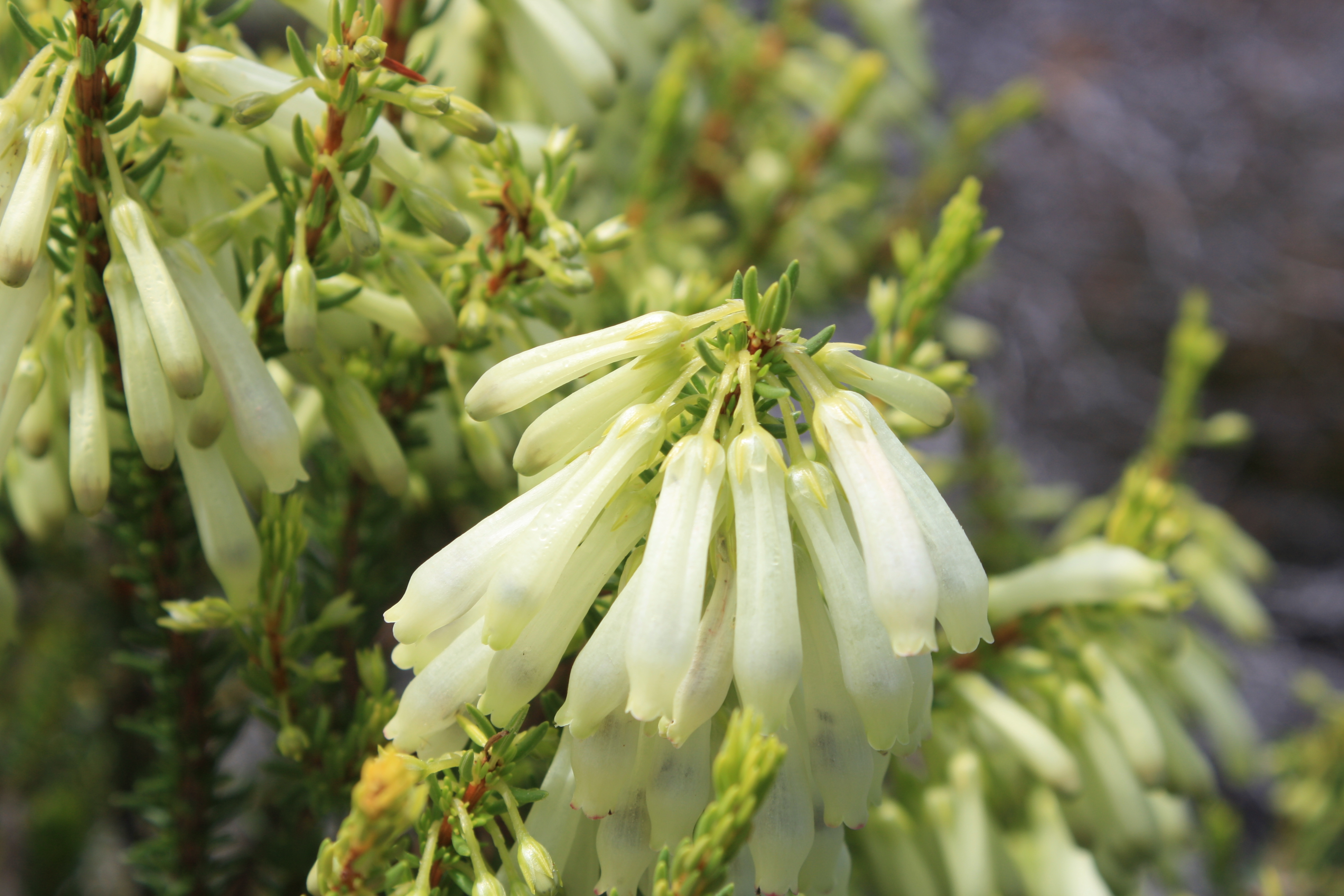
Erica gliva

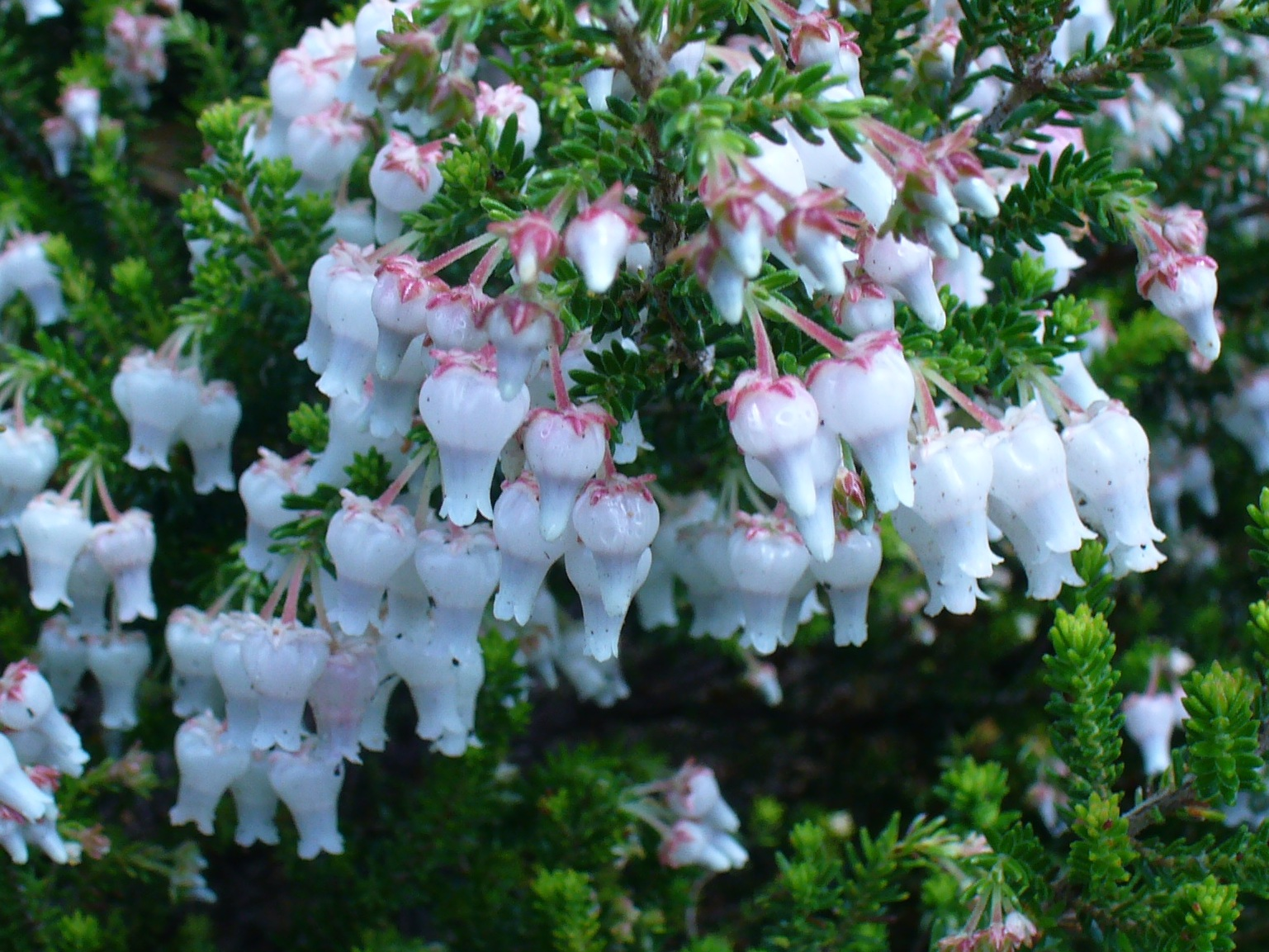
Erica glomiflora

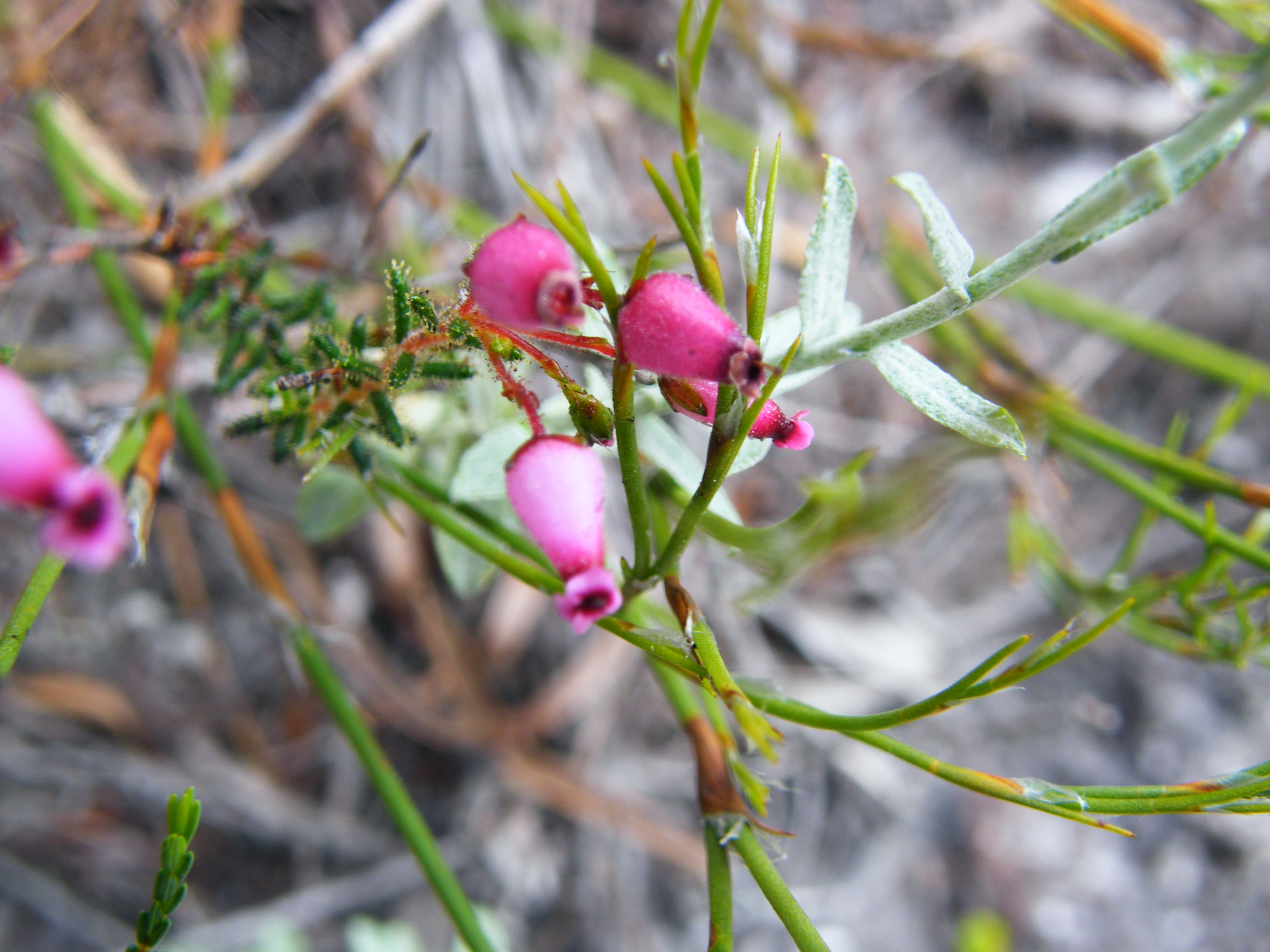
Erica glutinosa

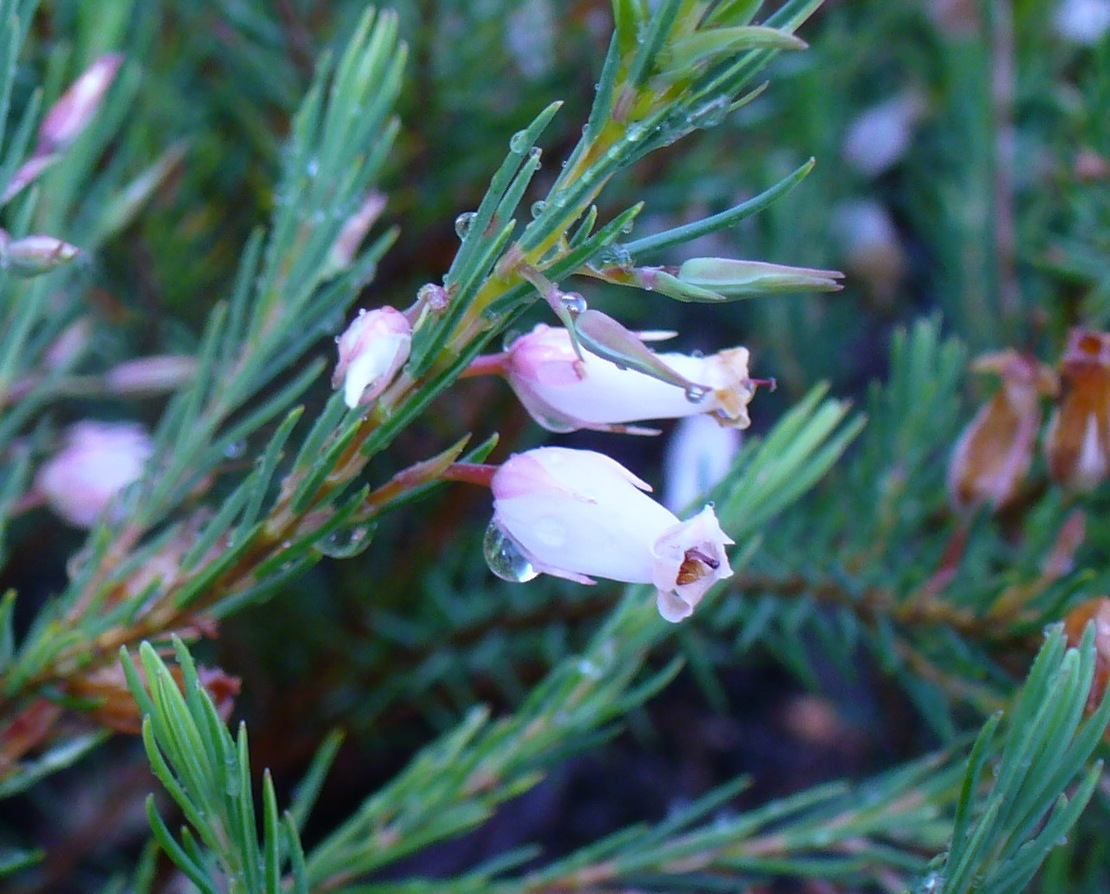
Erica georgica

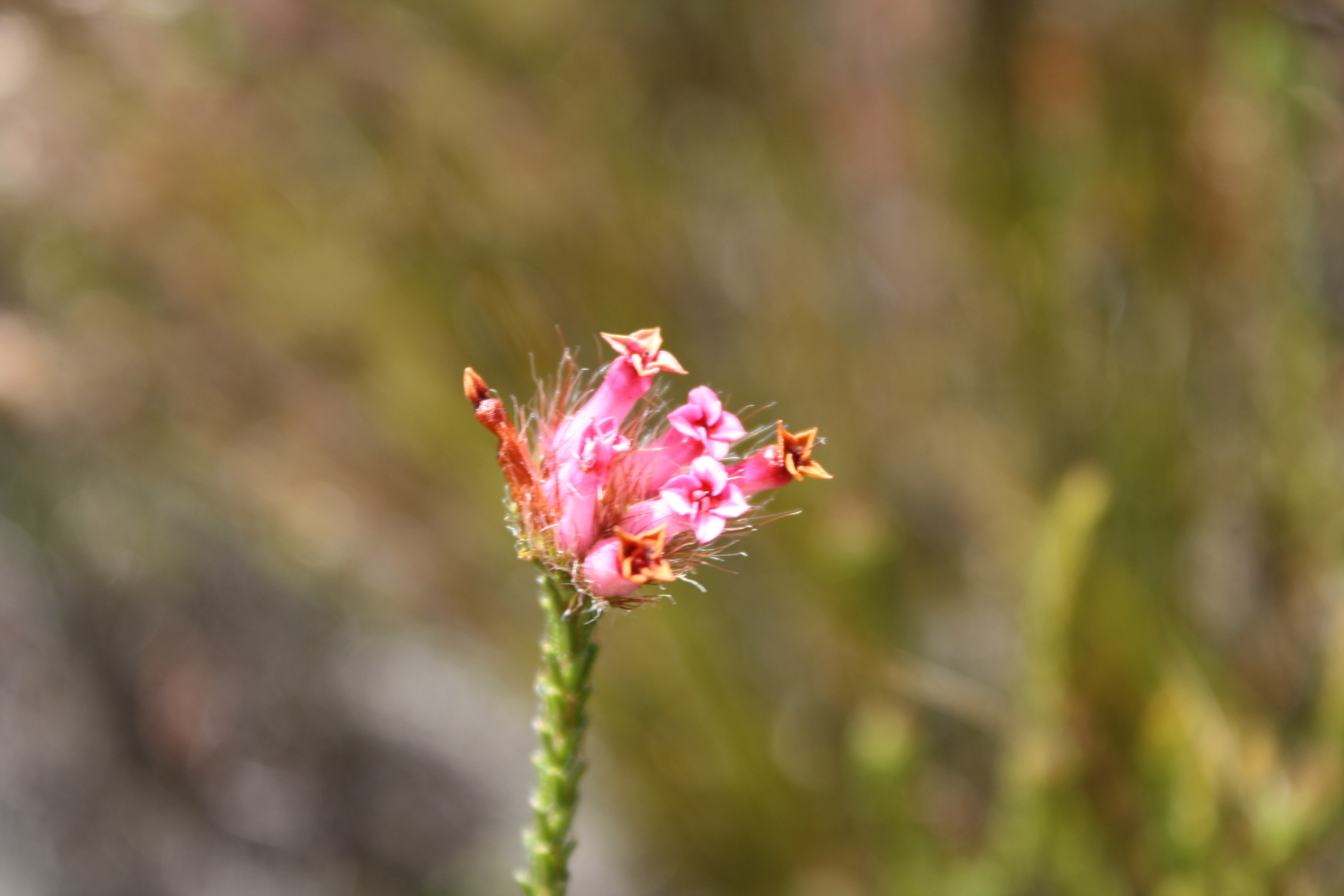
Erica gysbertii

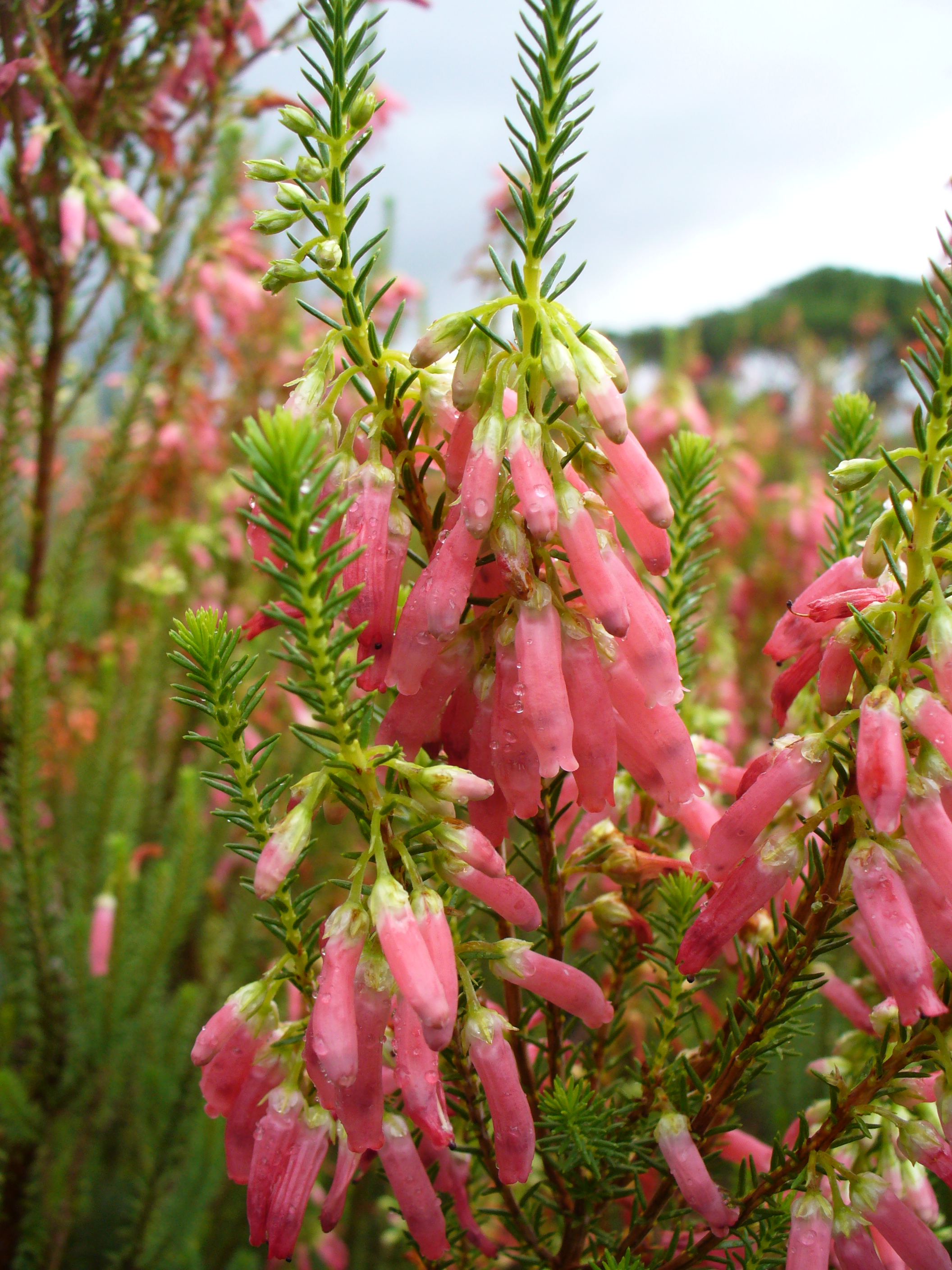
Erica mammosa

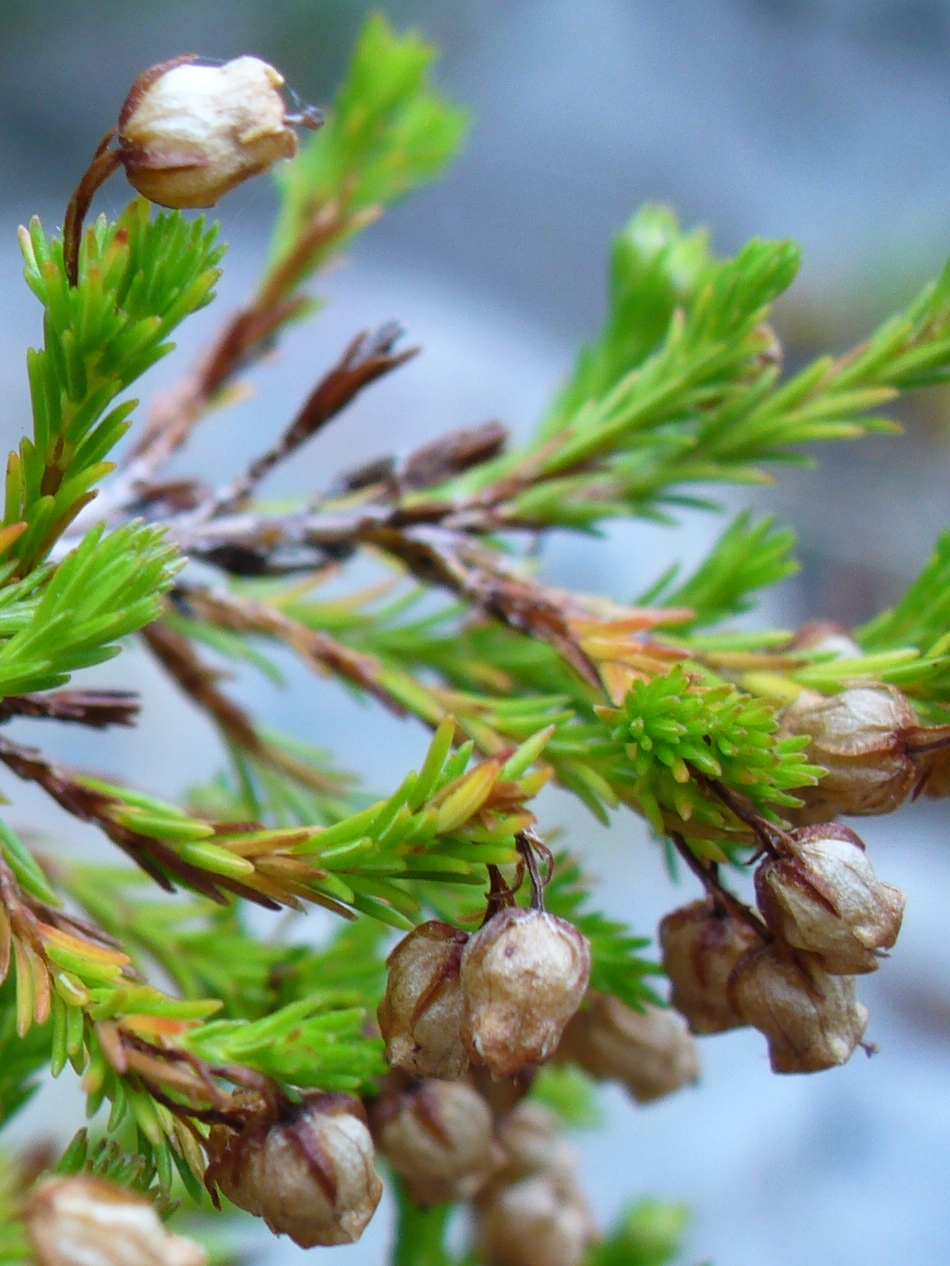
Erica margaritacea

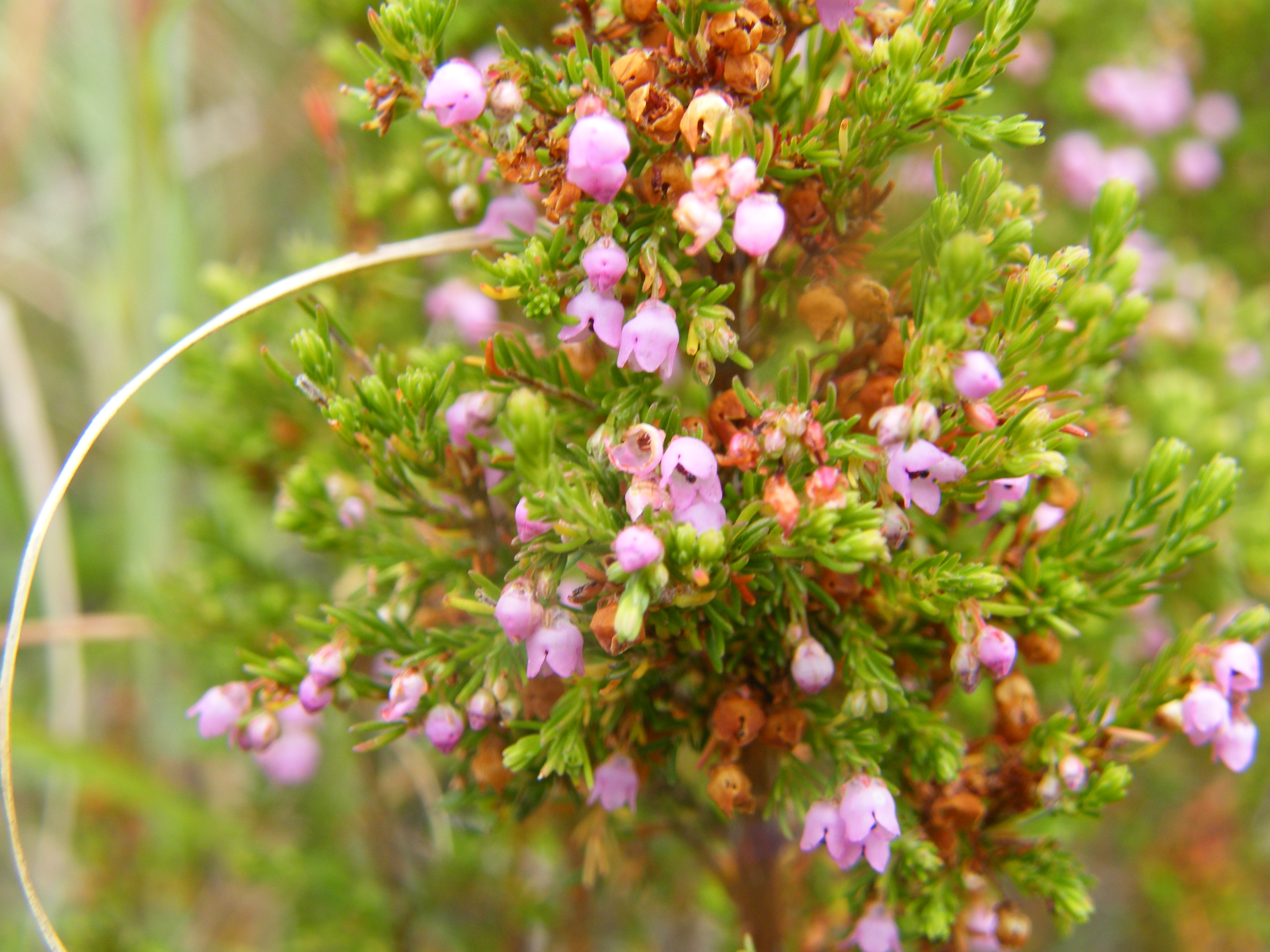
Erica mauritanica

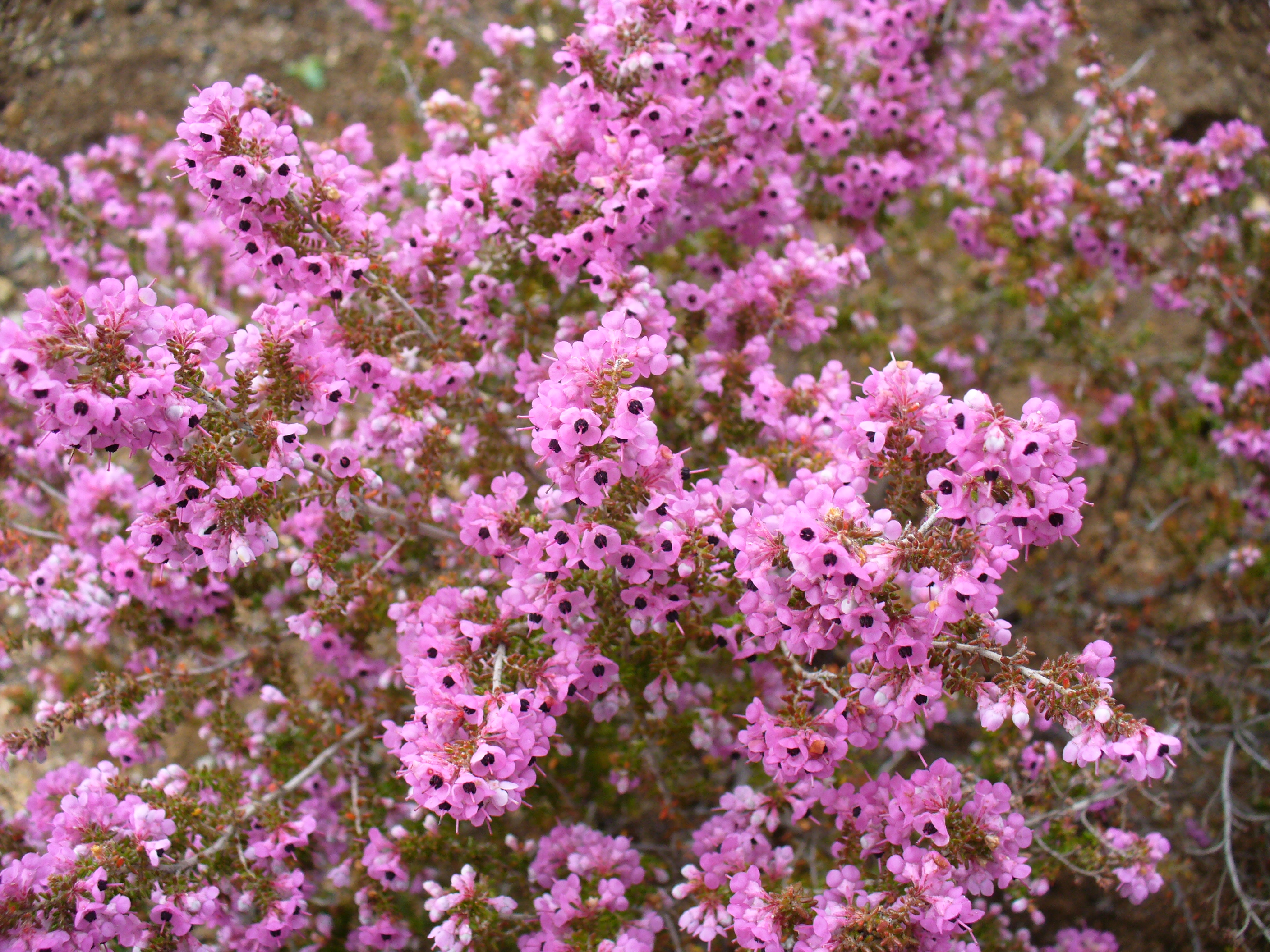
Erica melanthera

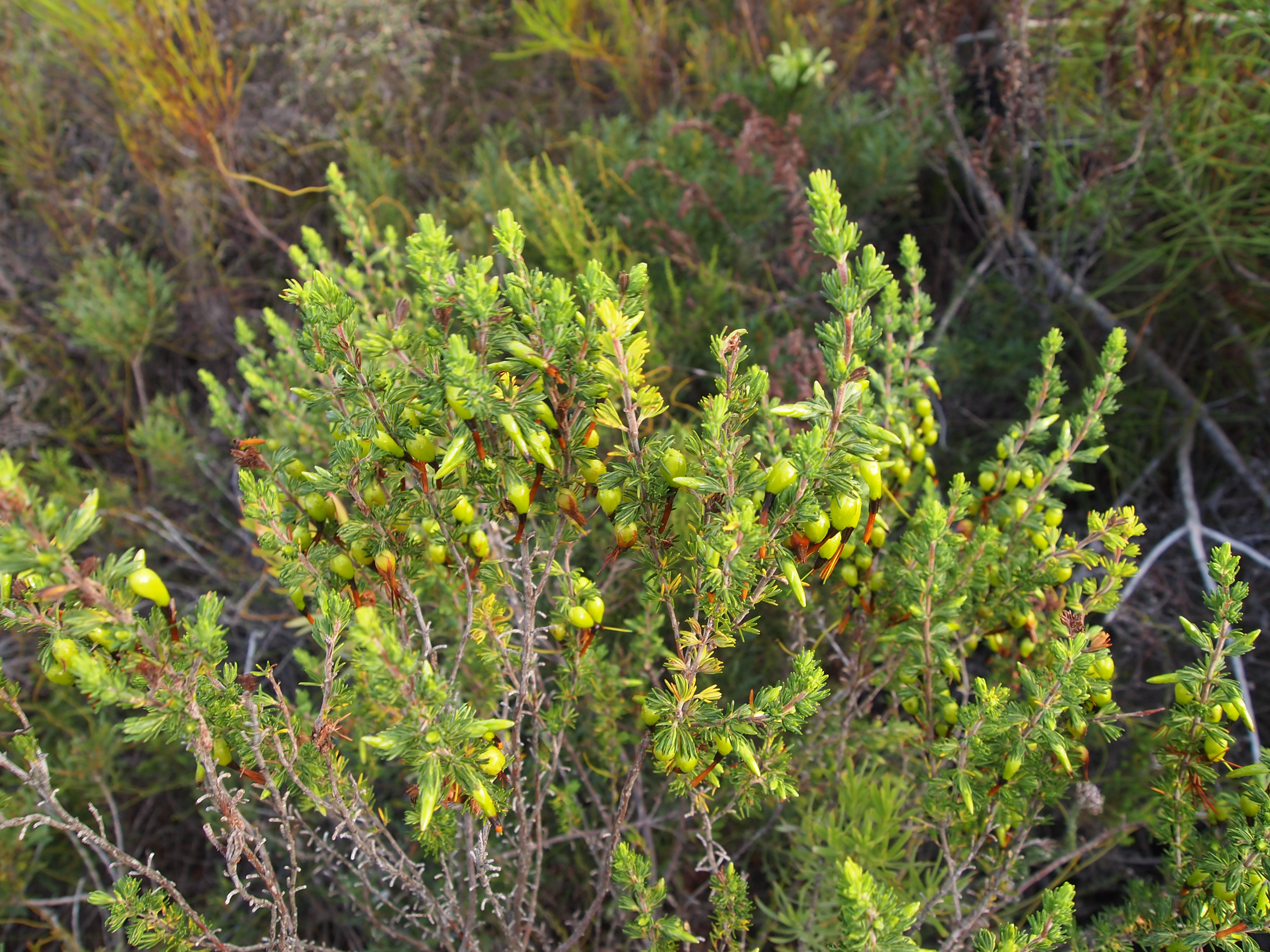
Erica melastoma

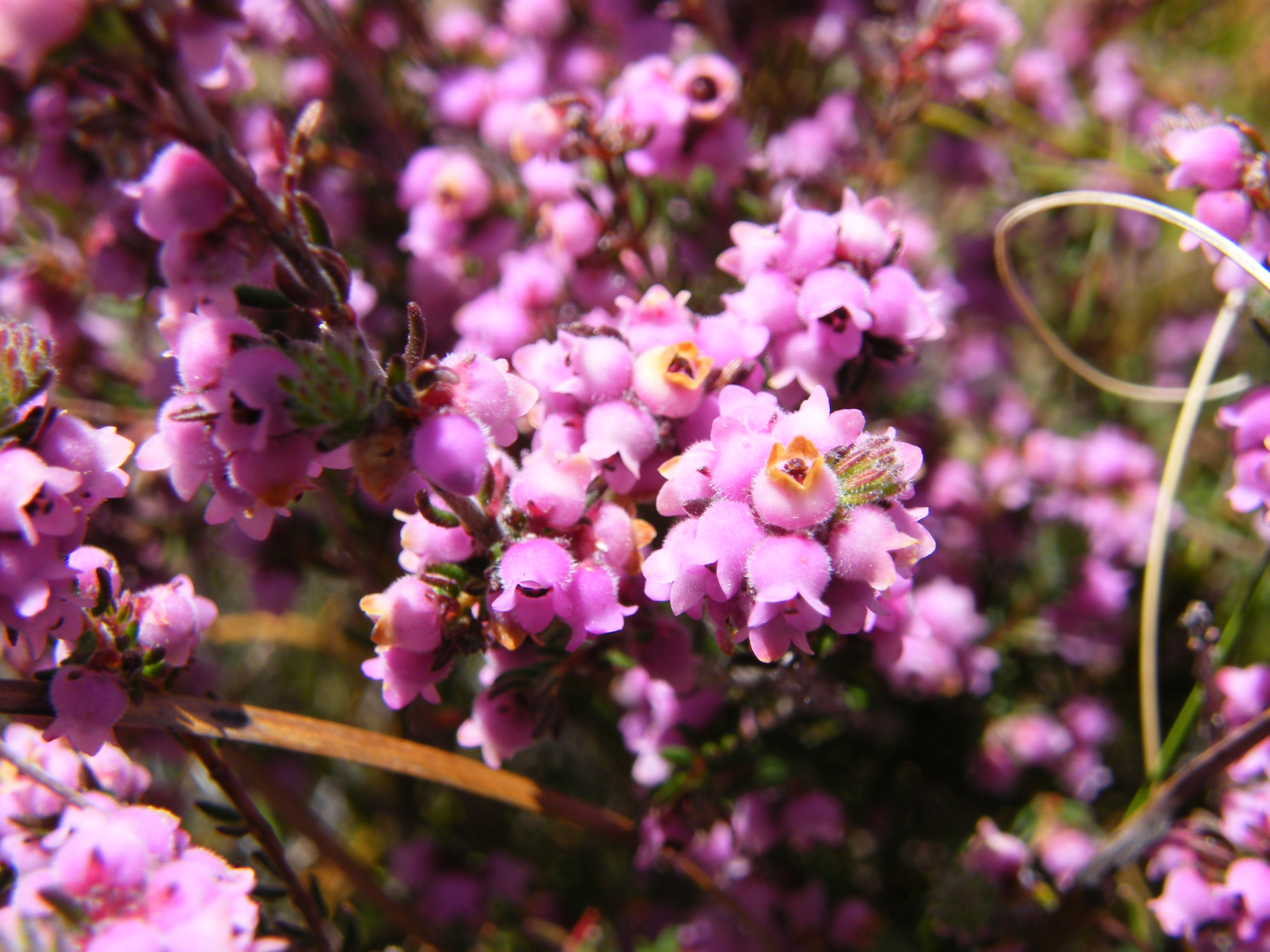
Erica mollis, Narbe

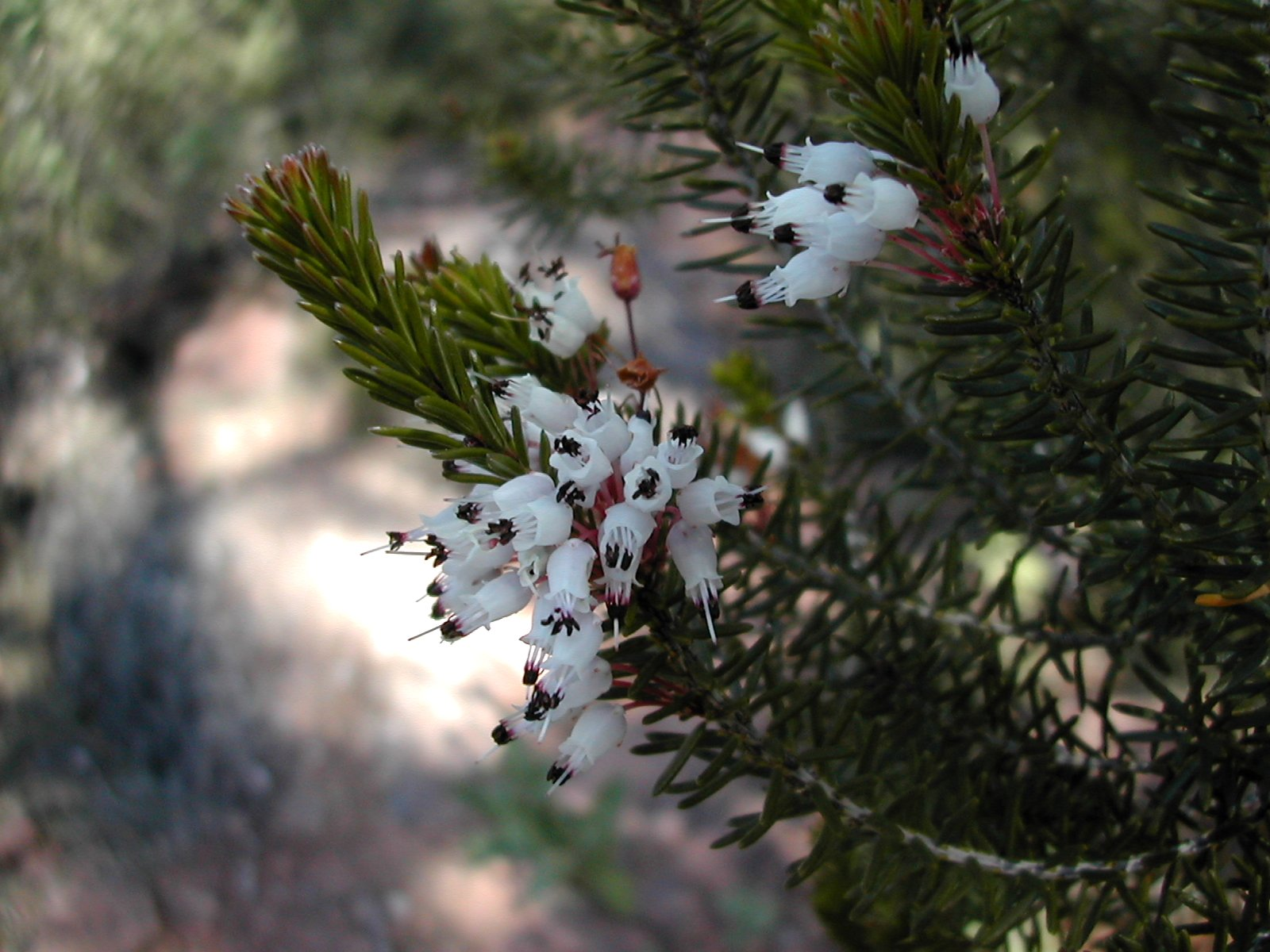
Erica multiflora

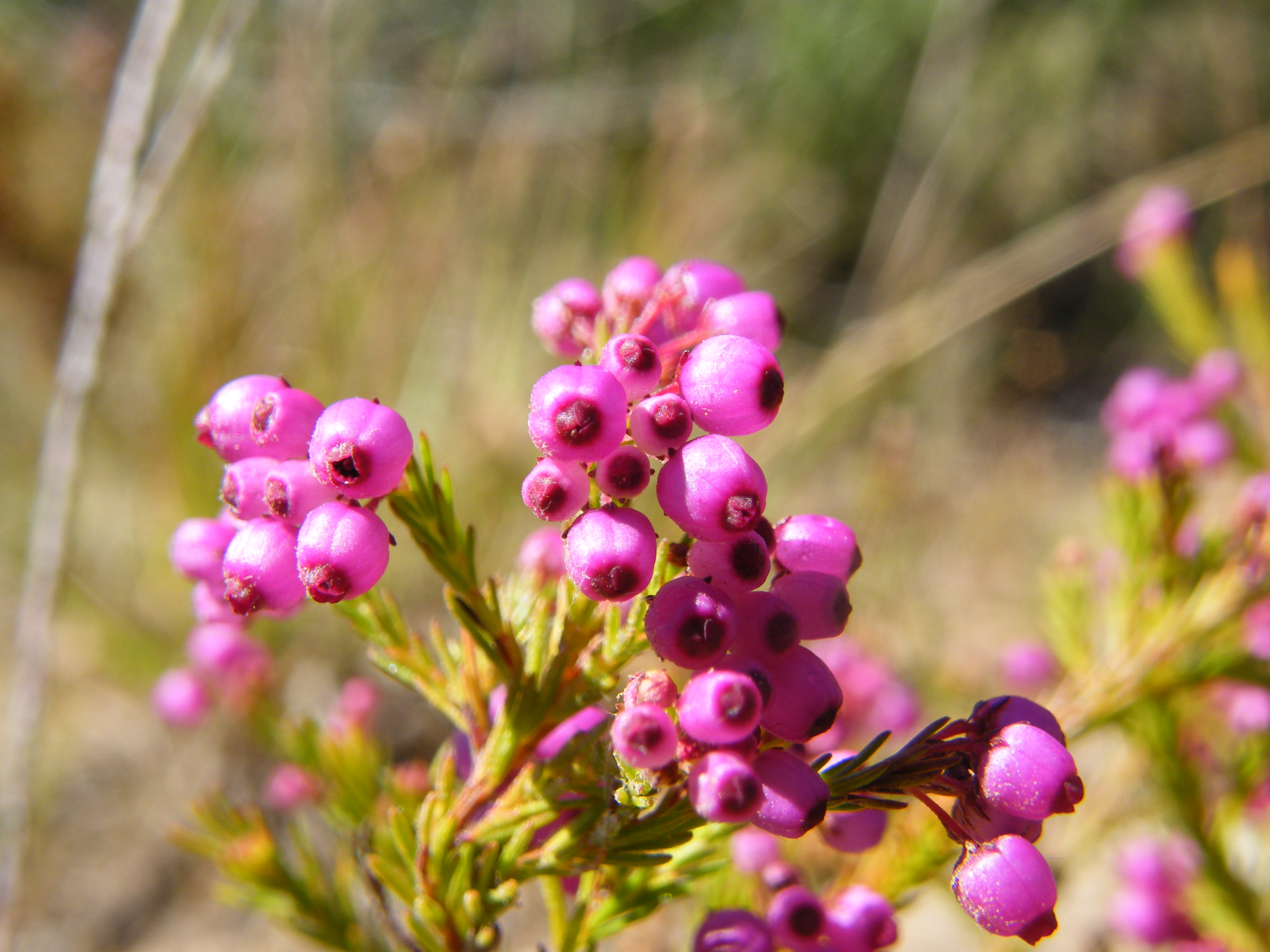
Erica multumbellifera

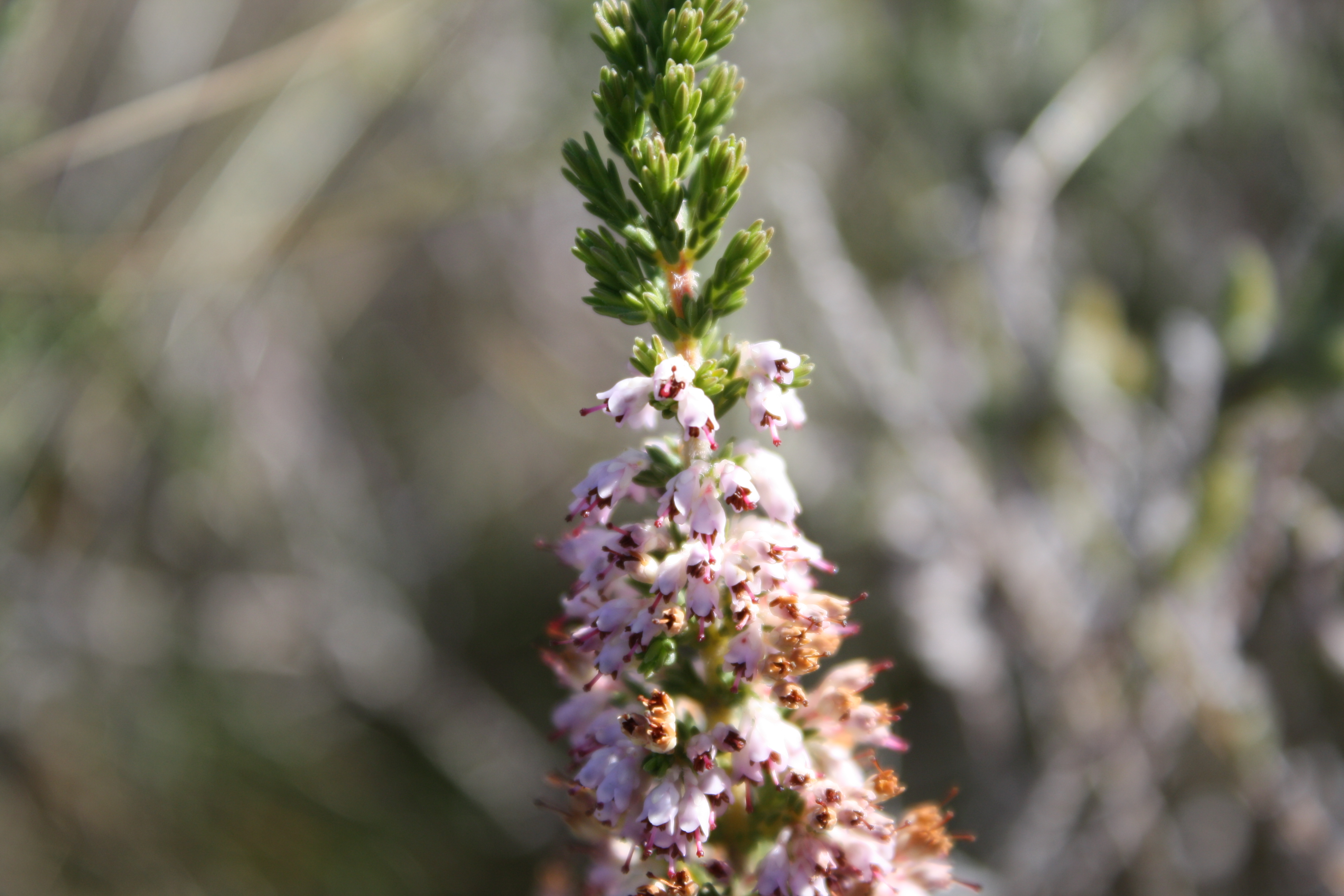
Erica paniculata

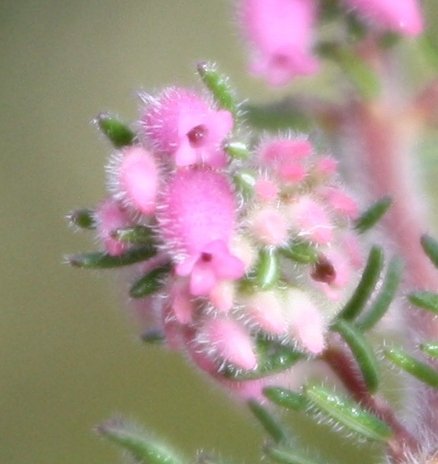
Erica parviflora

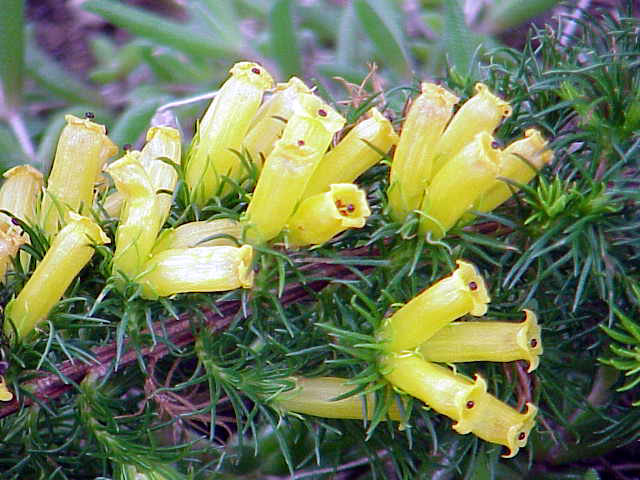
Erica patersonia

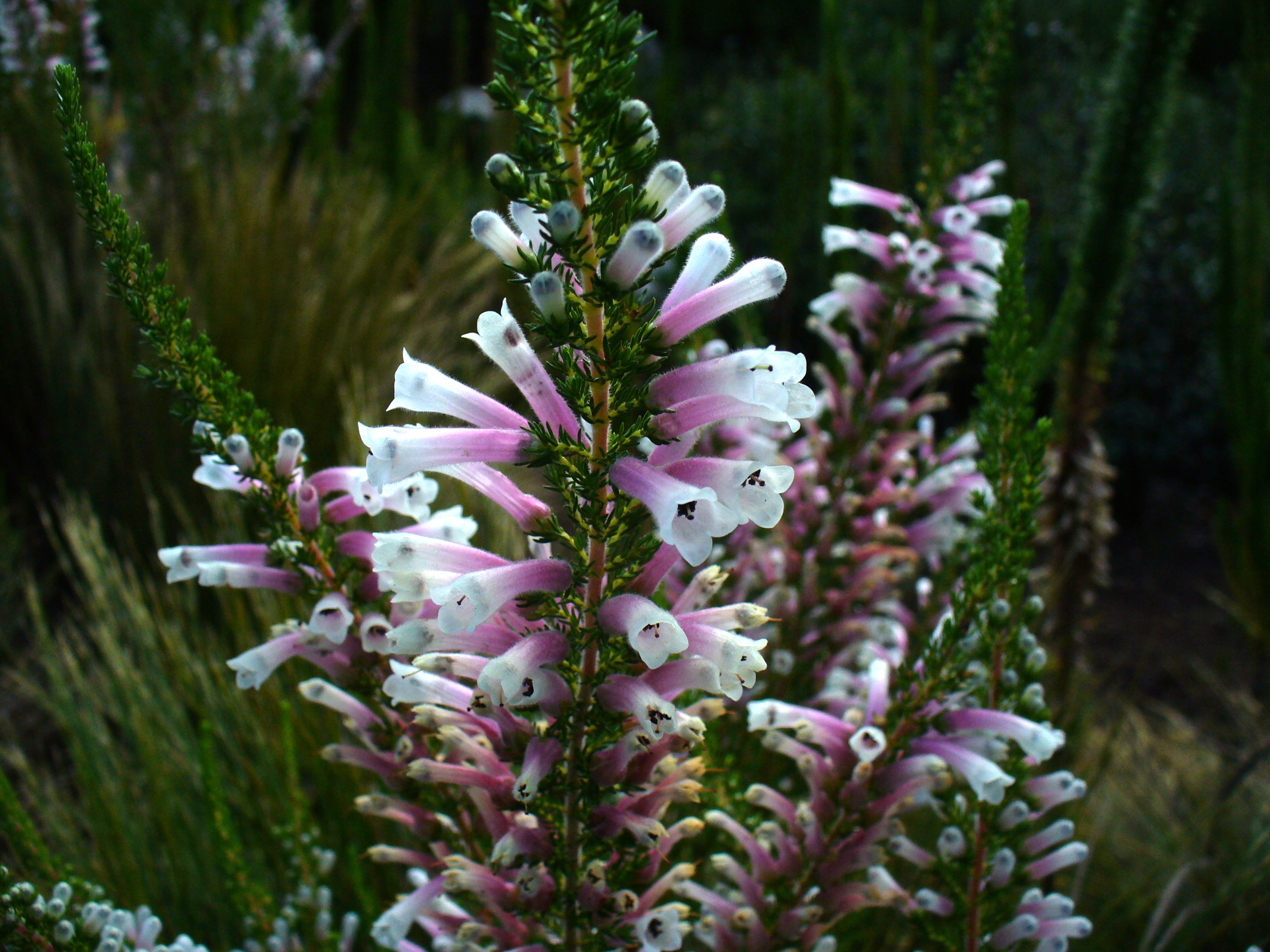
Erica perspicua

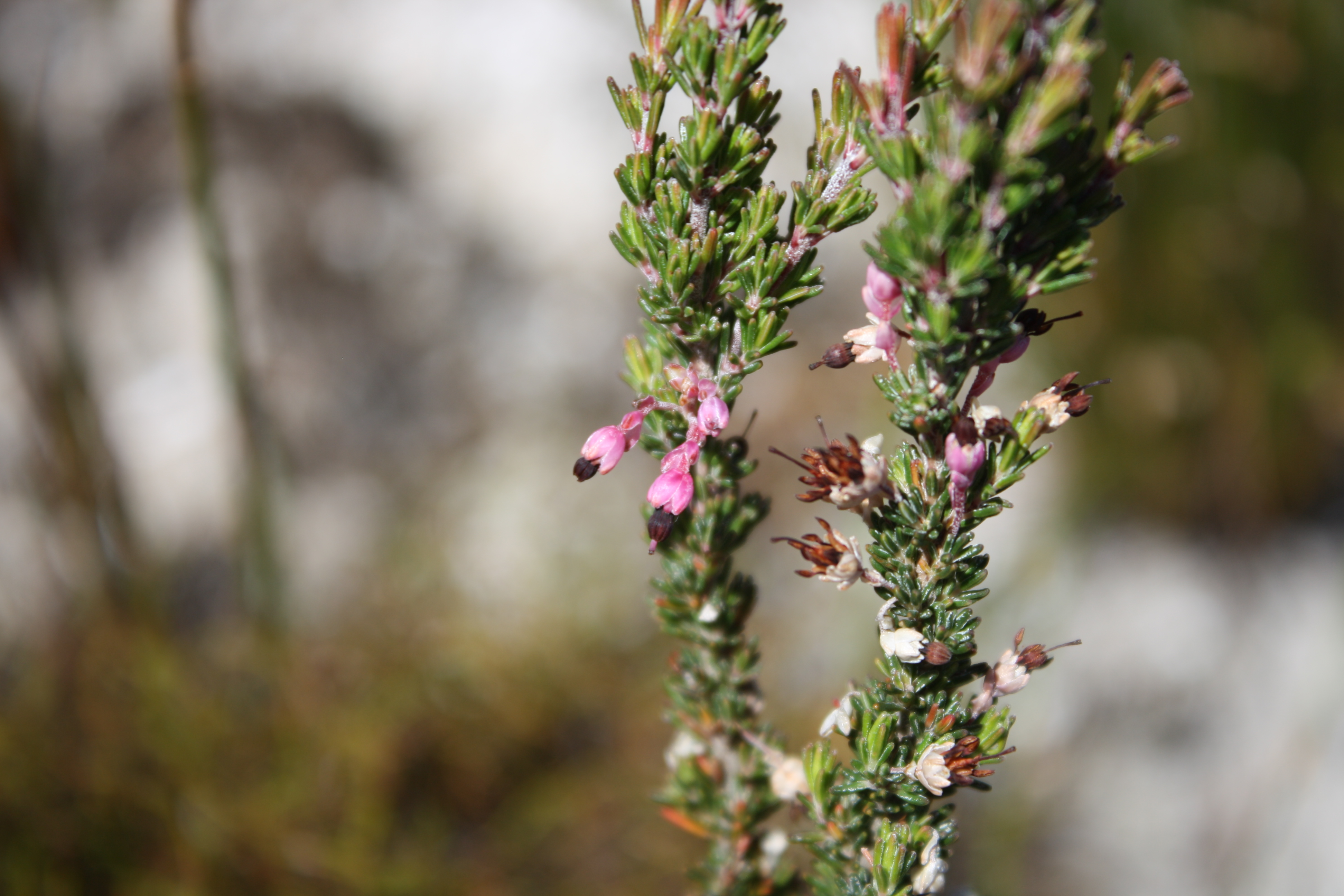
Erica placentiflora

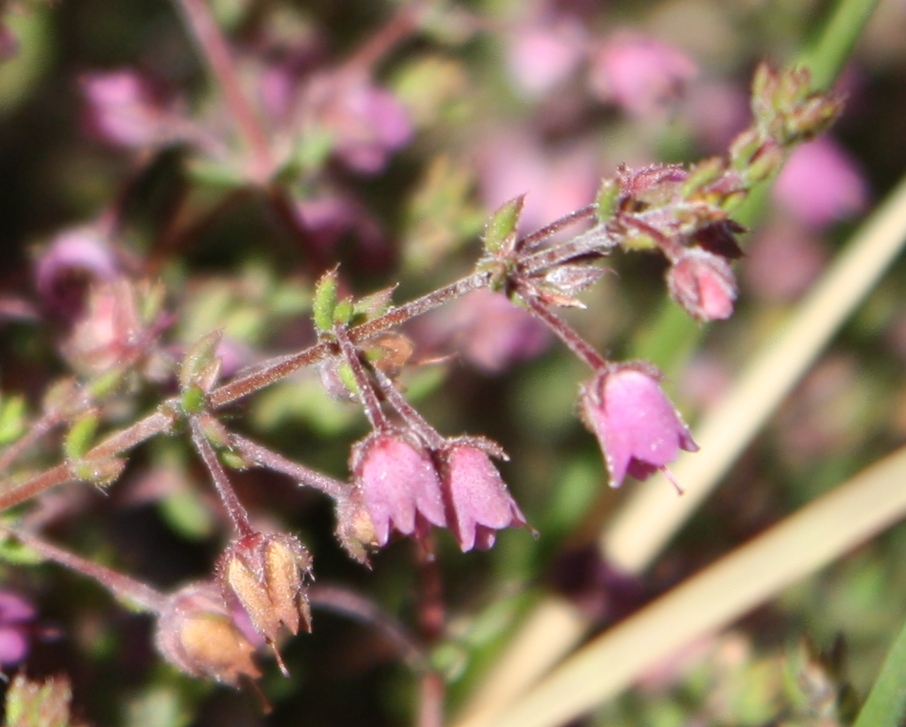
Erica planifolia

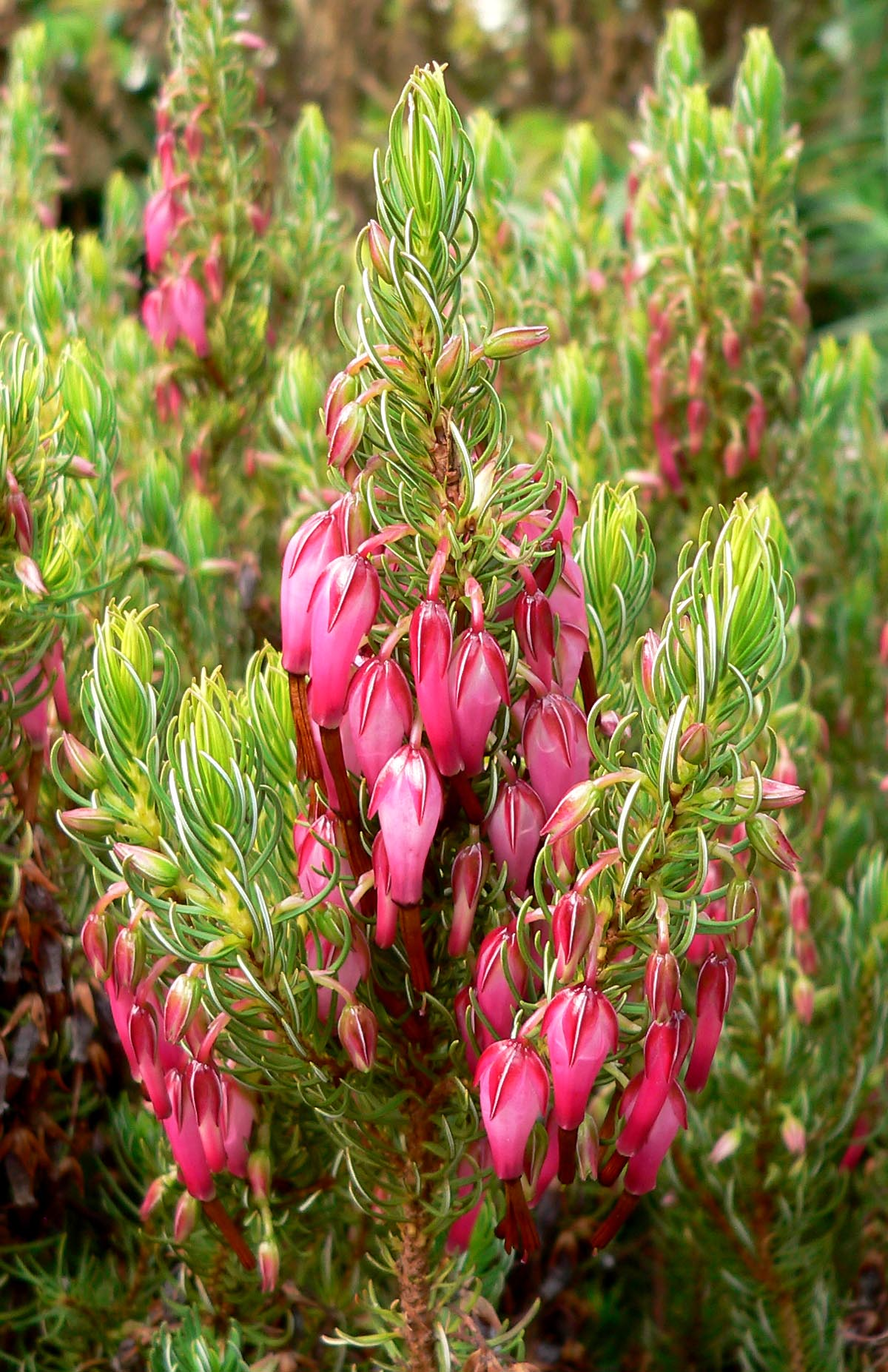
Erica plukenetii

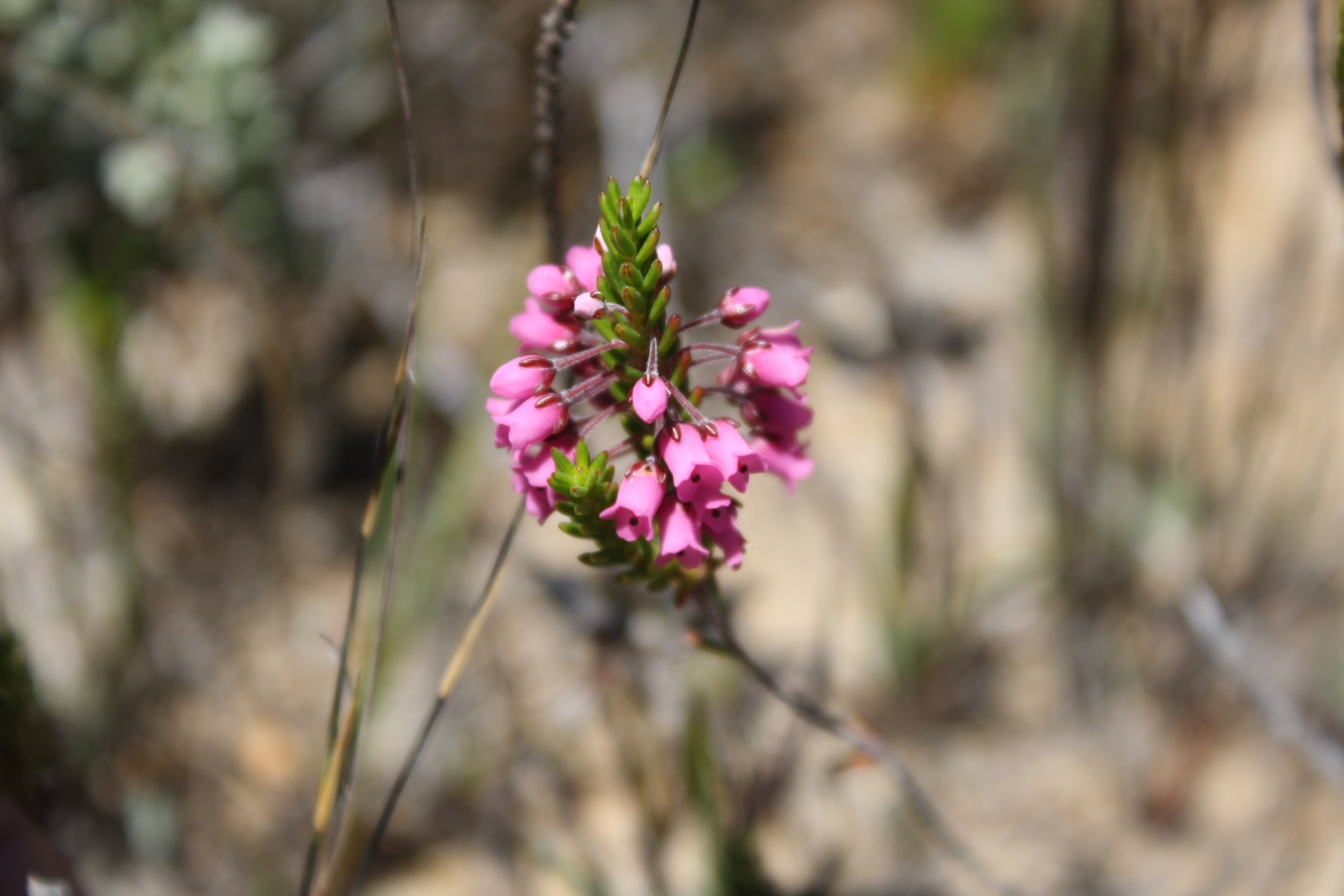
Erica pulchella

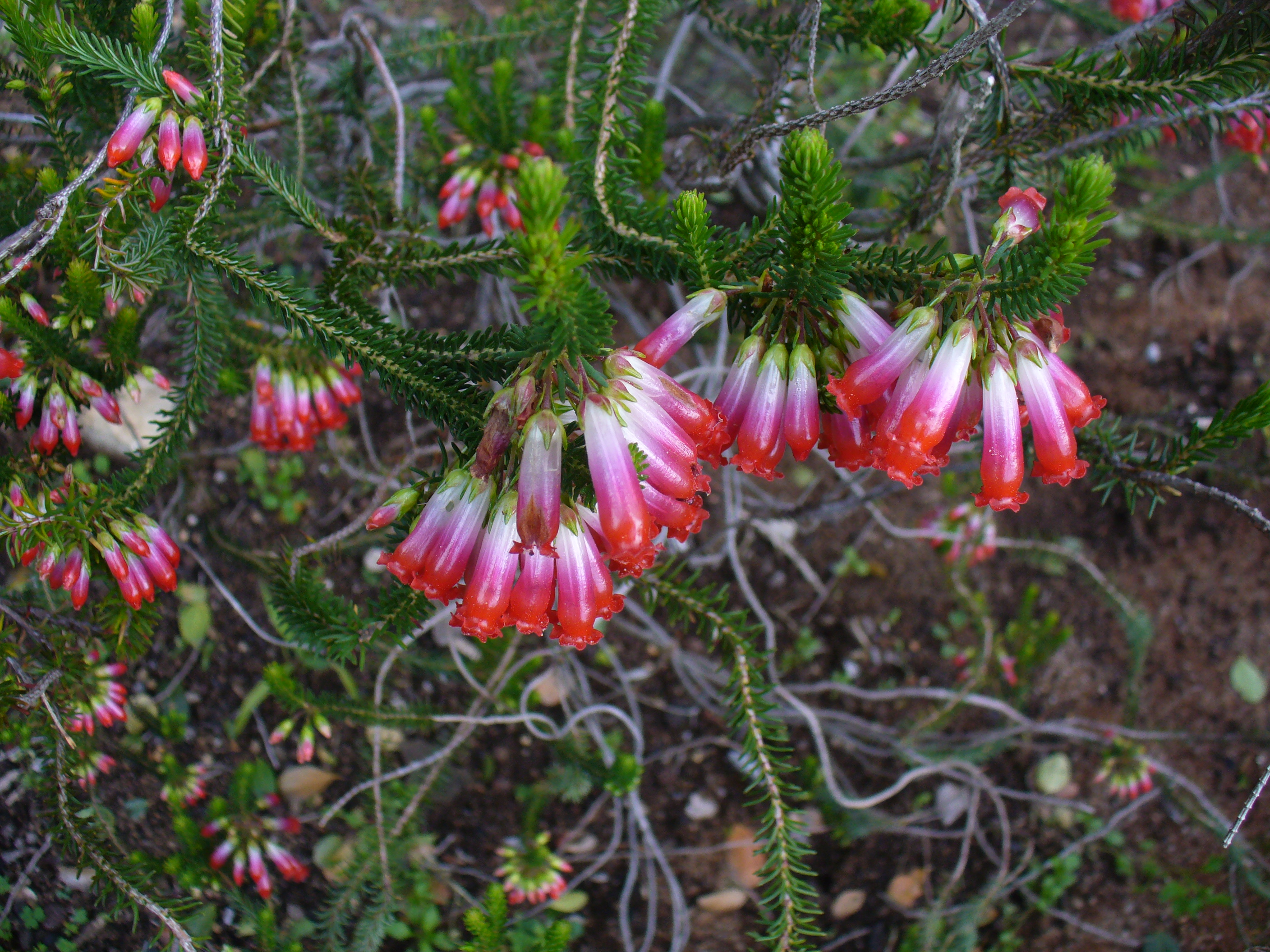
Erica regia

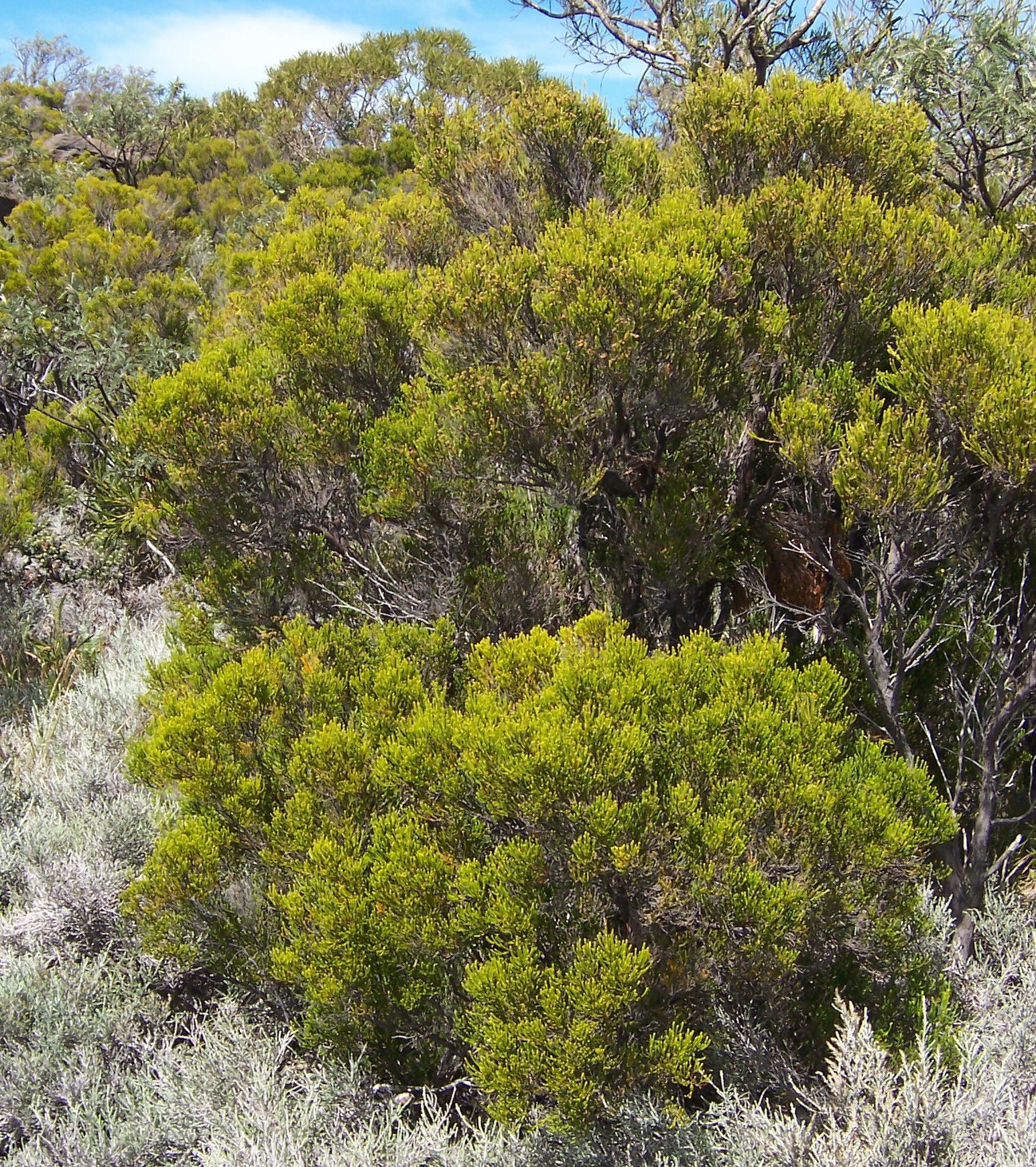
Erica reunionensis

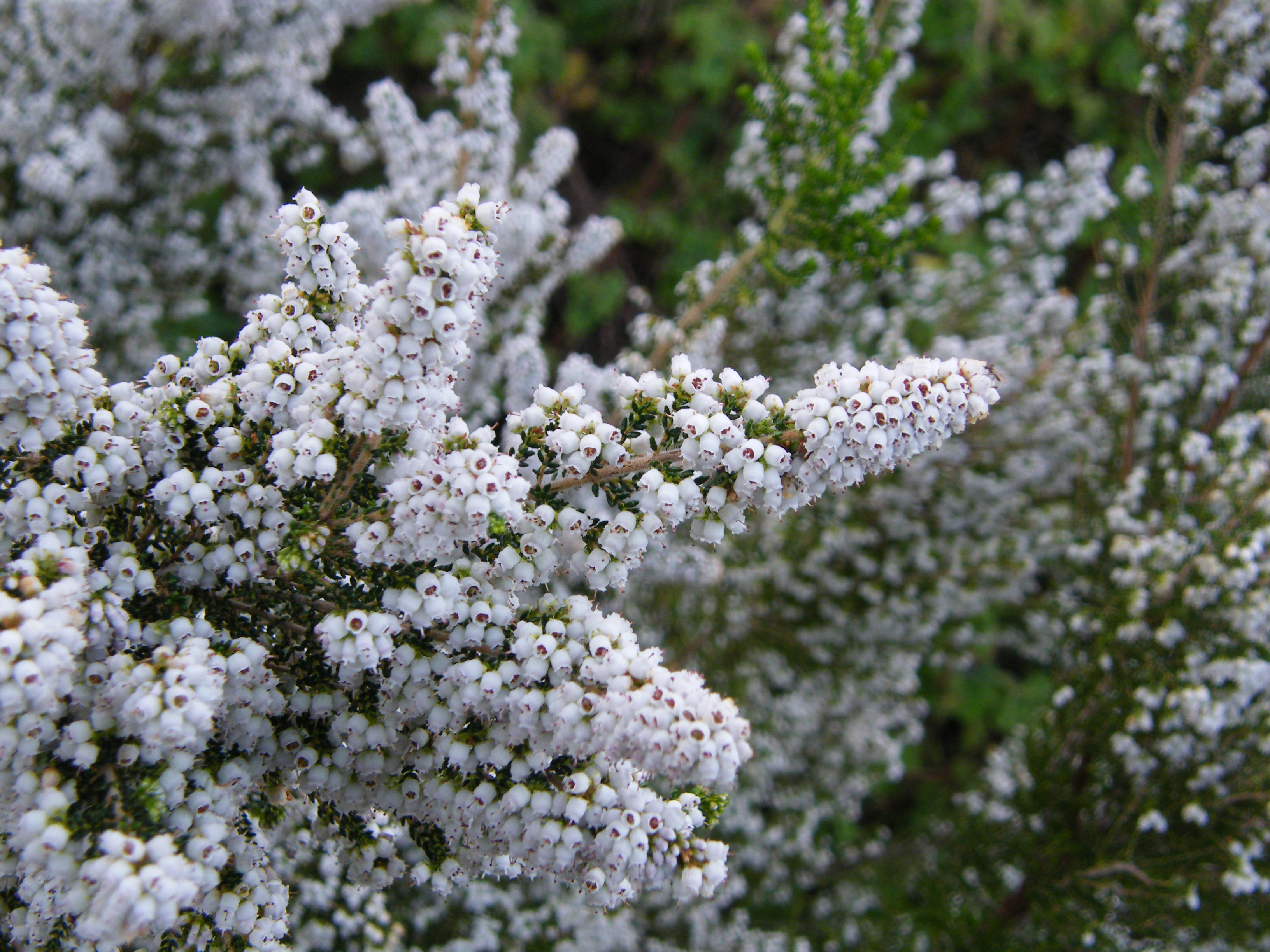
Erica scabriuscula

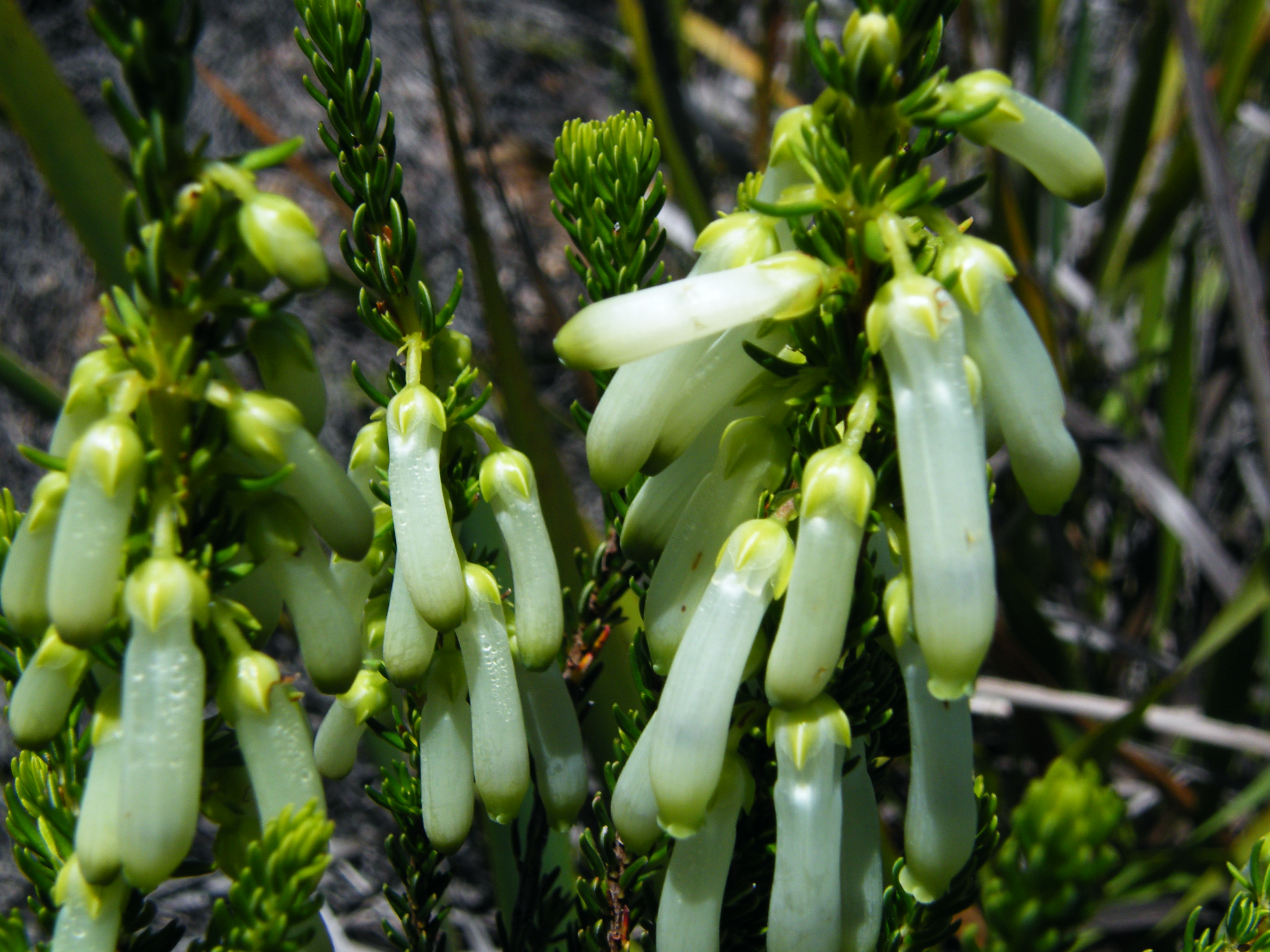
Erica sessiliflora

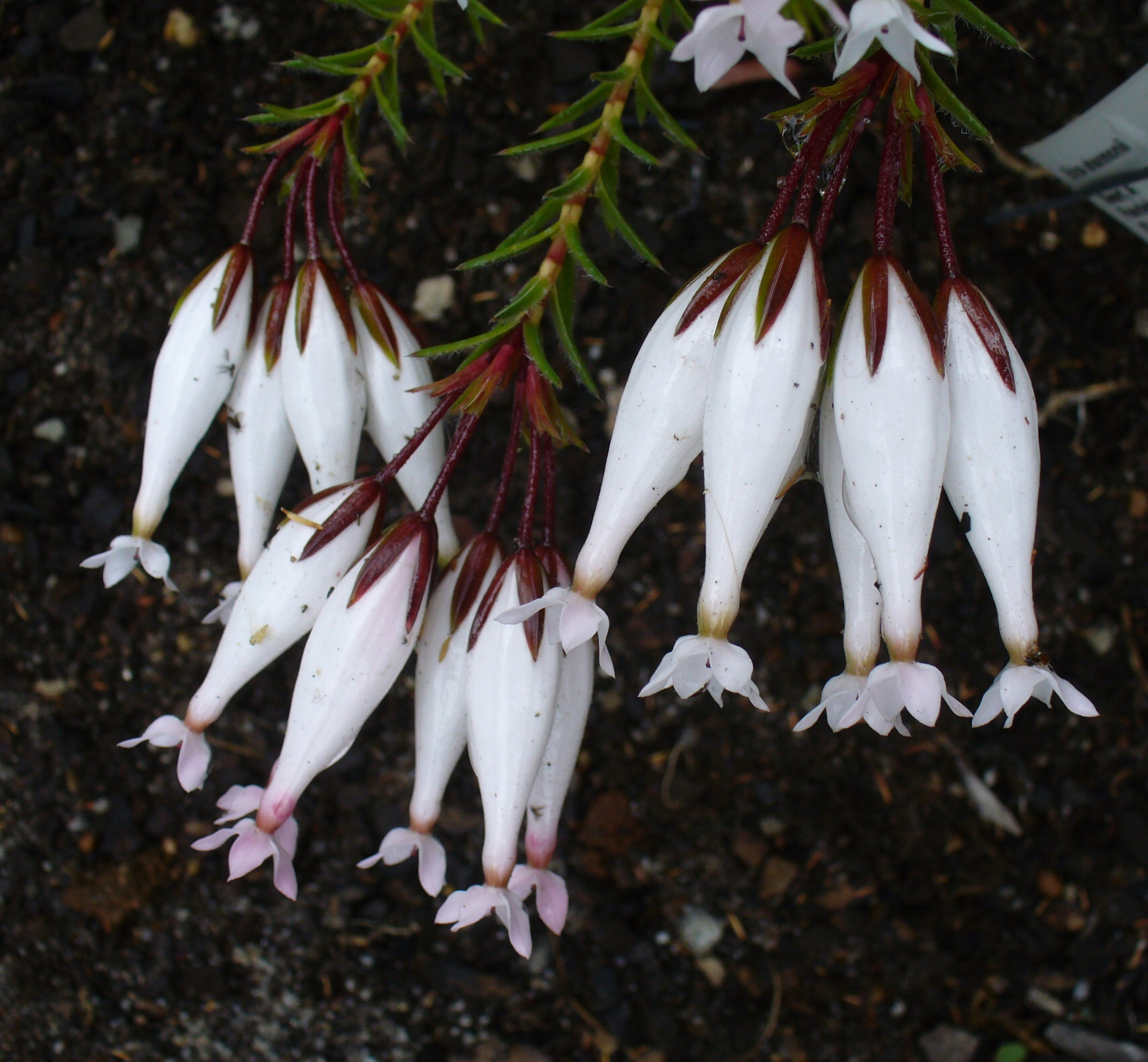
Erica shannonii

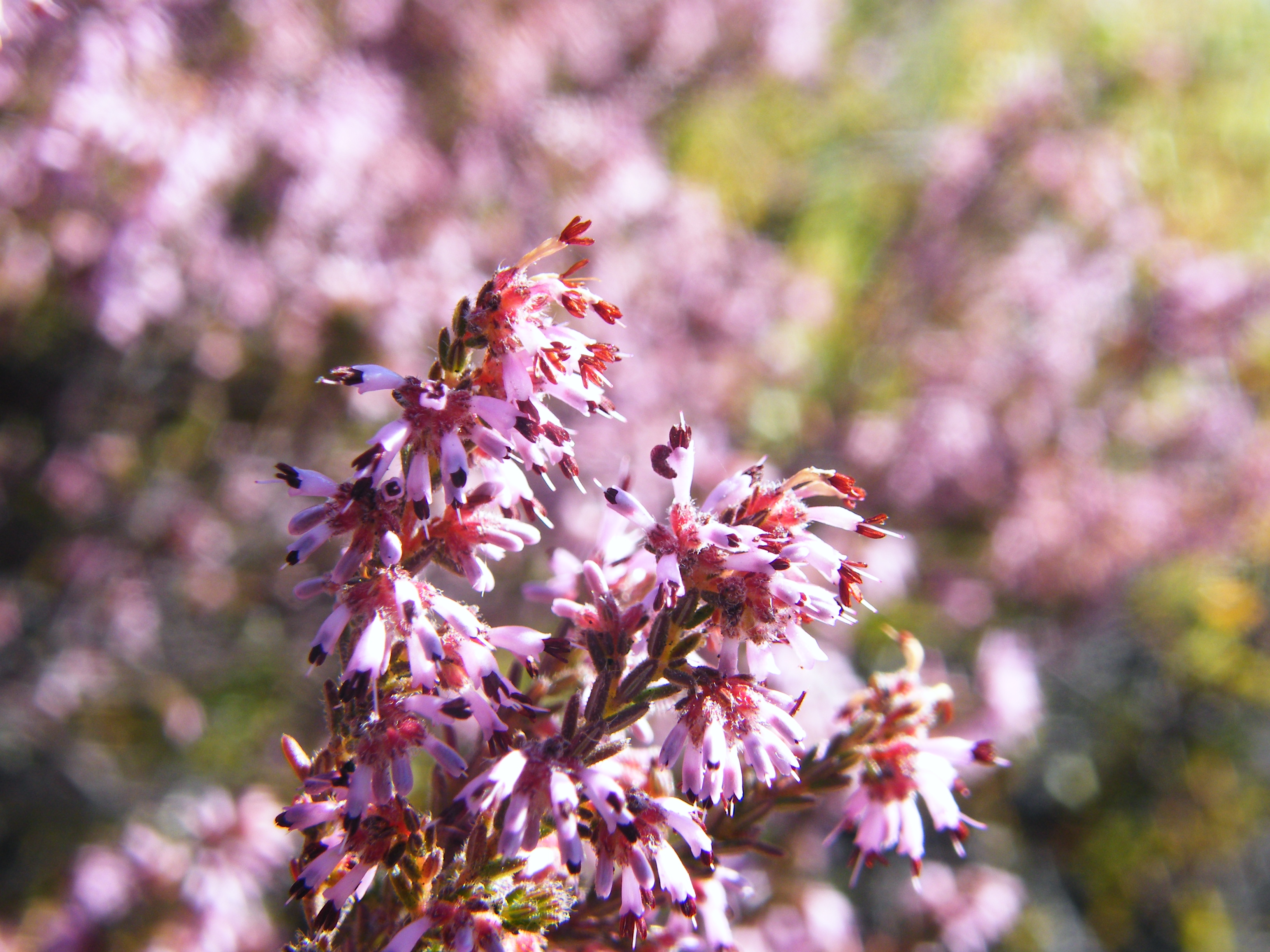
Erica similis

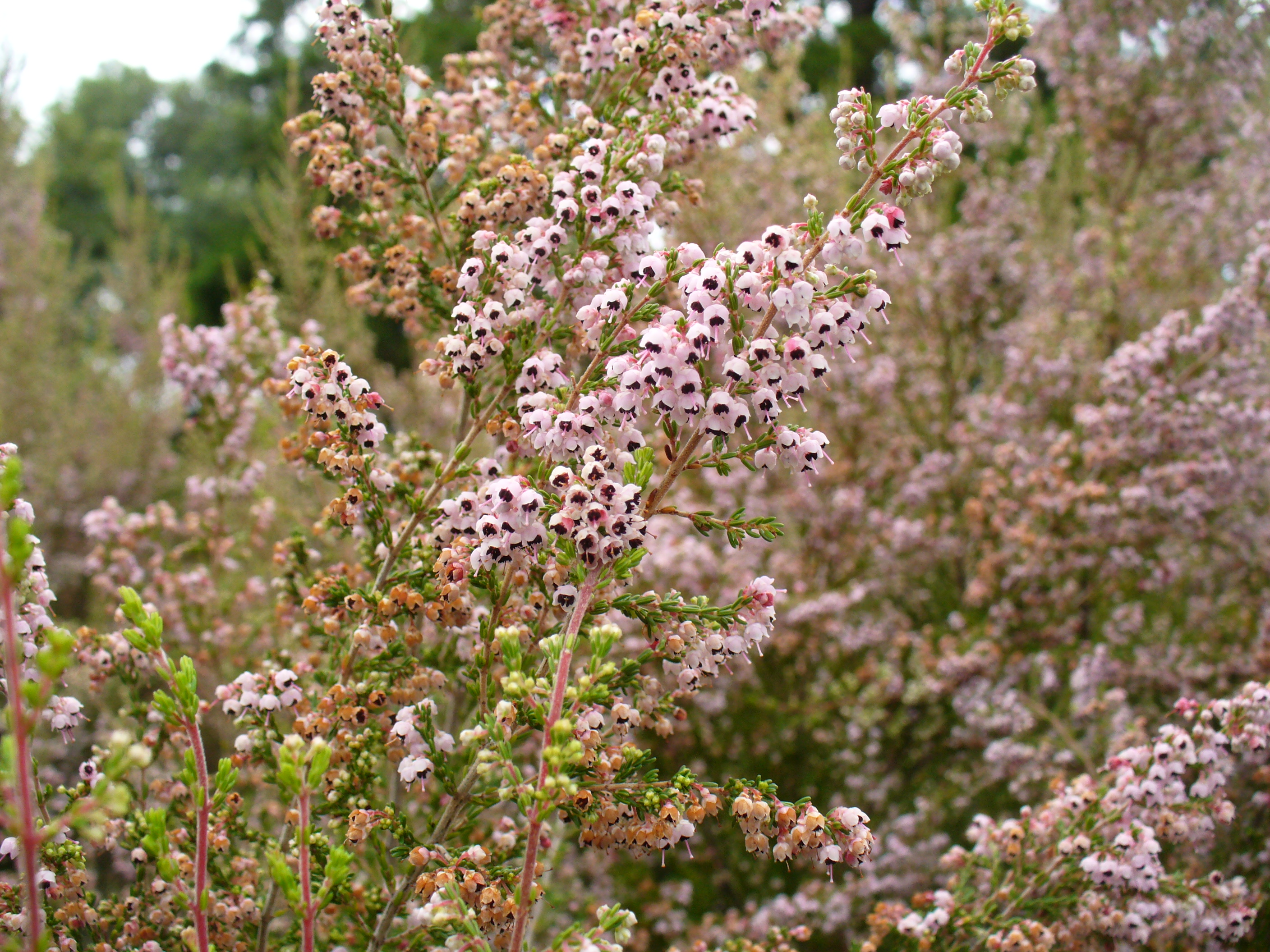
Erica sparsa

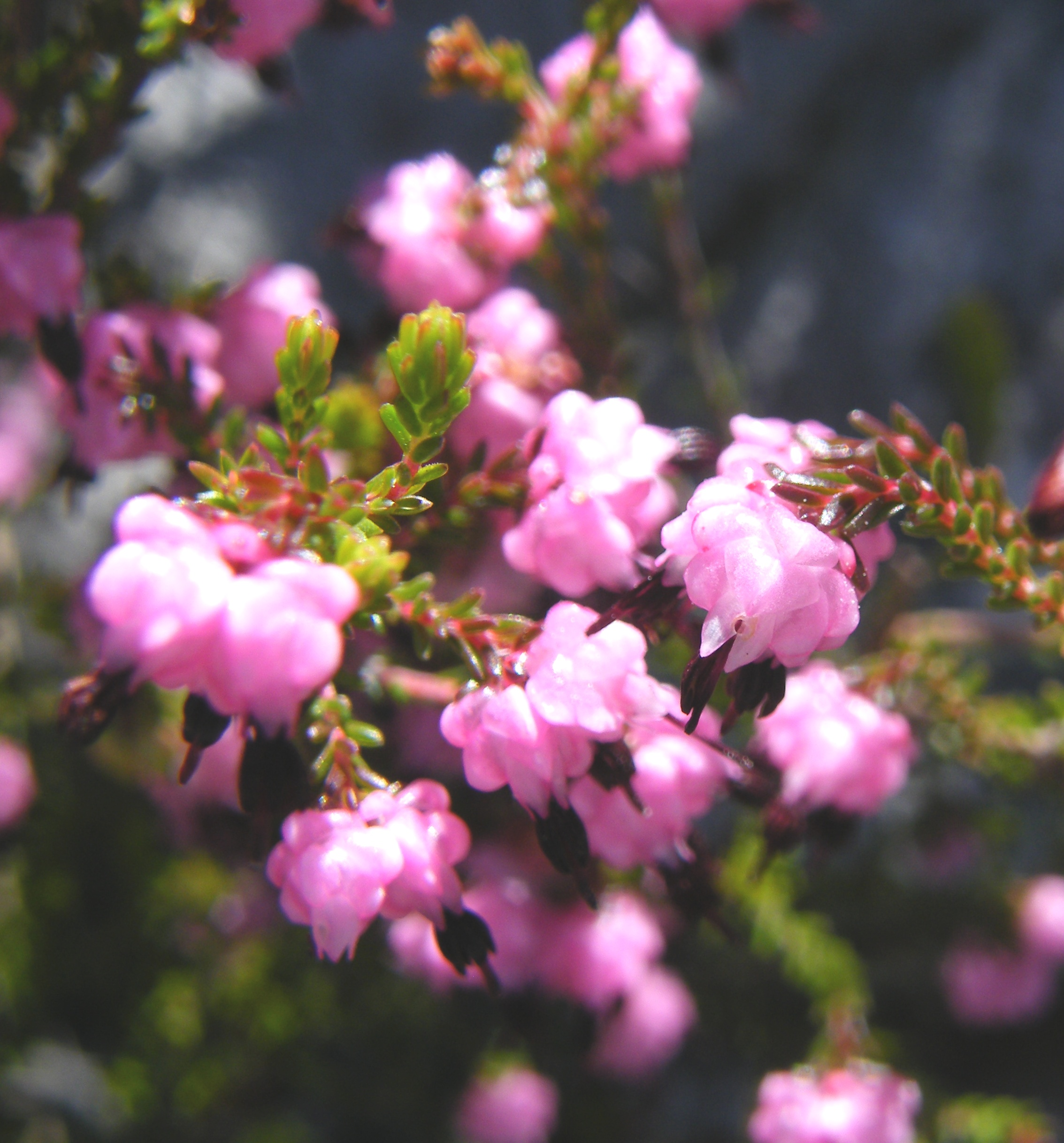
Erica spumosa

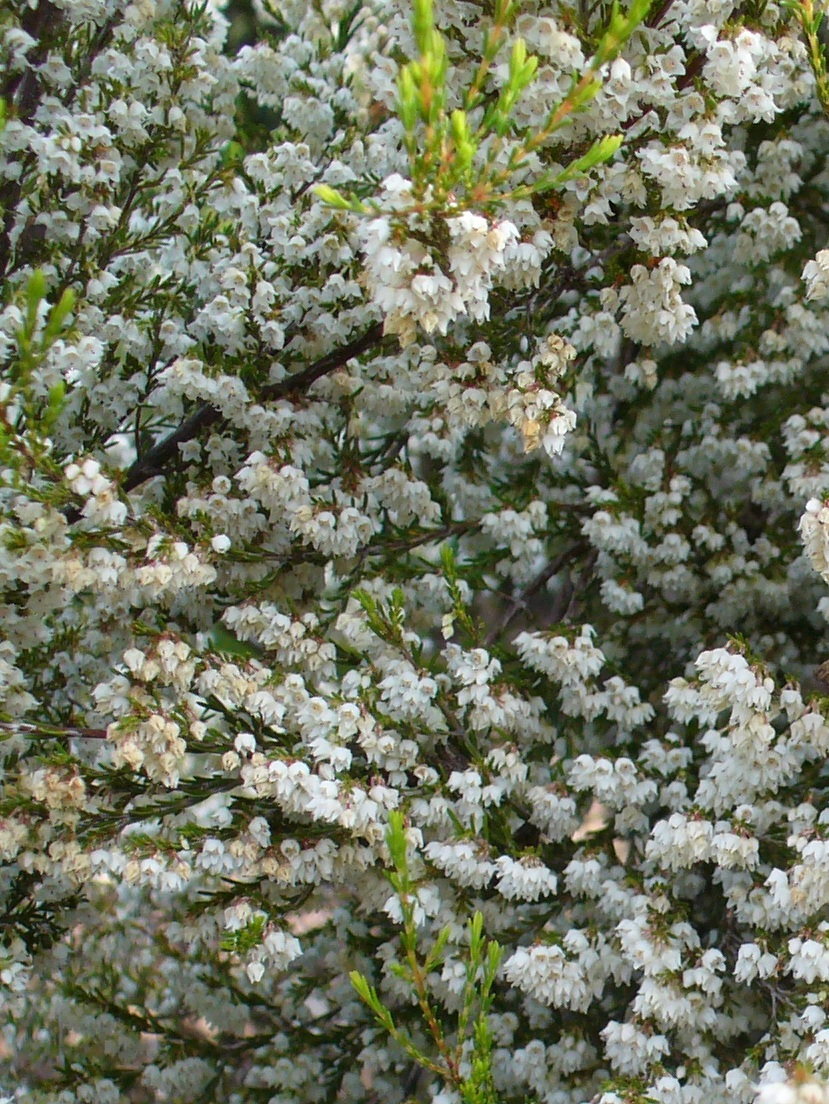
Erica teneus

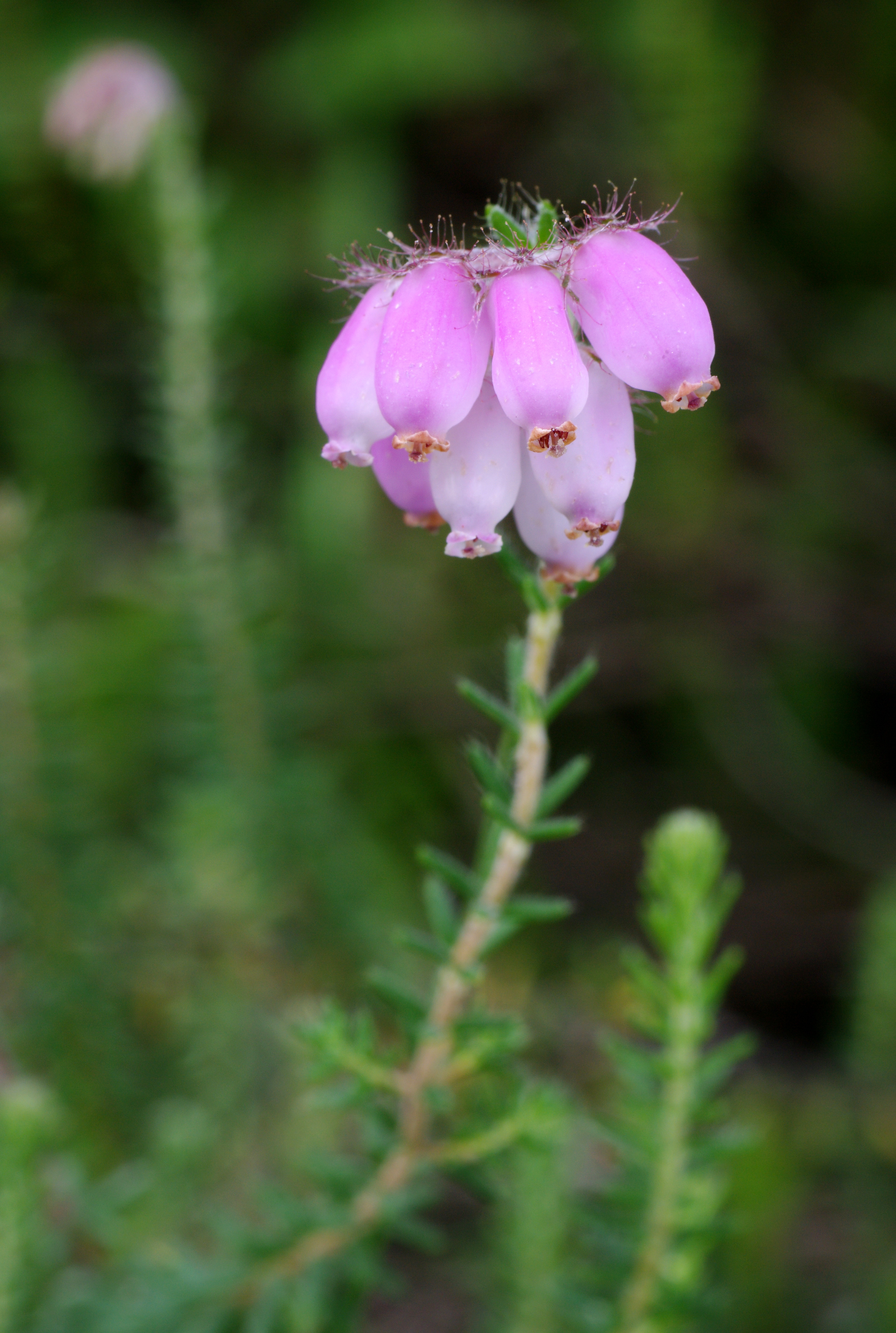
Glocken-Heide (Erica tetralix)

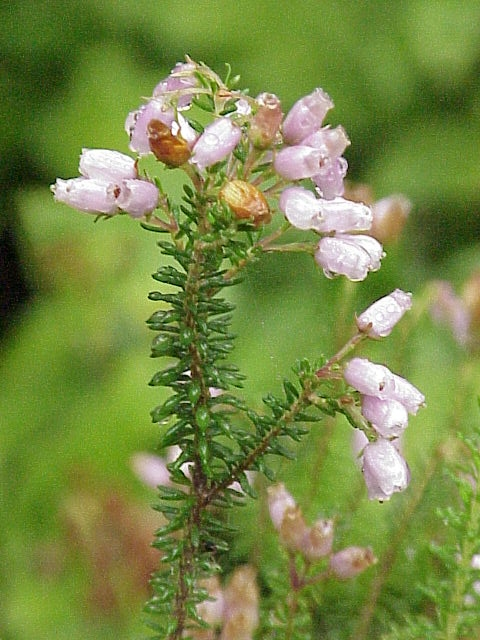
Erica terminalis

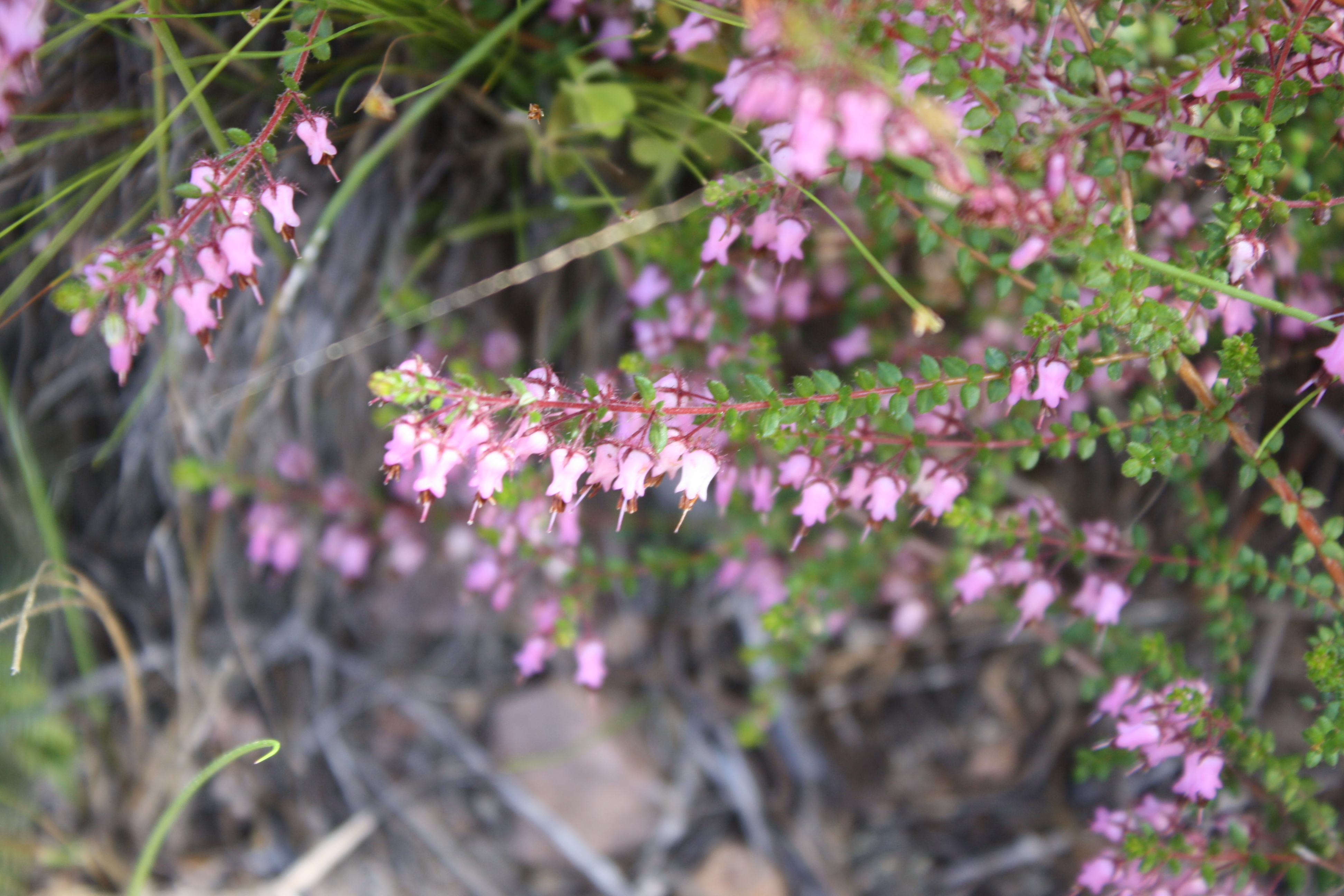
Erica thimifolia

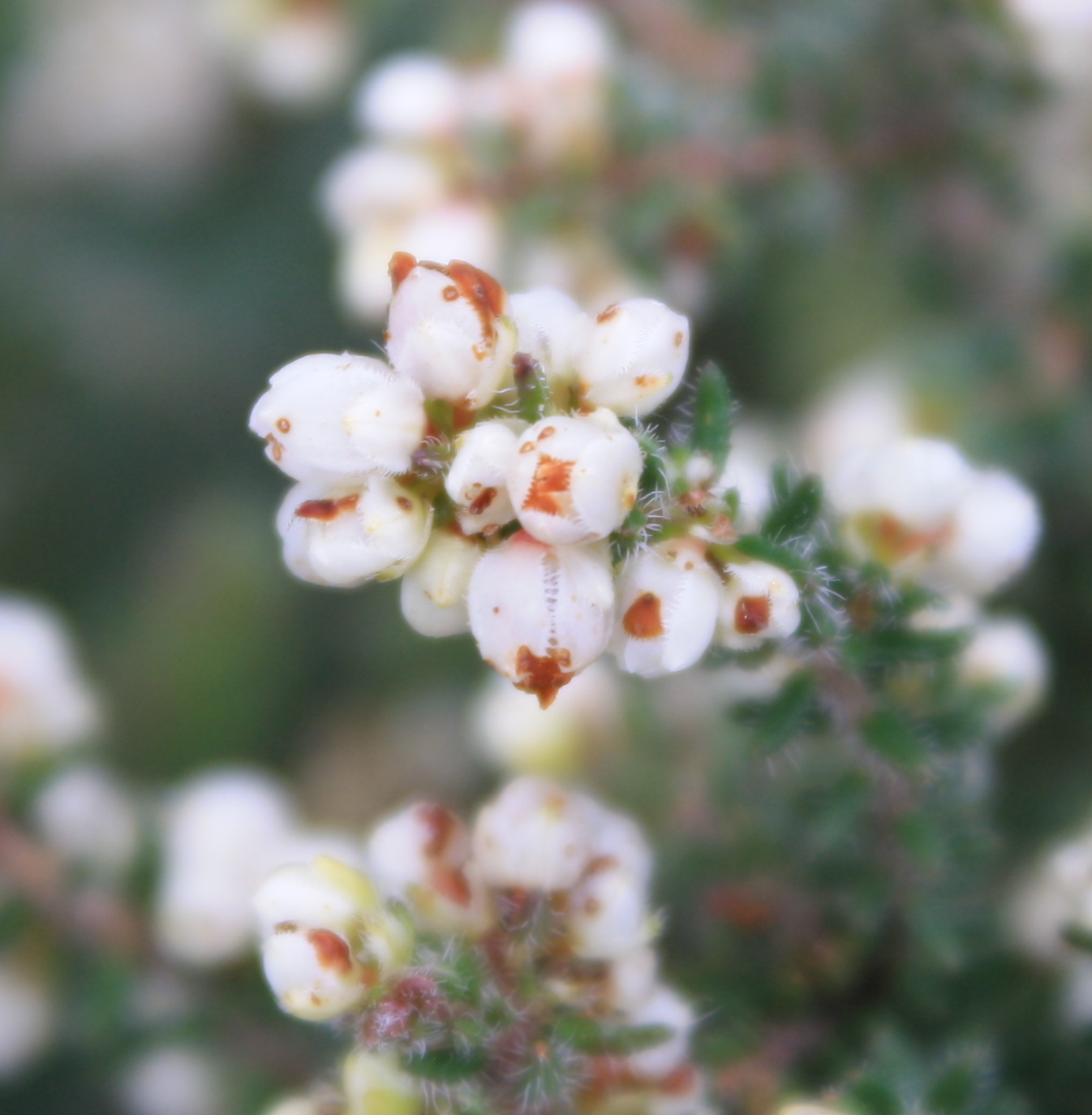
Erica totta

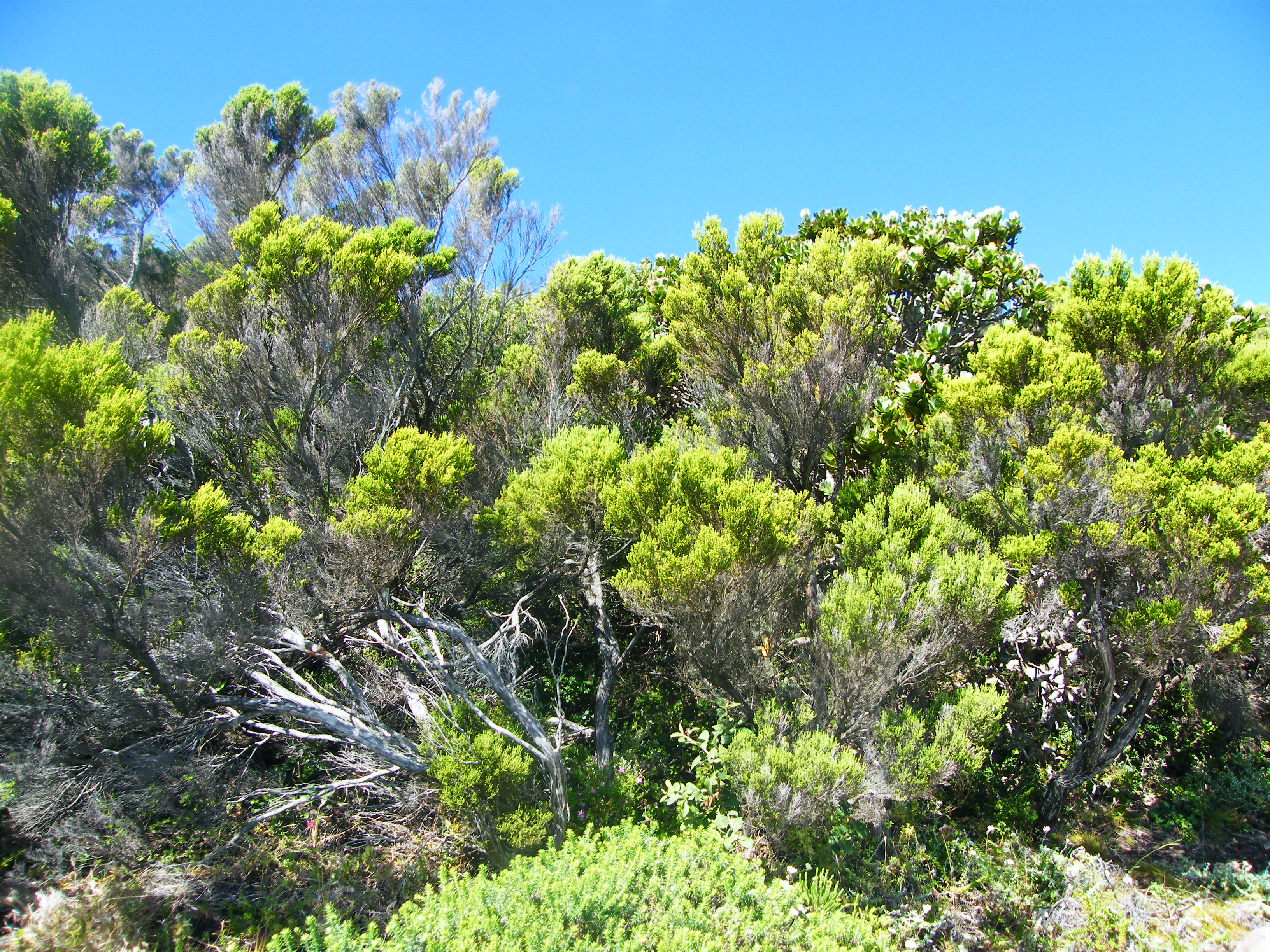
Erica tristis

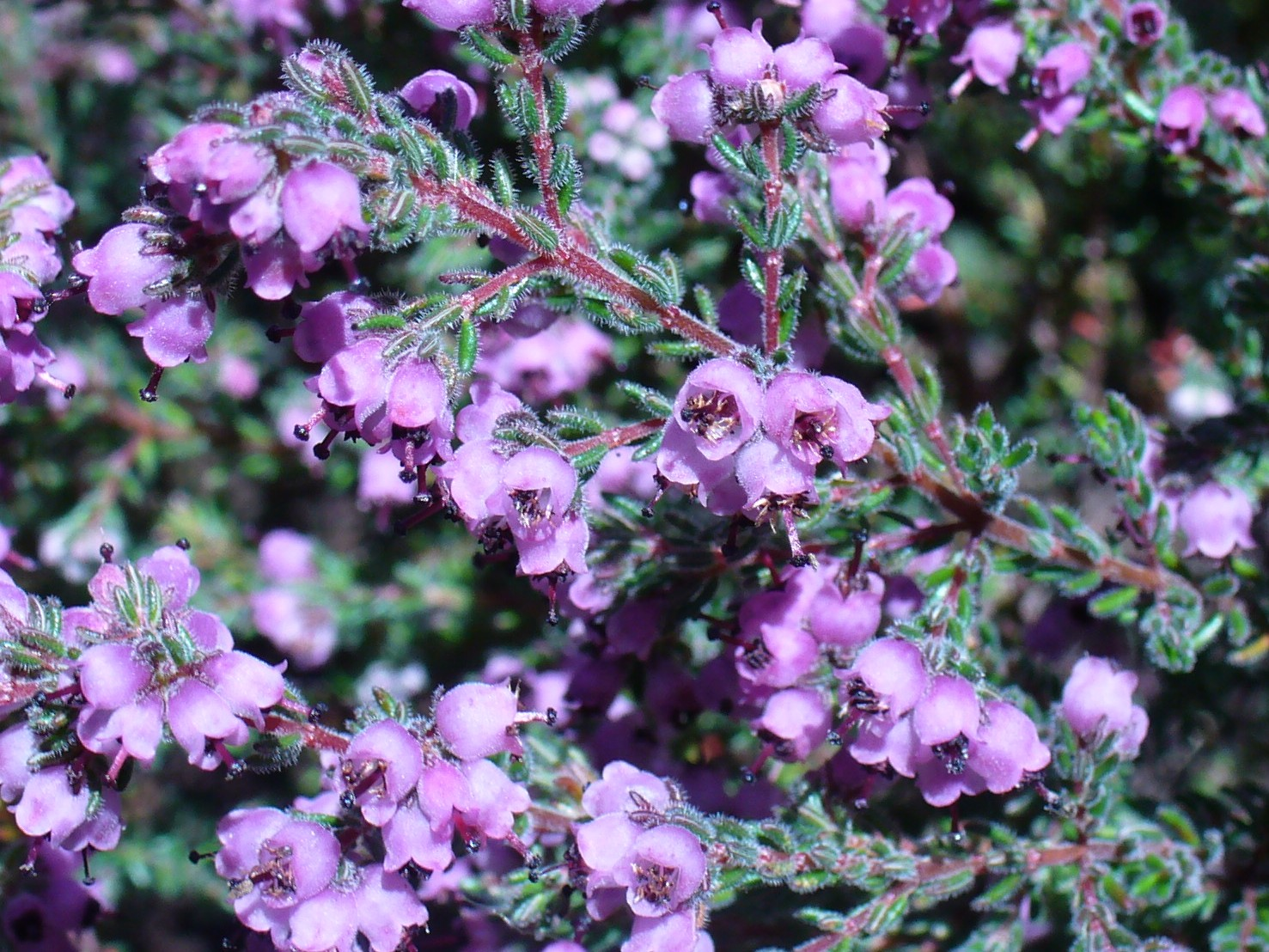
Erica turgida

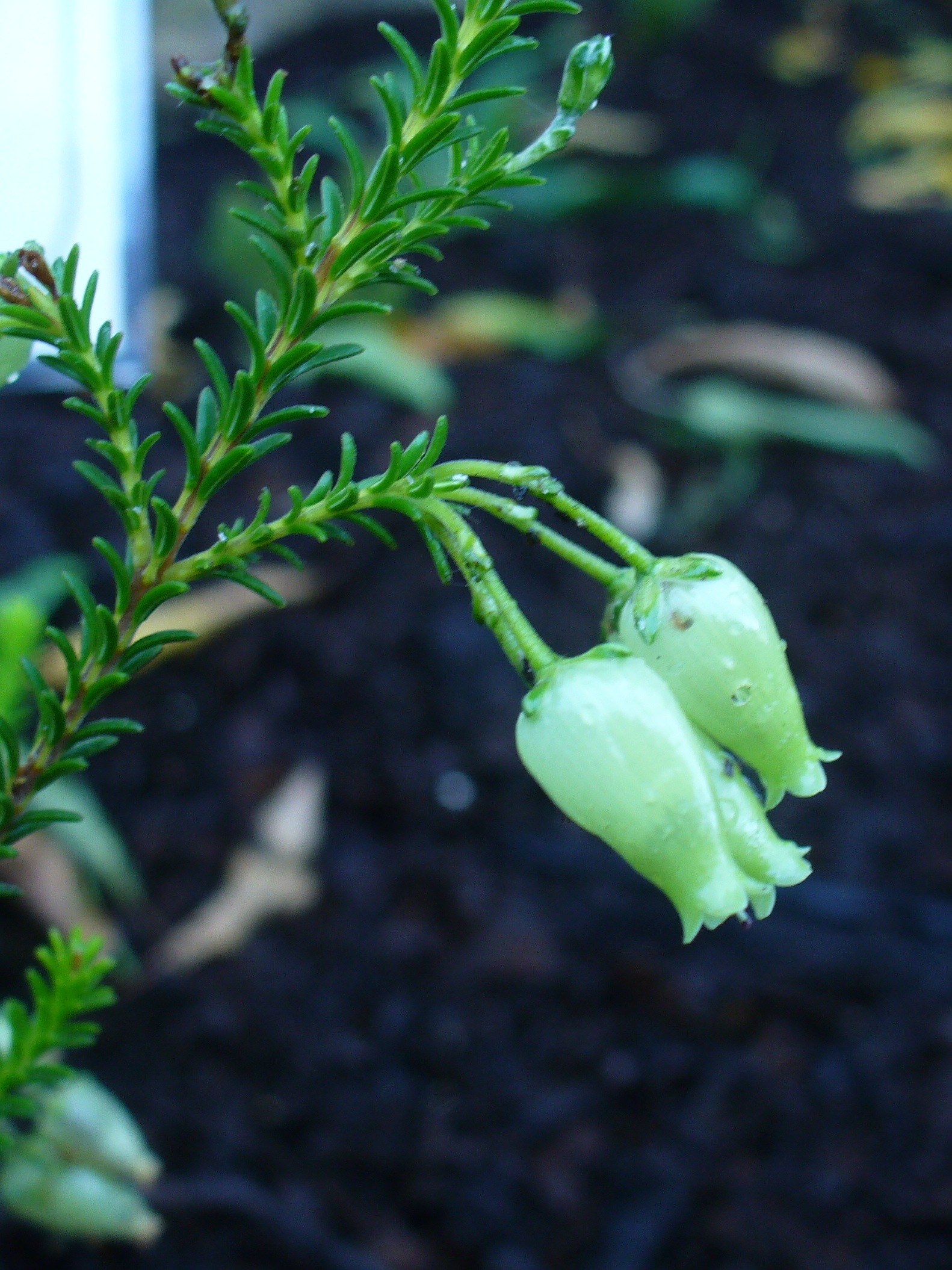
Erica urna-viridis

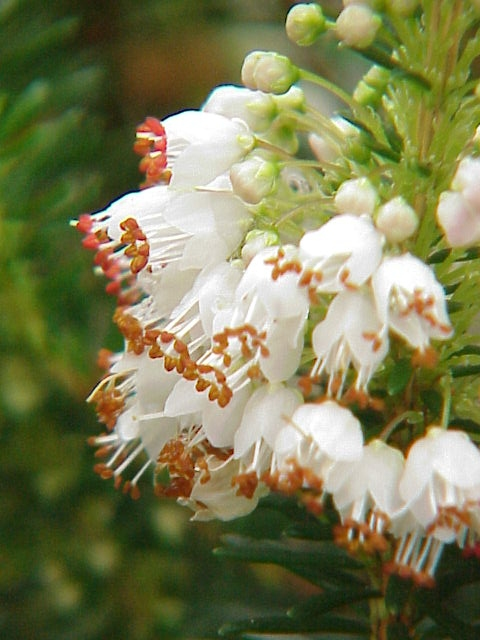
Erica vagans

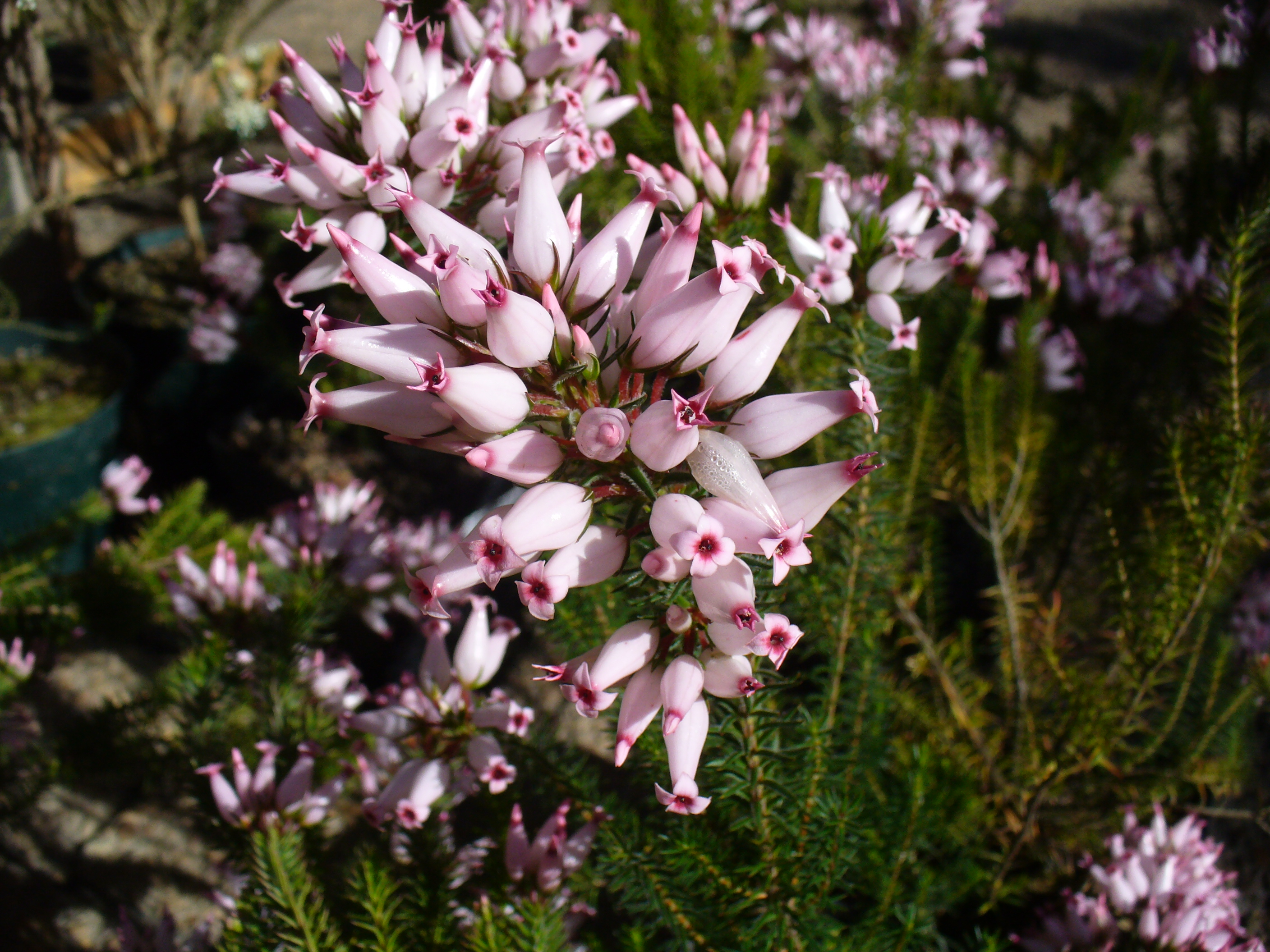
Erica ventricosa

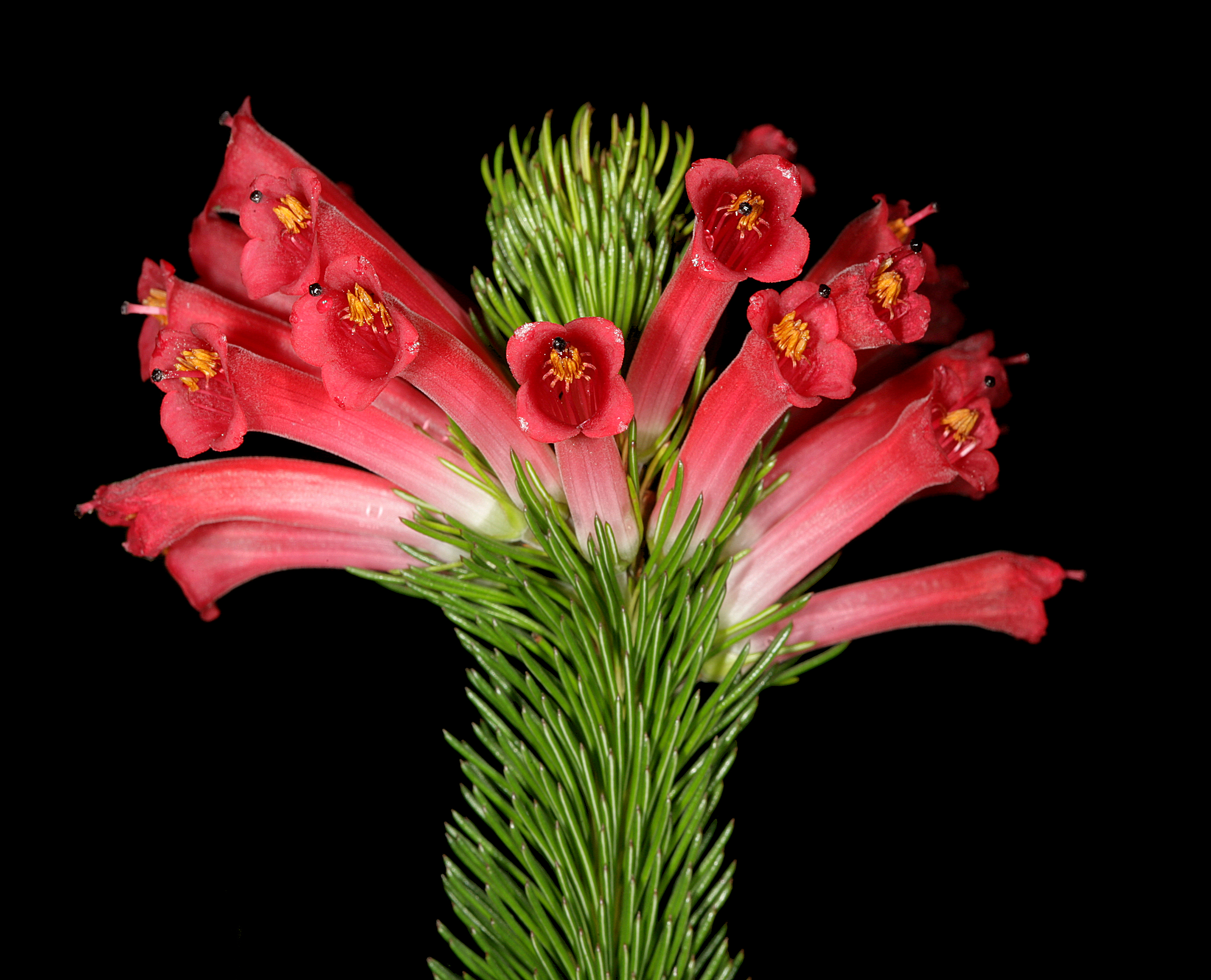
Zweig mit Blättern und Blüten im Detail von Erica vestita

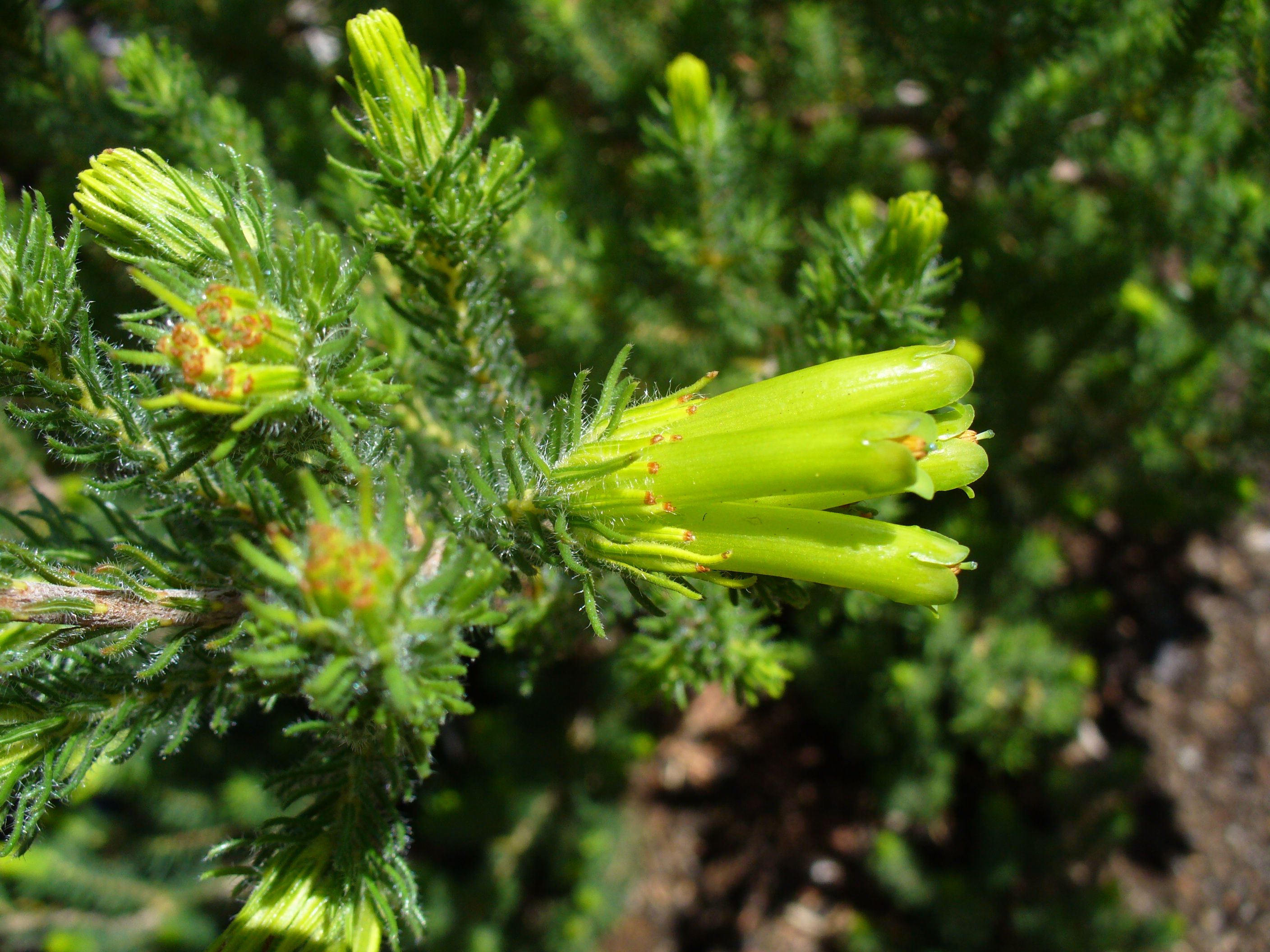
Erica viridescens

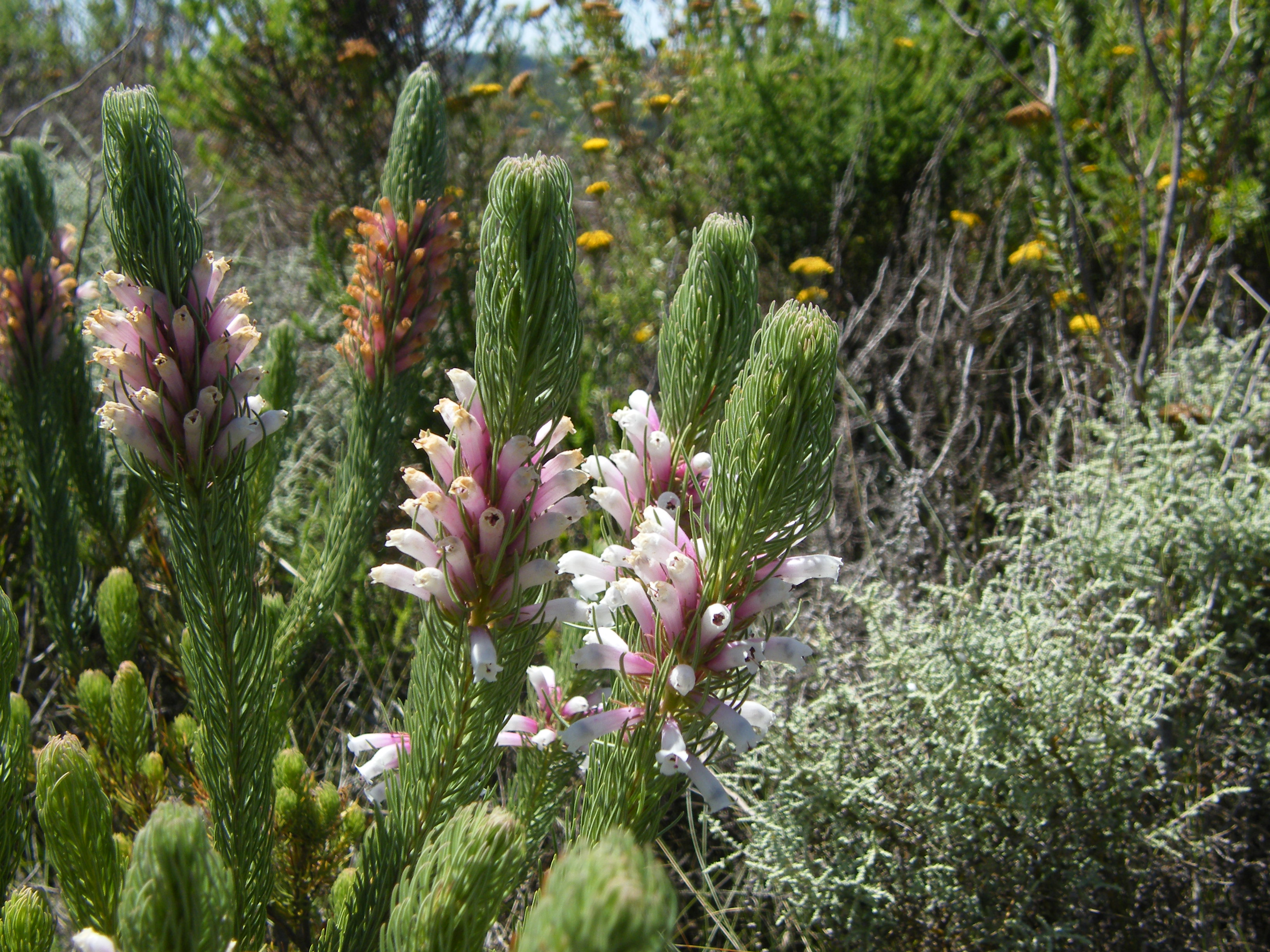
Erica viscaria

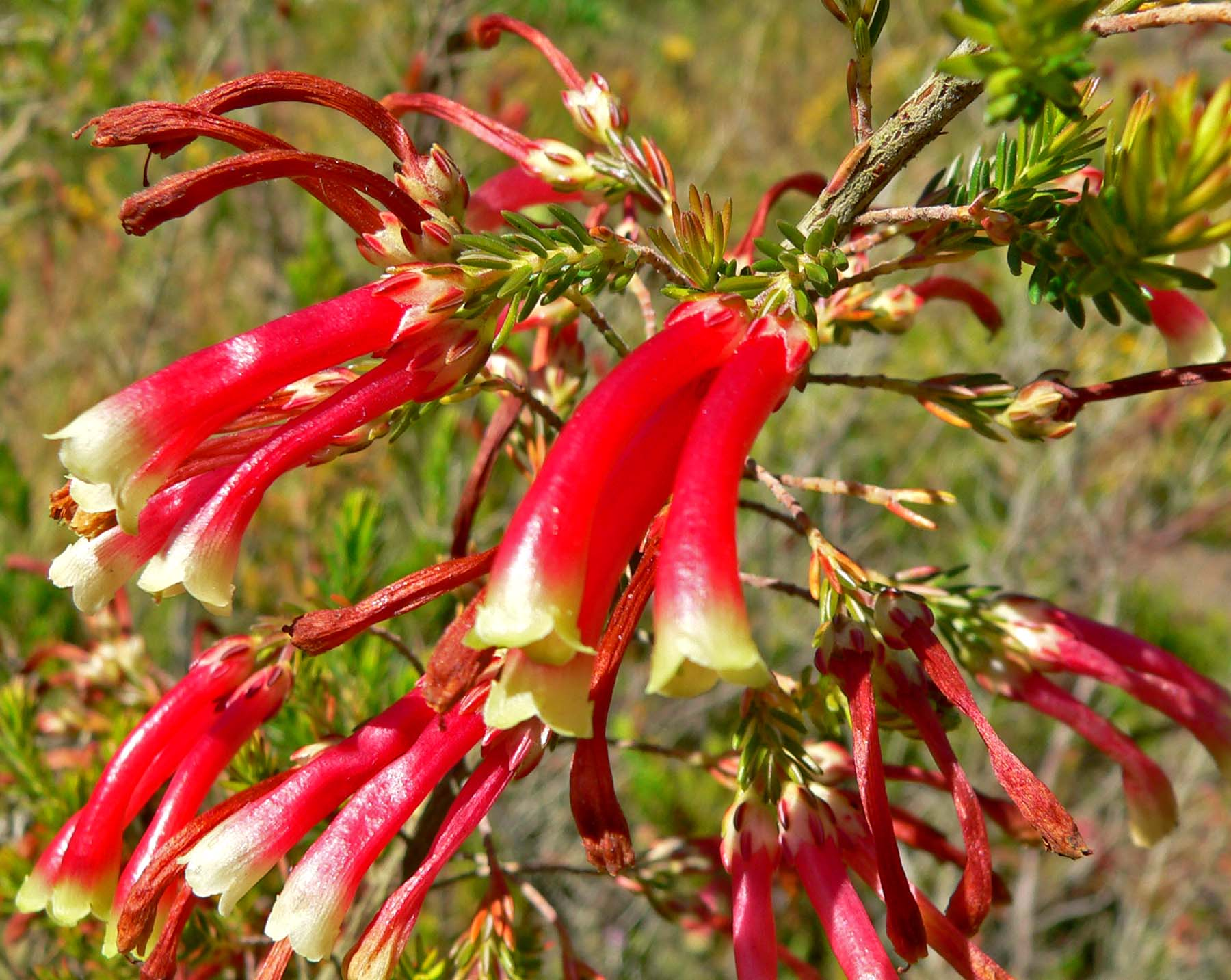
Erica versicolor

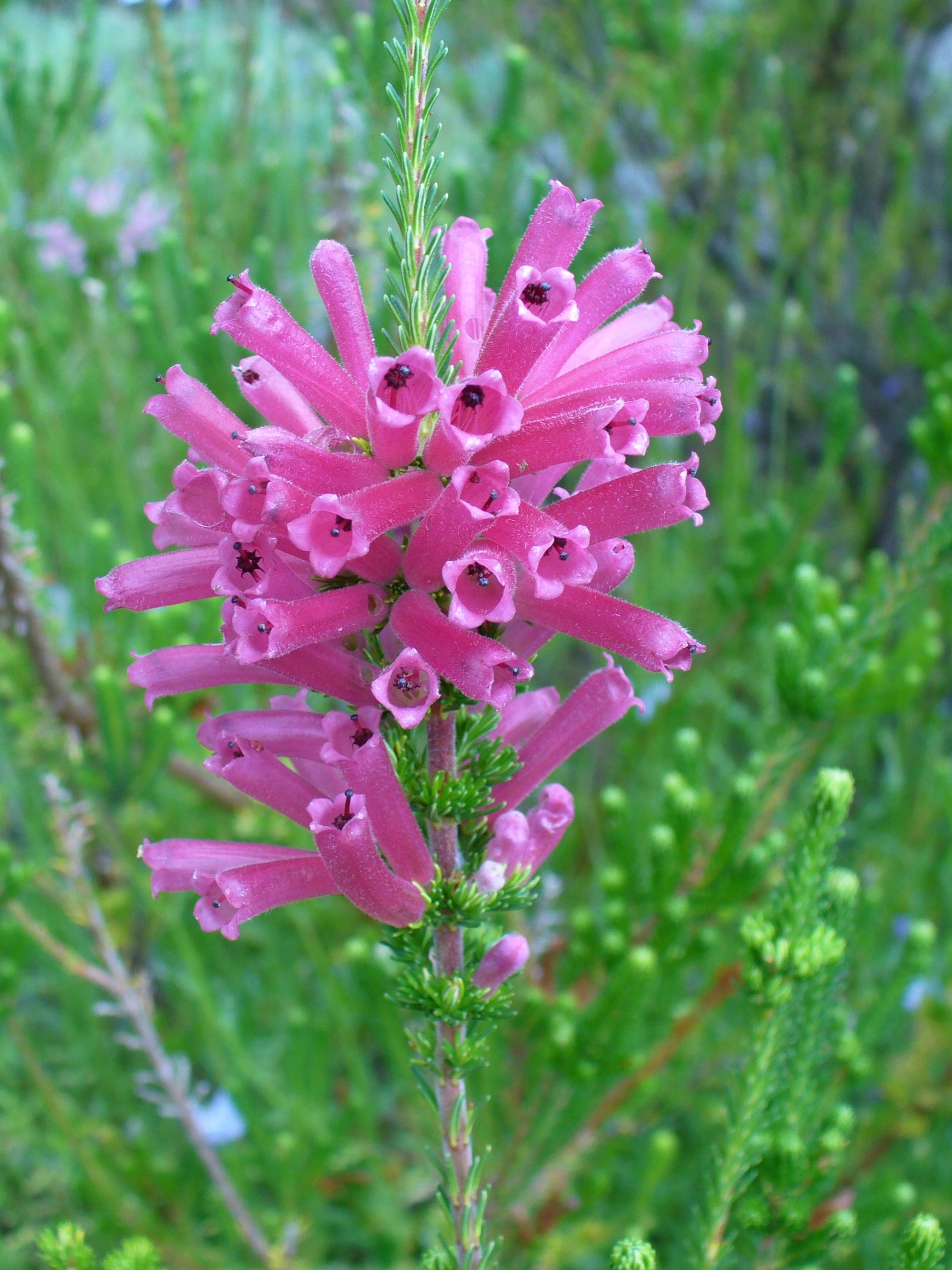
Erica verticillata

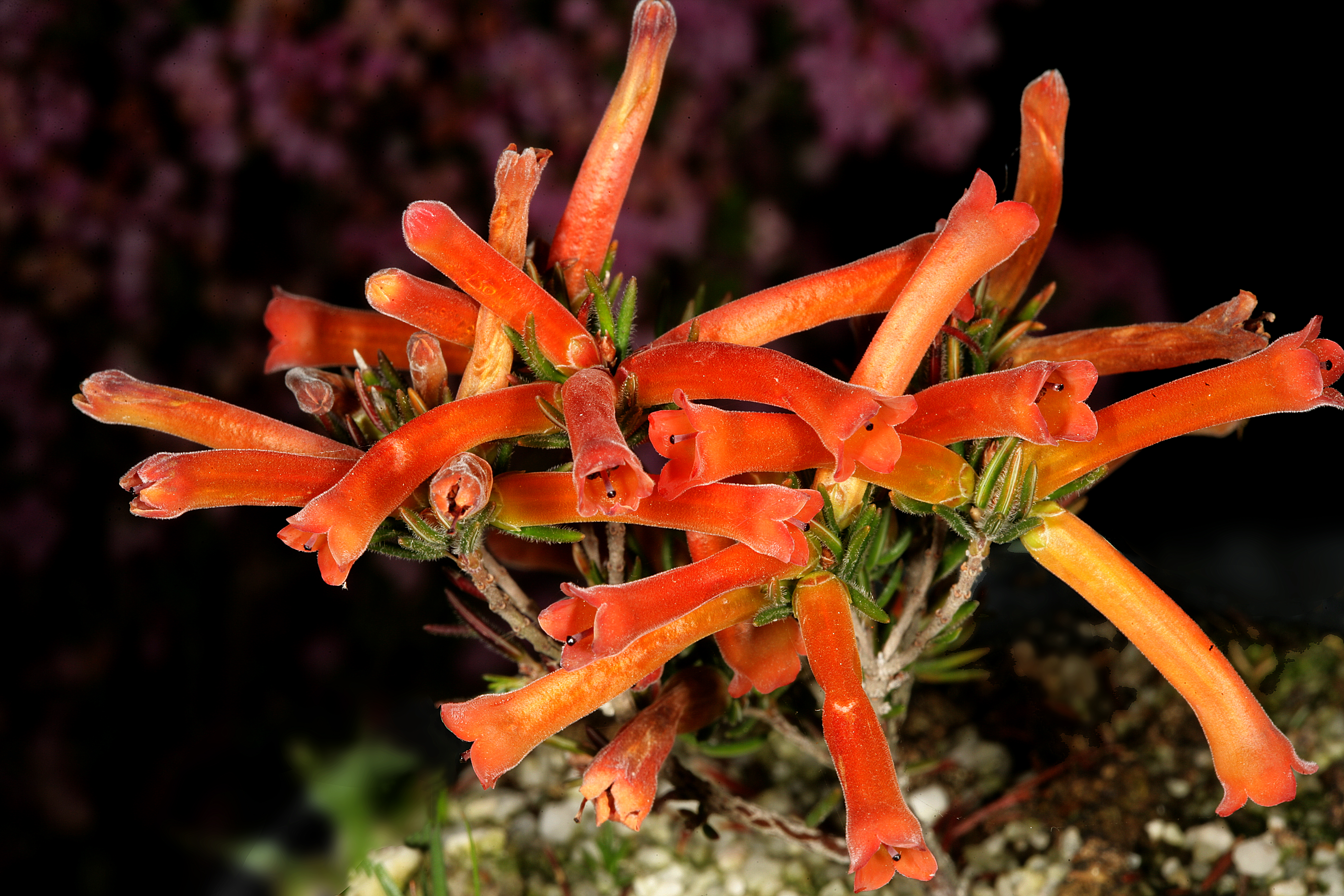
Erica viridimontana

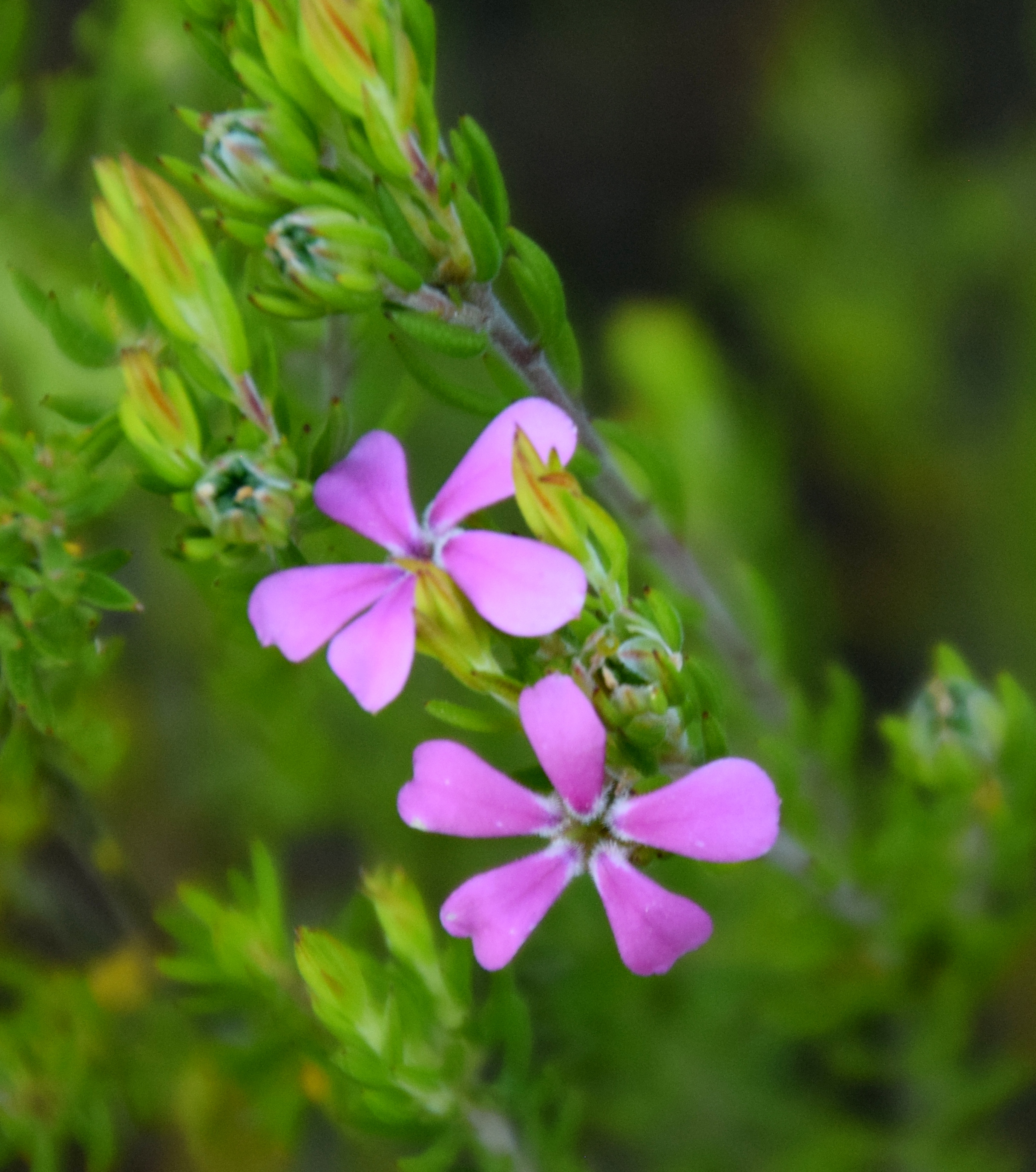
Erica walkeria

- Erica abbottii E.G.H.Oliv.: Sie kommt nur von Umtamvuna bis Mkambati in den südafrikanischen Provinzen Ostkap sowie KwaZulu-Natal vor. Es sind nur drei Fundorte in der Nähe der Küste in Höhenlagen von 800 bis 1000 Metern bekannt. Die Bestände gelten als stabil, sind aber potentiell durch Landwirtschaft gefährdet.[6]
- Erica abelii E.G.H.Oliv.Es ist nur ein Fundort in der Groendal Wilderness Area in der Nähe von Uitenhage im Ostkap bekannt. Es wurden weniger als 1000 blühfähige Exemplare gefunden, aber der Bestand gilt als stabil.[6]
- Erica abietina L.: Es gibt etwa sieben Unterarten nur im Westkap.[6]
- Erica accommodata Klotzsch ex Benth.: Die zwei Varietäten kommen nur im Westkap vor.[6]
- Erica acuta Andrews[6]
- Erica adaequata Tausch[5] Sie scheint eine Hybride zu sein.[6]
- Erica adnata L.Bolus: Sie kommt nur im Westkap vor.[6]
- Erica adunca Benth.[5]
- Erica aemula Guthrie & Bolus: Sie kommt nur im Westkap vor.[6]
- Erica aestiva Markötter: Die zwei Varietäten kommen in Lesotho und in den südafrikanischen Provinzen Free State sowie KwaZulu-Natal.[6]
- Erica affinis Benth.: Sie ist von neun Fundorten von Uniondale bis Uitenhage im Ostkap bekannt. Die Bestände gelten 2008 als stabil.[6]
- Erica afra L.[5][6][7]
- Erica afrorum Bolus[5][6][8]
- Erica agglutinans E.G.H.Oliv.: Von dieser gefährdeten Art sind nur noch drei bis fünf Fundorte bekannt. Der Habitatverlust schreitet fort. Sie kommt nur von Napier bis Bredasdorp und südwärts auf der Ebene nördlich des Soetanysberg im Westkap vor. Die meisten Bestände enthalten nur 100 bis 200 Exemplare.[6]
- Erica aghillana Guthrie & Bolus: Sie ist von vier Fundorten von Pearly Beach bis Kap Agulhas im Westkap bekannt. Sie gedeiht an saisonal feuchten Küstenebenen. Die Bestände sind fortlaufend durch Habitatverlust und invasive Pflanzenarten gefährdet.[6]
- Erica albens L.: Sie kommt nur im Westkap vor.[6]
- Erica albertyniae E.G.H.Oliv.: Sie kommt nur an sechs Fundorten auf der Agulhas-Ebene im südlichen Westkap vor. Die Bestände nehmen durch invasive Pflanzenarten fortlaufend ab.[6]
- Erica albescens Klotzsch ex Benth.: Sie kommt nur im Westkap vor.[6]
- Erica albospicata Hilliard & B.L.Burtt: Diese seltene Art gedeiht nur an steilen Grashängen in den Drakensbergen in KwaZulu-Natal. Es sind nur drei Fundorte bekannt, aber diese Bestände gelten als stabil.[6]
- Erica alexandri Guthrie & Bolus: Dieser gefährdete Art kommt nur von Paarl bis Franschhoek im Westkap vor. 80 % des ursprünglichen Habitats sind verloren gegangen. Die Restbestände befinden sich an voneinander isolierten Standorten. 2012 wurde weniger als 1000 blühfähige Exemplare gefunden. – Es wurde eine zweite Unterart nur aus Kraaifontein beschrieben, diese Unterart wurde zuletzt 1940 aufgesammelt und gilt als ausgestorben.[6]
- Erica alfredii Guthrie & Bolus[6]
- Erica algida Bolus[6]
- Erica alnea E.G.H.Oliv.[6]
- Erica alopecurus Harv.[6]
- Erica altevivens H.A.Baker[6]
- Erica alticola Guthrie & Bolus[6]
- Erica altiphila E.G.H.Oliv.[6]
- Erica amalophylla E.G.H.Oliv. & I.M.Oliv.[6]
- Erica amatolensis E.G.H.Oliv.[6]
- Erica amicorum E.G.H.Oliv.[6]
- Erica amidae E.G.H.Oliv.[6]
- Erica amoena J.C.Wendl.[6]
- Erica amphigena Guthrie & Bolus[6]
- Erica ampullacea Curtis[6]
- Erica andevalensis Cabezudo & J.Rivera[5]
- Erica andreaei Compton[6]
- Erica andringitrensis (H.Perrier) Dorr & E.G.H.Oliv.[5]
- Erica aneimena Dulfer[6]
- Erica anemodes E.G.H.Oliv.[6]
- Erica anguliger (N.E.Br.) E.G.H.Oliv.[6]
- Erica angulosa E.G.H.Oliv.[6]
- Erica annalis E.G.H.Oliv. & I.M.Oliv.[6]
- Erica annectens Guthrie & Bolus[6]
- Erica anomala Hilliard & B.L.Burtt[6]
- Erica arachnocalyx E.G.H.Oliv.[6]
- Baumheide (Erica arborea L.)[5]
- Erica arborescens (Willd.) E.G.H.Oliv.[5]
- Erica arcuata Compton[6]
- Erica ardens Andrews[6]
- Erica arenaria L.Bolus[6]
- Erica areolata (N.E.Br.) E.G.H.Oliv.[6]
- Erica argentea Klotzsch ex Benth.[6]
- Erica argyraea Guthrie & Bolus[5]
- Erica aristata Andrews[6]
- Erica aristifolia Niven ex Benth.[6]
- Erica armandiana Dorr & E.G.H.Oliv.[5]
- Erica armata Klotzsch ex Benth.[6]
- Erica artemisioides (Klotzsch) E.G.H.Oliv.[6]
- Erica articularis L.[6]
- Erica aspalathifolia Bolus[6]
- Erica aspalathoides Guthrie & Bolus ex Schltr.[6]
- Erica astroites Guthrie & Bolus[6]
- Erica atherstonei Diels ex L.Guthrie & Bolus[6]
- Erica atricha Dulfer[6]
- Erica atromontana E.G.H.Oliv.[6]
- Erica atropurpurea Dulfer[6]
- Erica atrovinosa E.G.H.Oliv.[6]
- Erica auriculata Guthrie & Bolus[5]
- Erica australis L.[5]
- Erica austronyassana Alm & T.C.E.Fr.[5]
- Erica austroverna Hilliard[5]
- Erica autumnalis L.Bolus[6]
- Erica axillaris Thunb.[6]
- Erica axilliflora Bartl.[6]
- Erica azaleifolia Salisb.[6]
- Erica azorica Hochst. ex Seub.[5]
- Erica baccans L.[6]
- Erica bakeri T.M.Salter[6]
- Erica banksia Andrews[5]
- Erica barbigeroides E.G.H.Oliv.[6]
- Erica barnettiana Dorr & E.G.H.Oliv.[5]
- Erica baroniana Dorr & E.G.H.Oliv.[5]
- Erica barrydalensis L.Bolus[6]
- Erica bauera Andrews[5]
- Erica baurii Bolus[6]
- Erica beatricis Compton[6]
- Erica benguelensis (Welw. ex Engl.) E.G.H.Oliv.[5]
- Erica benthamiana E.G.H.Oliv. (Syn.: Aniserica gracilis (Bartl.) N.E.Br., Aniserica gracilis var. hispida N.E.Br., Aniserica macrocalyx Salter non Erica macrocalyx (Baker) Dorr & E.G.H.Oliv., Blaeria gracilis Bartl. non Erica gracilis J.C.Wendl., Sympieza gracilis (Bartl.) E.G.H.Oliv., Sympieza kunthii Klotzsch, Sympieza kunthii var. brachyphylla Benth., Sympieza kunthii var. hispida Benth.): Sie kommt im Westkap vor.[6]
- Erica bergiana L.[5]
- Erica berzelioides Guthrie & Bolus[6]
- Erica betsileana (H.Perrier) Dorr & E.G.H.Oliv.[5]
- Erica bibax Salisb.[6]
- Erica bicolor Thunb.[6]
- Erica binaria E.G.H.Oliv.[6]
- Erica blaerioides E.G.H.Oliv.[5]
- Erica blancheana L.Bolus[5]
- Erica blandfordia Andrews[6]
- Erica blenna Salisb.[5]
- Erica blesbergensis H.A.Baker[5]
- Erica bodkinii Guthrie & Bolus[6]
- Erica bojeri Dorr & E.G.H.Oliv.[5]
- Erica bokkeveldia E.G.H.Oliv.[6]
- Erica bolusanthus E.G.H.Oliv.[6]
- Erica bolusiae T.M.Salter[5]
- Erica borboniifolia Salisb.[6]
- Erica bosseri Dorr[5]
- Erica botryoides Dulfer[6]
- Erica boucheri E.G.H.Oliv.[6]
- Erica boutonii Dorr & E.G.H.Oliv.[5]
- Erica brachialis Salisb.[6]
- Erica brachycentra Benth.[6]
- Erica brachyphylla (Benth.) E.G.H.Oliv.[5]
- Erica brachysepala Guthrie & Bolus[6]
- Erica bracteolaris Lam.[6]
- Erica bredasiana E.G.H.Oliv.[6]
- Erica brevicaulis Guthrie & Bolus[6]
- Erica brevifolia Sol. ex Salisb.[6]
- Erica brownii E.G.H.Oliv.[6]
- Erica brownleeae Bolus[6]
- Erica bruniades L.[6]
- Erica bruniifolia Salisb.[5]
- Erica burchelliana E.G.H.Oliv.[6]
- Erica cabernetea E.G.H.Oliv.[6]
- Erica caespitosa Hilliard & B.L.Burtt[6]
- Erica calcareophila E.G.H.Oliv.[6]
- Erica calcicola (E.G.H.Oliv.) E.G.H.Oliv.[6]
- Erica caledonica A.Spreng.[6]
- Erica calycina L.[6]
- Erica cameronii L.Bolus[6]
- Erica campanularis Salisb.[6]
- Erica canaliculata Andrews[6]
- Erica canariensis Rivas Mart., Martín Osorio & Wildpret[5]
- Erica canescens J.C.Wendl.[6]
- Erica capensis T.M.Salter[6]
- Erica capillaris Bartl.[6]
- Erica capitata L.[6]
- Erica caprina E.G.H.Oliv.[6]
- Erica carduifolia Salisb.[6]
- Schneeheide (Erica carnea L.)[5]
- Erica caterviflora Salisb.[6]
- Erica cavartica E.G.H.Oliv. & I.M.Oliv.[6]
- Erica cederbergensis Compton[6]
- Erica cedromontana E.G.H.Oliv.[6]
- Erica ceraria E.G.H.Oliv. & I.M.Oliv.[6]
- Erica cereris (Compton) E.G.H.Oliv.[6]
- Erica cerinthoides L.[6]
- Erica cernua Montin[6]
- Erica cetrata E.G.H.Oliv.[6]
- Erica chamissonis Klotzsch ex Benth.[6]
- Erica chartacea Guthrie & Bolus[6]
- Erica chionodes E.G.H.Oliv.[6]
- Erica chionophila Guthrie & Bolus[6]
- Erica chiroptera E.G.H.Oliv.[6]
- Erica chlamydiflora Salisb.[5]
- Erica chloroloma Lindl.[6]
- Erica chlorosepala Benth.[6]
- Erica chonantha Dulfer[6]
- Erica chrysocodon Guthrie & Bolus[6]
- Erica ciliaris L.[5]
- Erica cincta L.Bolus[6]
- Atlantische Grauheide (Erica cinerea L.)
- Erica clavisepala Guthrie & Bolus[6]
- Erica coacervata H.A.Baker[6]
- Erica coarctata J.C.Wendl.[6]
- Erica coccinea L.[6]
- Erica collina Guthrie & Bolus[6]
- Erica colorans Andrews[6]
- Erica columnaris E.G.H.Oliv.[6]
- Erica comata Guthrie & Bolus[6]
- Erica comorensis (Engl.) Dorr & E.G.H.Oliv.[5]
- Erica condensata Benth.[6]
- Erica conferta Andrews[6]
- Erica consobrina Guthrie & Bolus[5]
- Erica conspicua Aiton[6]
- Erica constantia Nois. ex Benth.[6]
- Erica cooperi Bolus[6]
- Erica copiosa J.C.Wendl.[6]
- Erica cordata Andrews[6]
- Erica corifolia L.[6]
- Erica coronanthera Compton[6]
- Erica coruscans L.Bolus: Dieser Endemit wurde zuletzt 1940 gesammelt. Sie wurde nur in größeren Höhenlagen in den Kleinrivier Mountains im Westkap gefunden.[6]
- Erica corydalis Salisb.[6]
- Erica costatisepala H.A.Baker[6]
- Erica crassifolia Andrews[6]
- Erica crassisepala Benth.[5]
- Erica crateriformis Guthrie & Bolus[6]
- Erica cremea Dulfer[6]
- Erica crenata E.Mey. ex Benth.: Dieser Endemit kommt nur auf der Kaphalbinsel vor.[6]
- Erica cristata Dulfer[6]
- Erica cristiflora Salisb.[6]
- Erica croceovirens E.G.H.Oliv. & I.M.Oliv.[6]
- Erica crucistigmatica Dulfer[5]
- Erica cruenta Aiton[6]
- Erica cryptanthera Guthrie & Bolus[6]
- Erica cryptoclada (Baker) Dorr & E.G.H.Oliv.[5]
- Erica cubica L.[6]
- Erica cubitans E.G.H.Oliv.[6]
- Erica cumuliflora Salisb.[6]
- Erica cunoniensis E.G.H.Oliv.[6]
- Erica curtophylla Guthrie & Bolus[6]
- Erica curviflora L. (Syn.: Erica bucciniformis Salisb., Erica burchellii Benth., Erica coccinea L. ex Benth., Erica cuspidigera Salisb., Erica fastuosa Salisb., Erica ignescens Andrews, Erica laniflora F.W.Schmidt, Erica procera J.C.Wendl., Erica simpliciflora Willd., Erica sordida Drège ex Benth., Erica sulcata Benth., Erica tubiflora L., Erica tubiflora Willd., Erica tubiflora Thunb.)[5] Sie kommt im Westkap vor.[6]
- Erica curvifolia Salisb.[6]
- Erica curvirostris Salisb.[6]
- Erica curvistyla (N.E.Br.) E.G.H.Oliv.[6]
- Erica cuscutiformis Dulfer[6]
- Erica cyathiformis Salisb.[6]
- Erica cygnea T.M.Salter[6]
- Erica cylindrica Thunb.[6]
- Erica cymosa E.Mey. ex Benth.[6]
- Erica cyrilliflora Salisb.[6]
- Erica danguyana (H.Perrier) Dorr & E.G.H.Oliv.[5]
- Erica daphniflora Salisb.[6]
- Erica deflexa Sinclair[6]
- Erica demissa Klotzsch ex Benth.[6]
- Erica densata Dorr & E.G.H.Oliv.[5]
- Erica densifolia Willd.[6]
- Erica denticulata L.[6]
- Erica depressa L.[6]
- Erica desmantha Benth.[6]
- Erica dianthifolia Salisb.[6]
- Erica diaphana Spreng.[6]
- Erica diosmifolia Salisb.[6]
- Erica diotiflora Salisb.[6]
- Erica discolor Andrews[6]
- Erica dispar (N.E.Br.) E.G.H.Oliv.[6]
- Erica dissimulans Hilliard & B.L.Burtt[6]
- Erica distorta Bartl.[6]
- Erica dodii Guthrie & Bolus[6]
- Erica dolfiana E.G.H.Oliv.[6]
- Erica doliiformis Salisb.[6]
- Erica dominans Killick[6]
- Erica dracomontana E.G.H.Oliv.[6]
- Erica drakensbergensis Guthrie & Bolus[5]
- Erica dregei E.G.H.Oliv.[6]
- Erica dulcis L.Bolus[5]
- Erica duthieae L.Bolus[6]
- Erica dysantha Benth.[6]
- Erica ebracteata Bolus[6]
- Erica eburnea T.M.Salter[6]
- Erica ecklonii E.G.H.Oliv.[6]
- Erica eglandulosa (Klotzsch) E.G.H.Oliv.[6]
- Erica elimensis L.Bolus[6]
- Erica elsieana (E.G.H.Oliv.) E.G.H.Oliv.[5]
- Erica embothriifolia Salisb.[6]
- Erica empetrina L.[6]
- Erica equisetifolia Salisb.[6]
- Erica erasmia Dulfer[6]
- Erica eremioides (MacOwan) E.G.H.Oliv.[6]
- Erica ericoides (L.) E.G.H.Oliv.[6]
- Erica erigena R.Ross[6]
- Erica erinus (Klotzsch ex Benth.) E.G.H.Oliv.[5]
- Erica eriocephala Lam.[6]
- Erica eriocodon Bolus[6]
- Erica eriophoros Guthrie & Bolus[6]
- Erica esterhuyseniae Compton[6]
- Erica esteriana E.G.H.Oliv.[6]
- Erica ethelae L.Bolus[6]
- Erica eugenea Dulfer[6]
- Erica euryphylla R.C.Turner[6]
- Erica eustacei L.Bolus[6]
- Erica evansii (N.E.Br.) E.G.H.Oliv.[6]
- Erica excavata L.Bolus[6]
- Erica exleeana E.G.H.Oliv.[6]
- Erica extrusa Compton[6]
- Erica fairii Bolus[6]
- Erica fascicularis L. f.[6]
- Erica fastigiata L.[6]
- Erica fausta Salisb.[6]
- Erica feminarum E.G.H.Oliv.[6]
- Erica ferrea P.J.Bergius[6]
- Erica filago (Alm & T.C.E.Fr.) Beentje[5]
- Erica filamentosa Andrews[6]
- Erica filialis E.G.H.Oliv.[6]
- Erica filiformis Salisb.[6]
- Erica filipendula Benth.[6]
- Erica fimbriata Andrews[6]
- Erica flacca E.Mey. ex Benth.[6]
- Erica flaccida Link[5]
- Erica flanaganii Bolus[6]
- Erica flavicoma Bartl.[6]
- Erica flexistyla E.G.H.Oliv.[6]
- Erica floccifera Zahlbr.[6]
- Erica flocciflora Benth.[6]
- Erica florifera (Compton) E.G.H.Oliv.[6]
- Erica foliacea Andrews[6]
- Erica fontana L.Bolus[6]
- Erica formosa Thunb.[6]
- Erica forsteri Dulfer[5]
- Erica frigida Bolus[6]
- Erica fuscescens (Klotzsch) E.G.H.Oliv.[6]
- Erica galgebergensis H.A.Baker[6]
- Erica galioides Lam.[5]
- Erica galpinii T.M.Salter[6]
- Erica garciae E.G.H.Oliv.[6]
- Erica genistifolia Salisb.[6]
- Erica georgica Guthrie & Bolus[6]
- Erica gerhardii E.G.H.Oliv. & I.M.Oliv.[6]
- Erica gibbosa Klotzsch ex Benth.[5]
- Erica gigantea Klotzsch ex Benth.[6]
- Erica gillii Benth.[6]
- Erica glabella Thunb.[6]
- Erica glabra Thunb.[5]
- Erica glabripes L.Bolus[6]
- Erica glandulifera Klotzsch[6]
- Erica glandulipila Compton[6]
- Erica glandulosa Thunb.[6]
- Erica glaphyra Killick[6]
- Erica glauca Andrews[6]
- Erica globiceps (N.E.Br.) E.G.H.Oliv.[6]
- Erica globulifera Dulfer[6]
- Erica glomiflora Salisb.[6]
- Erica glumiflora Klotzsch ex Benth.[6]
- Erica glutinosa P.J.Bergius[6]
- Erica gnaphaloides L.[6]
- Erica goatcheriana L.Bolus[6]
- Erica gossypioides E.G.H.Oliv.[6]
- Erica goudotiana (Klotzsch) Dorr & E.G.H.Oliv.[5]
- Erica gracilipes Guthrie & Bolus[6]
- Erica gracilis J.C.Wendl.[6]
- Erica grandiflora L. f.[5]
- Erica granulatifolia H.A.Baker[6]
- Erica granulosa H.A.Baker[6]
- Erica grata Guthrie & Bolus[6]
- Erica greyi Guthrie & Bolus[6]
- Erica grisbrookii Guthrie & Bolus[6]
- Erica guthriei Bolus[6]
- Erica gysbertii Guthrie & Bolus[6]
- Erica haemastoma J.C.Wendl.[6]
- Erica haematocodon T.M.Salter[6]
- Erica haematosiphon Guthrie & Bolus[6]
- Erica halicacaba L.[6]
- Erica hameriana L.Bolus[6]
- Erica hanekomii E.G.H.Oliv.[6]
- Erica hansfordii E.G.H.Oliv.[6]
- Erica harveiana Guthrie & Bolus[6]
- Erica hebdomadalis E.G.H.Oliv. & I.M.Oliv.[6]
- Erica hebeclada Dorr & E.G.H.Oliv.[6]
- Erica heleogena T.M.Salter[6]
- Erica heliophila Guthrie & Bolus[6]
- Erica hendricksei H.A.Baker[6]
- Erica hermani E.G.H.Oliv.[6]
- Erica heterophylla Guthrie & Bolus[6]
- Erica hexandra (S.Moore) E.G.H.Oliv.[5]
- Erica hexensis E.G.H.Oliv.[6]
- Erica hibbertia Andrews[6]
- Erica hillburttii (E.G.H.Oliv.) E.G.H.Oliv.[6]
- Erica hippurus Compton[6]
- Erica hirta Thunb.[6]
- Erica hirtiflora Curtis[6]
- Erica hispidula L.[6]
- Erica hispiduloides E.G.H.Oliv.[6]
- Erica holosericea Salisb.[6]
- Erica holtii Schweick.[6]
- Erica hottentotica E.G.H.Oliv.[6]
- Erica humansdorpensis Compton[6]
- Erica humbertii (H.Perrier) Dorr & E.G.H.Oliv.[5]
- Erica humidicola E.G.H.Oliv.[6]
- Erica humifusa Hibberd ex Salisb.[6]
- Erica ibityensis (H.Perrier) Dorr & E.G.H.Oliv.[5]
- Erica ignita E.G.H.Oliv.[6]
- Erica imbricata L.[6]
- Erica imerinensis (H.Perrier) Dorr & E.G.H.Oliv.[5]
- Erica inamoena Dulfer}[6]
- Erica incarnata Thunb.}[6]
- Erica inclusa H.L.Wendl. ex Benth.[6]
- Erica inconstans Zahlbr.[6]
- Erica inflata Thunb.[6]
- Erica inflaticalyx E.G.H.Oliv.[6]
- Erica infundibuliformis Andrews[6]
- Erica ingeana E.G.H.Oliv.[6]
- Erica innovans E.G.H.Oliv.[6]
- Erica inordinata H.A.Baker[6]
- Erica insignis E.G.H.Oliv.[6]
- Erica insolitanthera H.A.Baker[6]
- Erica intermedia Klotzsch ex Benth.[6]
- Erica interrupta (N.E.Br.) E.G.H.Oliv.[6]
- Erica intervallaris Salisb.[6]
- Erica intonsa L.Bolus[6]
- Erica intricata H.A.Baker[6]
- Erica involucrata Klotzsch ex Benth.[6]
- Erica involvens Benth.[6]
- Erica ioniana E.G.H.Oliv.[6]
- Erica irbyana Andrews[6]
- Erica irregularis Benth.[6]
- Erica irrorata Guthrie & Bolus[6]
- Erica isaloensis (H.Perrier) Dorr & E.G.H.Oliv.[5]
- Erica ixanthera Benth.[6]
- Erica jacksoniana H.A.Baker[6]
- Erica jananthus E.G.H.Oliv. & I.M.Oliv.[6]
- Erica jasminiflora Salisb.[6]
- Erica johnstoniana Britten[5]
- Erica jonasiana E.G.H.Oliv.[6]
- Erica jugicola E.G.H.Oliv. & I.M.Oliv.[6]
- Erica jumellei (H.Perrier) Dorr & E.G.H.Oliv.[5]
- Erica juniperina E.G.H.Oliv.[6]
- Erica junonia Bolus[6]
- Erica kammanassieae E.G.H.Oliv.[6]
- Erica karooica E.G.H.Oliv.[6]
- Erica karwyderi E.G.H.Oliv.[6]
- Erica keeromsbergensis H.A.Baker[6]
- Erica keetii L.Bolus[6]
- Erica kingaensis Engl.[5]
- Erica kirstenii E.G.H.Oliv.[6]
- Erica klotzschii (Alm & T.C.E.Fr.) E.G.H.Oliv.[5]
- Erica kogelbergensis E.G.H.Oliv.[6]
- Erica kougabergensis H.A.Baker[6]
- Erica kraussiana Klotzsch ex Walp.[6]
- Erica krugeri E.G.H.Oliv.[6]
- Erica labialis Salisb.[5]
- Erica lachnaeifolia Salisb.[5]
- Erica laeta Bartl.[5]
- Erica laevigata Bartl.[5]
- Erica lageniformis Salisb.[5]
- Erica lananthera L.Bolus[5]
- Erica lanceolifera S.Moore[5]
- Erica langebergensis H.A.Baker[5]
- Erica lanipes Guthrie & Bolus[5]
- Erica lanuginosa Andrews[5]
- Erica lasciva Salisb.[5]
- Erica lasiocarpa Guthrie & Bolus[5]
- Erica lateralis Willd.[5]
- Erica lateriflora E.G.H.Oliv.[5]
- Erica latiflora L.Bolus[5]
- Erica latifolia Andrews[5]
- Erica latituba L.Bolus[5]
- Erica lavandulifolia Salisb.[5]
- Erica lawsonia Andrews[5]
- Erica lecomtei (H.Perrier) Dorr & E.G.H.Oliv.[5]
- Erica lehmannii Klotzsch ex Benth.[5]
- Erica lepidota Rach[5]
- Erica leptantha Dulfer[5]
- Erica leptoclada Van Heurck & Müll.Arg.[5]
- Erica leptopus Benth.[5]
- Erica lerouxiae Bolus[5]
- Erica leucantha Link[5]
- Erica leucanthera L. f.[5]
- Erica leucoclada (Baker) Dorr & E.G.H.Oliv.[5]
- Erica leucodesmia Benth.[5]
- Erica leucopelta Tausch[5]
- Erica leucosiphon L.Bolus[5]
- Erica leucotrachela H.A.Baker[5]
- Erica lignosa H.A.Baker[5]
- Erica limnophila E.G.H.Oliv.[5]
- Erica limosa L.Bolus[5]
- Erica lithophila E.G.H.Oliv. & I.M.Oliv.[5]
- Erica loganii Compton[5]
- Erica longiaristata Benth.[5]
- Erica longimontana E.G.H.Oliv.[5]
- Erica longipedunculata G.Lodd.[5]
- Erica longistyla L.Bolus[5]
- Erica lowryensis Bolus[5]
- Erica lucida Salisb.[5]
- Erica lusitanica Rudolphi[5]
- Erica lutea P.J.Bergius[5]
- Erica lyallii Dorr & E.G.H.Oliv.[5]
- Erica lycopodiastrum Lam.[5]
- Erica macilenta Guthrie & Bolus[5]
- Erica mackayana Bab.[5]
- Erica macowanii Cufino[5]
- Erica macrocalyx (Baker) Dorr & E.G.H.Oliv.[5]
- Erica macroloma Benth.[5]
- Erica macrophylla Klotzsch ex Benth.[5]
- Erica macrotrema Guthrie & Bolus[5]
- Erica madagascariensis (H.Perrier) Dorr & E.G.H.Oliv.[5]
- Erica maderensis (Benth.) Bornm.[5]
- Erica maderi Guthrie & Bolus[5]
- Erica madida E.G.H.Oliv.[5]
- Erica maesta Bolus[5]
- Erica mafiensis (Engl.) Dorr[5]
- Erica magistrati E.G.H.Oliv.[5]
- Erica magnisylvae E.G.H.Oliv.[5]
- Erica malmesburiensis E.G.H.Oliv.[5]
- Erica mammosa L.[5]
- Erica manifesta Compton[5]
- Erica manipuliflora Salisb.[5]
- Erica mannii (Hook. f.) Beentje[5]
- Erica margaritacea Aiton[5]
- Erica marifolia Aiton[5]
- Erica maritima Guthrie & Bolus[5]
- Erica marlothii Bolus[5]
- Erica marojejyensis Dorr[5]
- Erica massonii L. f.[5]
- Erica mauritanica L.[5]
- Erica mauritiensis E.G.H.Oliv.[5]
- Erica maximiliani Guthrie & Bolus ex Schltr.[5]
- Erica melanacme Guthrie & Bolus[5]
- Erica melanomontana E.G.H.Oliv.[5]
- Erica melanthera L.[5]
- Erica melastoma Andrews[5]
- Erica micrandra Guthrie & Bolus[5]
- Erica microdonta (C.H.Wright) E.G.H.Oliv.[5]
- Erica milanjiana Bolus[5]
- Erica miniscula E.G.H.Oliv.[5]
- Erica minutifolia (Baker) Dorr & E.G.H.Oliv.[5]
- Erica mira Klotzsch ex Benth.[5]
- Erica mitchelliensis Dulfer[5]
- Erica modesta Salisb.[5]
- Erica mollis Andrews[5]
- Erica monadelphia Andrews[5]
- Erica monantha Compton[5]
- Erica monsoniana L. f.[5]
- Erica montis-hominis E.G.H.Oliv.[5]
- Erica mucronata Andrews[5]
- Erica muirii L.Bolus[5]
- Erica multiflexuosa E.G.H.Oliv.[5]
- Vielblütige Heide (Erica multiflora L.)[5]
- Erica multumbellifera P.J.Bergius[5]
- Erica mundii Guthrie & Bolus[5]
- Erica muscari Andrews[5]
- Erica muscosa (Aiton) E.G.H.Oliv.[5]
- Erica myriadenia (Baker) Dorr & E.G.H.Oliv.[5]
- Erica myriocodon Guthrie & Bolus[5]
- Erica nabea Guthrie & Bolus[5]
- Erica nana Salisb.[5]
- Erica natalensis Dulfer[5]
- Erica natalitia Bolus[5]
- Erica navigatoris E.G.H.Oliv.[5]
- Erica nematophylla Guthrie & Bolus[5]
- Erica nemorosa Klotzsch ex Benth.[5]
- Erica nervata Guthrie & Bolus[5]
- Erica nevillei L.Bolus[5]
- Erica newdigatei Dulfer[5]
- Erica nidularia G.Lodd.[5]
- Erica nigrimontana Guthrie & Bolus[5]
- Erica nivea Sinclair[5]
- Erica niveniana E.G.H.Oliv.[5]
- Erica notholeeana (E.G.H.Oliv.) E.G.H.Oliv.[5]
- Erica nubigena Bolus[5]
- Erica nudiflora L.[5]
- Erica numidica (Maire) Romo & Borat.[5]
- Erica nutans J.C.Wendl.[5]
- Erica nyassana (Alm & T.C.E.Fr.) E.G.H.Oliv.[5]
- Erica oakesiorum E.G.H.Oliv.[5]
- Erica oatesii Rolfe[5]
- Erica obconica H.A.Baker[5]
- Erica obliqua Aiton[5]
- Erica oblongiflora Benth.[5]
- Erica obtusata Klotzsch ex Benth.[5]
- Erica occulta E.G.H.Oliv.[5]
- Erica ocellata Guthrie & Bolus[5]
- Erica octonaria L.Bolus[5]
- Erica odorata Andrews[5]
- Erica oligantha Guthrie & Bolus[5]
- Erica oliveri H.A.Baker[5]
- Erica omninoglabra H.A.Baker[5]
- Erica onusta Guthrie & Bolus[5]
- Erica oophylla Benth.[5]
- Erica opulenta (J.C.Wendl. ex Klotzsch) Benth.[5]
- Erica orculiflora Dulfer[5]
- Erica oreophila Guthrie & Bolus[5]
- Erica oreotragus E.G.H.Oliv.[5]
- Erica oresigena Bolus[5]
- Erica orientalis R.A.Dyer[5]
- Erica orthiocola E.G.H.Oliv.[5]
- Erica ostiaria Compton[5]
- Erica outeniquae (Compton) E.G.H.Oliv.[5]
- Erica ovina Klotzsch ex Benth.[5]
- Erica oxyandra Guthrie & Bolus[5]
- Erica oxycoccifolia Salisb.[5]
- Erica oxysepala Guthrie & Bolus[5]
- Erica pageana L.Bolus[5]
- Erica palliiflora Salisb.[5]
- Erica paludicola L.Bolus[5]
- Erica paniculata L.[5]
- Erica pannosa Salisb.[5]
- Erica papyracea Guthrie & Bolus[5]
- Erica parilis Salisb.[5]
- Erica parkeri (Baker) Dorr & E.G.H.Oliv.[5]
- Erica parviflora L.[5]
- Erica parviporandra E.G.H.Oliv.[5]
- Erica passerina Montin[5]
- Erica passerinoides (Bolus) E.G.H.Oliv.[5]
- Erica patens Andrews[5]
- Erica patersonia Andrews[5]
- Erica paucifolia (J.C.Wendl.) E.G.H.Oliv.[5]
- Erica pauciovulata H.A.Baker[5]
- Erica pearsoniana L.Bolus[5]
- Erica pectinifolia Salisb.[5]
- Erica pellucida Sol. ex Salisb.[5]
- Erica peltata Andrews[5]
- Erica penduliflora E.G.H.Oliv.[5]
- Erica penicilliformis Salisb.[5]
- Erica perhispida Dorr & E.G.H.Oliv.[5]
- Erica perlata Sinclair[5]
- Erica permutata Dulfer[5]
- Erica perplexa E.G.H.Oliv.[5]
- Erica perrieri Dorr & E.G.H.Oliv.[5]
- Erica perspicua J.C.Wendl.[5]
- Erica petiolaris Lam.[5]
- Erica petraea Benth.[5]
- Erica petricola E.G.H.Oliv.[5]
- Erica petrophila L.Bolus[5]
- Erica petrusiana E.G.H.Oliv. & I.M.Oliv.[5]
- Erica phacelanthera E.G.H.Oliv.[5]
- Erica phaeocarpa E.G.H.Oliv.[5]
- Erica philippioides Compton[5]
- Erica phillipsii L.Bolus[5]
- Erica physantha Benth.[5]
- Erica physodes L.[5]
- Erica physophylla Benth.[5]
- Erica pilaarkopensis H.A.Baker[5]
- Erica pillansii Bolus[5]
- Erica pilosiflora E.G.H.Oliv.[5]
- Erica pilulifera L.[5]
- Erica pinea Thunb.[5]
- Erica piquetbergensis (N.E.Br.) E.G.H.Oliv.[5]
- Erica placentiflora Salisb.[5]
- Erica planifolia L.[5]
- Erica platycalyx E.G.H.Oliv.[5]
- Erica platycodon (Webb & Berthel.) Rivas Mart. & al.[5]
- Erica pleiotricha S.Moore[5]
- Erica plena L.Bolus[5]
- Erica plukenetii L.[5]
- Erica plumigera Bartl.[5]
- Erica plumosa Thunb.[5]
- Erica podophylla Benth.[5]
- Erica pogonanthera Bartl.[5]
- Erica polifolia Salisb. ex Benth.[5]
- Erica polycoma Benth.[5]
- Erica portenschlagiana Dulfer[5]
- Erica praenitens Tausch[5]
- Erica priori Guthrie & Bolus[5]
- Erica procaviana (E.G.H.Oliv.) E.G.H.Oliv.[5]
- Erica prolata E.G.H.Oliv. & I.M.Oliv.[5]
- Erica propendens Andrews[5]
- Erica propinqua Guthrie & Bolus[5]
- Erica pseudocalycina Compton[5]
- Erica psittacina E.G.H.Oliv. & I.M.Oliv.[5]
- Erica puberuliflora E.G.H.Oliv.[5]
- Erica pubescens L.[5]
- Erica pubigera Salisb.[5]
- Erica pudens H.A.Baker[5]
- Erica pulchella Houtt.[5]
- Erica pulchelliflora E.G.H.Oliv.[5]
- Erica pulvinata Guthrie & Bolus[5]
- Erica pumila Andrews[5]
- Erica purgatoriensis H.A.Baker[5]
- Erica pycnantha Benth.[5]
- Erica pyramidalis Aiton[5]
- Erica pyxidiflora Salisb.[5]
- Erica quadrangularis Salisb.[5]
- Erica quadratiflora (H.Perrier) Dorr & E.G.H.Oliv.[5]
- Erica quadrifida (Benth.) E.G.H.Oliv.[5]
- Erica quadrisulcata L.Bolus[5]
- Erica racemosa Thunb.[5]
- Erica radicans (L.Guthrie) E.G.H.Oliv.[5]
- Erica rakotozafyana Dorr & E.G.H.Oliv.[5]
- Erica recta Bolus[5]
- Erica recurvata Andrews[5]
- Erica recurvifolia E.G.H.Oliv.[5]
- Erica reenensis Zahlbr.[5]
- Erica regerminans L.[5]
- Erica regia Bartl.[5]
- Erica rehmii Dulfer[5]
- Erica remota (N.E.Br.) E.G.H.Oliv.[5]
- Erica retorta L. f.[5]
- Erica reunionensis E.G.H.Oliv.[5]
- Erica revoluta (Bolus) L.E.Davidson[5]
- Erica rhodantha Guthrie & Bolus[5]
- Erica rhodopis (Bolus) Bolus[5]
- Erica rhopalantha Dulfer[5]
- Erica ribisaria Guthrie & Bolus[5]
- Erica richardii E.G.H.Oliv.[5]
- Erica rigidula (N.E.Br.) E.G.H.Oliv.[5]
- Erica rimarum E.G.H.Oliv.[5]
- Erica riparia H.A.Baker[5]
- Erica rivularis L.E.Davidson[5]
- Erica robynsiana Spirlet[5]
- Erica rosacea (L.Guthrie) E.G.H.Oliv.[5]
- Erica roseoloba E.G.H.Oliv.[5]
- Erica rubens Thunb.[5]
- Erica rubiginosa Dulfer[5]
- Erica rudolfii Bolus[5]
- Erica rufescens Klotzsch[5]
- Erica rugata E.G.H.Oliv.[5]
- Erica rupicola Klotzsch[5]
- Erica russakiana E.G.H.Oliv.[5]
- Erica rusticula E.G.H.Oliv.[5]
- Erica sacciflora Salisb.[5]
- Erica sagittata Klotzsch ex Benth.[5]
- Erica salax Salisb.[5]
- Erica salicina E.G.H.Oliv.[5]
- Erica salteri L.Bolus[5]
- Erica saptouensis E.G.H.Oliv.[5]
- Erica savilea Andrews[5]
- Erica saxicola Guthrie & Bolus[5]
- Erica saxigena Dulfer[5]
- Erica scabriuscula Link[5]
- Erica schelpeorum E.G.H.Oliv. & I.M.Oliv.[5]
- Erica schlechteri Bolus[5]
- Erica schmidtii Dulfer[5]
- Erica schumannii E.G.H.Oliv.[5]
- Erica scoparia L.[5]
- Erica scytophylla Guthrie & Bolus[5]
- Erica selaginifolia Salisb.[5]
- Erica senilis Klotzsch ex Benth.[5]
- Erica seriphiifolia Salisb.[5]
- Erica serrata Thunb.[5]
- Erica sessiliflora L. f.[5]
- Erica setacea Andrews[5]
- Erica setociliata H.A.Baker[5]
- Erica setosa Bartl.[5]
- Erica setulosa Benth.[5]
- Erica sexfaria Aiton[5]
- Erica shannonea Andrews[5]
- Erica sicifolia Salisb.[5]
- Erica sicula Guss.[5]
- Erica silvatica (Welw. ex Engl.) Beentje[5]
- Erica simii (S.Moore) E.G.H.Oliv.[5]
- Erica similis (N.E.Br.) E.G.H.Oliv.[5]
- Erica sitiens Klotzsch[5]
- Erica situshiemalis E.G.H.Oliv. & Pirie[5]
- Erica sociorum L.Bolus[5]
- Erica solandra Andrews[5]
- Erica sonderiana Guthrie & Bolus[5]
- Erica sparrmanni L. f.[5]
- Erica sparsa Sinclair[5]
- Erica spectabilis Klotzsch ex Benth.[5]
- Erica sperata E.G.H.Oliv.[5]
- Erica sphaerocephala J.C.Wendl. ex Benth.[5]
- Erica spiculifolia Salisb.[5]
- Erica spinifera (H.Perrier) Dorr & E.G.H.Oliv.[5]
- Erica spumosa L.[5]
- Erica squarrosa Salisb.[5]
- Erica stagnalis Salisb.[5]
- Erica steinbergiana H.L.Wendl. ex Klotzsch[5]
- Erica stenantha Klotzsch ex Benth.[5]
- Erica stokoeanthus E.G.H.Oliv.[5]
- Erica stokoei L.Bolus[5]
- Erica straussiana Gilg[5]
- Erica strigilifolia Salisb.[5]
- Erica strigosa Aiton[5]
- Erica stylaris Spreng.[5]
- Erica subcapitata (N.E.Br.) E.G.H.Oliv.[5]
- Erica subdivaricata P.J.Bergius[5]
- Erica subimbricata Compton[5]
- Erica subterminalis Klotzsch ex Benth.[5]
- Erica subulata J.C.Wendl.[5]
- Erica subverticillaris Diels ex L.Guthrie & Bolus[5]
- Erica suffulta J.C.Wendl. ex Benth.[5]
- Erica swaziensis E.G.H.Oliv.[5]
- Erica sylvainiana Dorr & E.G.H.Oliv.[5]
- Erica symonsii L.Bolus[5]
- Erica syngenesia Compton[5]
- Erica tarantulae E.G.H.Oliv.[5]
- Erica taxifolia Dryand.[5]
- Erica taylorii E.G.H.Oliv.[5]
- Erica tegulifolia Salisb.[5]
- Erica tenella Andrews[5]
- Erica tenuicaulis Klotzsch ex Benth.[5]
- Erica tenuifolia L.[5]
- Erica tenuipes Guthrie & Bolus[5]
- Erica tenuis Salisb.[5]
- Erica terminalis Salisb.[5]
- Erica terniflora E.G.H.Oliv.[5]
- Erica tetragona L. f.[5]
- Glocken-Heide (Erica tetralix L.)
- Erica tetrathecoides Benth.[5]
- Erica thamnoides E.G.H.Oliv.[5]
- Erica thimifolia J.C.Wendl.[5]
- Erica thodei Guthrie & Bolus[5]
- Erica thomae L.Bolus[5]
- Erica thomensis (Henriq.) Dorr & E.G.H.Oliv.[5]
- Erica thunbergii Montin[5]
- Erica tomentosa Salisb.[5]
- Erica toringbergensis H.A.Baker[5]
- Erica totta Thunb.[5]
- Erica tradouwensis Compton[5]
- Erica tragomontana R.C.Turner[5]
- Erica tragulifera Salisb.[5]
- Erica triceps Link[5]
- Erica trichadenia Bolus[5]
- Erica trichoclada Guthrie & Bolus[5]
- Erica trichophora Benth.[5]
- Erica trichophylla Benth.[5]
- Erica trichostigma T.M.Salter[5]
- Erica trichroma Benth.[5]
- Erica triflora L.[5]
- Erica trimera (Engl.) Beentje[5]
- Erica triphylla Link[5]
- Erica tristis Bartl.[5]
- Erica trivialis Klotzsch ex Benth.[5]
- Erica truncata L.Bolus[5]
- Erica tubercularis Salisb.[5]
- Erica tumida Ker Gawl.[5]
- Erica turbiniflora Salisb.[5]
- Erica turgida Salisb.[5]
- Erica turmalis Salisb.[5]
- Erica turneri E.G.H.Oliv.[5]
- Erica turrisbabylonica H.A.Baker[5]
- Erica tysonii Bolus[5]
- Erica uberiflora E.G.H.Oliv.[5]
- Erica umbellata L.[5]
- Erica umbelliflora Klotzsch ex Benth.[5]
- Erica umbonata Compton[5]
- Erica umbratica E.G.H.Oliv. & I.M.Oliv.[5]
- Erica unicolor J.C.Wendl.[5]
- Erica unilateralis Klotzsch ex Benth.[5]
- Erica urceolata (Klotzsch) E.G.H.Oliv.[5]
- Erica urna-viridis Bolus[5]
- Erica ustulescens Guthrie & Bolus[5]
- Erica utriculosa L.Bolus[5]
- Erica uysii H.A.Baker[5]
- Cornwall-Heide (Erica vagans L.)[5]
- Erica valida H.A.Baker[5]
- Erica vallis-aranearum E.G.H.Oliv.[5]
- Erica vallis-fluminis E.G.H.Oliv.[5]
- Erica vallis-gratiae Guthrie & Bolus[5]
- Erica vanheurckii Müll.Arg.[5]
- Erica varderi L.Bolus[5]
- Erica velatiflora E.G.H.Oliv.[5]
- Erica velitaris Salisb.[5]
- Erica ventricosa Thunb.[5]
- Erica venustiflora E.G.H.Oliv.[5]
- Erica verecunda Salisb.[5]
- Erica vernicosa E.G.H.Oliv.[5]
- Erica versicolor Andrews[5]
- Erica verticillata P.J.Bergius[5]
- Erica vestita Thunb.[5]
- Erica viguieri (H.Perrier) Dorr & E.G.H.Oliv.[5]
- Erica villosa Andrews[5]
- Erica virginalis Klotzsch ex Benth.[5]
- Erica viridiflora Andrews[5]
- Erica viridimontana E.G.H.Oliv. & I.M.Oliv.[5]
- Erica viscaria L.[5]
- Erica viscosissima E.G.H.Oliv.[5]
- Erica vlokii E.G.H.Oliv.[5]
- Erica vogelpoelii H.A.Baker[5]
- Erica walkeria Andrews (Syn.: Erica fastigiata Andrews, Erica pulchra Salisb., Erica walkeriana Sweet)[5]
- Erica wangfatiana Dorr & E.G.H.Oliv.[5]
- Erica wendlandiana Klotzsch[5]
- Erica whyteana Britten[5]
- Erica wildii Brenan[5]
- Erica williamsiorum E.G.H.Oliv.[5]
- Erica winteri H.A.Baker[5]
- Erica wittebergensis Dulfer[5]
- Erica woodii Bolus[5]
- Erica wyliei Bolus[5]
- Erica xanthina Guthrie & Bolus[5]
- Erica xeranthemifolia Salisb.[5]
- Erica zebrensis Compton[5]
- Erica zeyheriana (Klotzsch) E.G.H.Oliv.[5]
- Erica zitzikammensis Dulfer[5]
- Erica zwartbergensis Bolus[5]

Es gibt einige Naturhybriden:
- Erica × flavisepala Guthrie & Bolus[5]
- Erica × fontensis T.M.Salter[5]
- Erica × nelsonii Fagúndez[5]
- Erica × veitchii Bean[5]
- Erica × vinacea L.Bolus[5]
- Erica × watsonii Benth.[5]
- Erica × williamsii Druce[5]